# 2006 a jogalkotásban
2006-ban a következő fontosabb jogszabályokat alkották meg:

## Magyarország (Forrás:Magyar Közlöny)

### Törvények
- 2006. évi I. törvény a Magyar Köztársaság és a Bolgár Köztársaság között, a szociális biztonságról szóló, Szófiában, 2005. november 30-án aláírt Egyezmény kihirdetéséről
- 2006. évi II. törvény a Magyar Köztársaság és Románia között, a szociális biztonságról szóló, Bukarestben, 2005. október 20-án aláírt Egyezmény kihirdetéséről
- 2006. évi III. törvény a polgári törvénykönyvről szóló 1959. évi IV. törvény, valamint egyes törvények fogyasztóvédelemmel összefüggő jogharmonizációs célú módosításáról
- 2006. évi IV. törvény a gazdasági társaságokról
- 2006. évi V. törvény a cégnyilvánosságról, a bírósági cégeljárásról és a végelszámolásról
- 2006. évi VI. törvény a csődeljárásról, a felszámolási eljárásról és a végelszámolásról szóló 1991. évi XLIX. törvény módosításáról
- 2006. évi VIII. törvény a katasztrófák elleni védekezés irányításáról, szervezetéről és a veszélyes anyagokkal kapcsolatos súlyos balesetek elleni védekezésről szóló 1999. évi LXXIV. törvény módosításáról
- 2006. évi IX. törvény a közúti közlekedésről szóló 1988. évi I. törvény módosításáról
- 2006. évi X. törvény a szövetkezetekről
- 2006. évi XI. törvény az állattenyésztésről szóló 1993. évi CXIV. törvény módosításáról
- 2006. évi XII. törvény a rádiózásról és televíziózásról szóló 1996. évi I. törvény módosításáról
- 2006. évi XIII. törvény a Magyar Köztársaság Alkotmányáról szóló 1949. évi XX. törvény módosításáról
- 2006. évi XIV. törvény az Európai Unióról szóló Szerződés K.3. cikkén alapuló, az Európai Rendőrségi Hivatal létrehozásáról szóló, 1995. július 26-án kelt Egyezmény (Europol Egyezmény) és Jegyzőkönyveinek kihirdetéséről, valamint a Rendőrségről szóló 1994. évi XXXIV. törvény módosításáról
- 2006. évi XV. törvény az Európai Unióról szóló Szerződés K.3. cikke és az Europol Egyezmény 41. cikkének (3) bekezdése alapján az Europolnak, szervei tagjainak, igazgatóhelyetteseinek és az Europol alkalmazottainak kiváltságairól és mentességeiről szóló, 1997. június 19-én kelt Jegyzőkönyv, és az Európai Rendőrségi Hivatal létrehozásáról szóló egyezmény (Europol Egyezmény), és az Europolnak, szervei tagjainak, igazgatóhelyetteseinek és alkalmazottainak kiváltságairól és mentességeiről szóló Jegyzőkönyv módosításáról készült, 2002. november 28-án kelt Jegyzőkönyv kihirdetéséről
- 2006. évi XVI. törvény a Washingtonban, 1973. március 3. napján elfogadott, a veszélyeztetett vadon élő állat- és növényfajok nemzetközi kereskedelméről szóló egyezmény módosításának kihirdetéséről
- 2006. évi XVII. törvény a Magyar Köztársaság Kormánya és Québec Kormánya között a szociális biztonságról szóló, Ottawában, 2004. május 12-én aláírt Megállapodás kihirdetéséről
- 2006. évi XVIII. törvény a Magyar Köztársaság Kormánya és a Bosznia-Hercegovinai Köztársaság Kormánya között személyeknek az államhatáron történő átadásáról és átvételéről szóló, Budapesten, 1996. április 21-én aláírt Egyezmény kihirdetéséről
- 2006. évi XIX. törvény a bírósági eljárás elhúzódása miatti kifogás jogintézményének bevezetéséhez kapcsolódó egyes törvények módosításáról
- 2006. évi XX. törvény a frekvenciagazdálkodásról szóló 1993. évi LXII. törvény módosításáról
- 2006. évi XXI. törvény a külföldre utazásról szóló 1998. évi XII. törvény módosításáról
- 2006. évi XXII. törvény a tőkepiacról szóló 2001. évi CXX. törvény módosításáról
- 2006. évi XXIII. törvény a Magyar Köztársaság 2006. évi költségvetéséről szóló 2005. évi CLIII. törvény módosításáról
- 2006. évi XXIV. törvény a helyi önkormányzatok 2006. évi új címzett támogatásáról, az egyes címzett támogatással folyamatban lévő beruházások eredeti döntéseinek módosításáról, valamint a helyi önkormányzatok címzett és céltámogatási rendszeréről szóló 1992. évi LXXXIX. törvény módosításáról
- 2006. évi XXV. törvény a jövedéki adóról és a jövedéki termékek forgalmazásának különös szabályairól szóló 2003. évi CXXVII. törvény módosításáról
- 2006. évi XXVI. törvény a földgáz biztonsági készletezéséről
- 2006. évi XXVII. törvény a Szervezett Bűnözés Elleni Koordinációs Központról szóló 2000. évi CXXVI. törvény módosításáról
- 2006. évi XXVIII. törvény a szerződéses kötelezettségekre alkalmazandó jogról szóló, Rómában, 1980. június 19-én aláírásra megnyitott egyezmény és jegyzőkönyvei, valamint az azokat módosító egyezmények, továbbá a Ciprusi Köztársaságnak, a Cseh Köztársaságnak, az Észt Köztársaságnak, a Lengyel Köztársaságnak, a Lett Köztársaságnak, a Litván Köztársaságnak, a Magyar Köztársaságnak, a Máltai Köztársaságnak, a Szlovák Köztársaságnak és a Szlovén Köztársaságnak az említett egyezményhez és jegyzőkönyveihez történő csatlakozásáról szóló, Brüsszelben, 2005. április 14-én aláírt egyezmény kihirdetéséről
- 2006. évi XXIX. törvény a kulturális javak fegyveres összeütközés esetén való védelméről szóló 1954. évi Hágai Egyezmény Második Kiegészítő Jegyzőkönyvének kihirdetéséről és a Büntető Törvénykönyvről szóló 1978. évi IV. törvény módosításáról
- 2006. évi XXX. törvény egyrészről az Európai Közösség és tagállamai, másrészről a Svájci Államszövetség közötti, a csalás és bármely más, a pénzügyi érdekeiket sértő jogellenes tevékenység elleni küzdelemről szóló Együttműködési Megállapodás kihirdetéséről
- 2006. évi XXXI. törvény a Nemzetközi Büntetőbíróság Statútuma Részes Államainak Első Közgyűlése által, 2002. szeptember 10-én, New Yorkban elfogadott, a Nemzetközi Büntetőbíróság kiváltságairól és mentességeiről szóló Megállapodás kihirdetéséről
- 2006. évi XXXII. törvény a Magyar Köztársaság Kormánya és a Bolgár Köztársaság Kormánya között a két ország között kötött nemzetközi szerződések felülvizsgálatáról, Budapesten, 2004. november 17. napján aláírt Jegyzőkönyv kihirdetéséről
- 2006. évi XXXIII. törvény a Magyar Köztársaság Kormánya és a Francia Köztársaság Kormánya között személyeknek az államhatáron történő átvételéről szóló, Párizsban, 1996. december 16-án aláírt Egyezmény kihirdetéséről
- 2006. évi XXXIV. törvény egyes, az önkormányzatok működését érintő törvények módosításáról
- 2006. évi XXXV. törvény a villamos energia árszabályozását érintő egyes törvények módosításáról
- 2006. évi XXXVI. törvény a kapcsolt vállalkozások nyereségkiigazításával kapcsolatos kettős adóztatás megszüntetéséről szóló, 1990. július 23-án Brüsszelben aláírt Egyezmény, az Osztrák Köztársaságnak, a Finn Köztársaságnak és a Svéd Királyságnak a társult vállalkozások nyereségkiigazításával kapcsolatos kettős adóztatás megszüntetéséről szóló egyezményhez való csatlakozásáról szóló Egyezmény és az ehhez kapcsolódó Aláírási Jegyzőkönyv, a kapcsolt vállalkozások nyereségkiigazításával kapcsolatos kettős adóztatás megszüntetéséről szóló 1990. július 23-i egyezmény módosításáról szóló Jegyzőkönyv, valamint a Cseh Köztársaságnak, az Észt Köztársaságnak, a Ciprusi Köztársaságnak, a Lett Köztársaságnak, a Litván Köztársaságnak, a Magyar Köztársaságnak, a Máltai Köztársaságnak, a Lengyel Köztársaságnak, a Szlovén Köztársaságnak és a Szlovák Köztársaságnak a kapcsolt vállalkozások nyereségkiigazításával kapcsolatos kettős adóztatás megszüntetéséről szóló Egyezményhez való csatlakozásáról szóló Egyezmény és az ehhez kapcsolódó Aláírási Jegyzőkönyv kihirdetéséről
- 2006. évi XXXVII. törvény a Magyar Köztársaság és az Osztrák Köztársaság között a határokat átlépő bűnözés megelőzése és leküzdése érdekében folytatandó együttműködésről szóló, Heiligenbrunnban, 2004. június 6-án aláírt Szerződés kihirdetéséről
- 2006. évi XXXVIII. törvény a szellemi kulturális örökség megőrzéséről szóló, Párizsban, 2003. év október hó 17. napján elfogadott UNESCO Egyezmény kihirdetéséről
- 2006. évi XXXIX. törvény az Európai Rádiótávközlési Hivatal (ERO) létrehozásáról szóló, Hágában, 1993. június 23. napján kelt Egyezmény és 2002. december 17-én kelt Módosító Okiratának kihirdetéséről
- 2006. évi XL. törvény a Magyar Köztársaság Kormánya és az Amerikai Egyesült Államok Kormánya között a kiadatásról és a kölcsönös bűnügyi jogsegélyről szóló, Budapesten, 1994. december 1-jén aláírt szerződések módosításáról szóló szerződések kihirdetéséről
- 2006. évi XLI. törvény a vámeljárások egyszerűsítéséről és összehangolásáról szóló, Kiotóban, 1973. május 18-án kelt nemzetközi egyezmény Brüsszelben, 1999. június 26-án létrehozott Módosító Jegyzőkönyvének kihirdetéséről
- 2006. évi XLII. törvény a Magyar Köztársaság és a Jemeni Köztársaság között a beruházások ösztönzéséről és kölcsönös védelméről Szánában, 2004. január 18-án aláírt Megállapodás kihirdetéséről
- 2006. évi XLIII. törvény a gyermekek védelméről és a gyámügyi igazgatásról szóló 1997. évi XXXI. törvény módosításáról
- 2006. évi XLIV. törvény az állam tulajdonában lévő vállalkozói vagyon értékesítéséről szóló 1995. évi XXXIX. törvény módosításáról
- 2006. évi XLV. törvény a mozgóképről szóló 2004. évi II. törvény módosításáról
- 2006. évi XLVI. törvény a felsőoktatásról szóló 2005. évi CXXXIX. törvény módosításáról
- 2006. évi XLVII. törvény az életüktől és a szabadságuktól politikai okból jogtalanul megfosztottak kárpótlásáról szóló törvényben meghatározott határidők ismételt megnyitásáról és a kárpótlás lezárásáról
- 2006. évi XLVIII. törvény a gyümölcsös ültetvények, valamint a gyümölcsös ültetvény méretet el nem érő, gyümölcsfával betelepített területek összeírásáról
- 2006. évi XLIX. törvény a lobbitevékenységről
- 2006. évi L. törvény az épített környezet alakításáról és védelméről szóló 1997. évi LXXVIII. törvény módosításáról
- 2006. évi LI. törvény a büntetőeljárásról szóló 1998. évi XIX. törvény módosításáról
- 2006. évi LII. törvény a polgárőrségről
- 2006. évi LIII. törvény a nemzetgazdasági szempontból kiemelt jelentőségű beruházások megvalósításának gyorsításáról és egyszerűsítéséről
- 2006. évi LIV. törvény a Magyar Köztársaság Alkotmányáról szóló 1949. évi XX. törvény módosításáról
- 2006. évi LV. törvény a Magyar Köztársaság minisztériumainak felsorolásáról
- 2006. évi LVI. törvény 	 az országgyűlési képviselők tiszteletdíjáról, költségtérítéséről és kedvezményeiről szóló 1990. évi LVI. törvény módosításáról
- 2006. évi LVII. törvény a központi államigazgatási szervekről, valamint a Kormány tagjai és az államtitkárok jogállásáról
- 2006. évi LVIII. törvény a közbeszerzésekről szóló 2003. évi CXXIX. törvény módosításáról
- 2006. évi LIX. törvény az államháztartás egyensúlyát javító különadóról és járadékról
- 2006. évi LX. törvény a házipénztár adóról
- 2006. évi LXI. törvény egyes pénzügyi tárgyú törvények módosításáról
- 2006. évi LXII. törvény az Európai Közösség és azok tagállamai, valamint az Albán Köztársaság, Bosznia-Hercegovina, a Bolgár Köztársaság, a Horvát Köztársaság, az Izlandi Köztársaság, Macedónia Volt Jugoszláv Köztársaság, a Norvég Királyság, Szerbia és Montenegró, Románia és az ENSZ igazgatása alatt álló Koszovó között az Európai Közös Légtér (EKLT) létrehozására irányuló többoldalú Megállapodás kihirdetéséről
- 2006. évi LXIII. törvény az országgyűlési képviselők jogállásáról szóló 1990. évi LV. törvény módosításáról
- 2006. évi LXIV. törvény a Magyar Köztársaság 2006. évi költségvetéséről szóló 2005. évi CLIII. törvény módosításáról
- 2006. évi LXV. törvény az államháztartásról szóló 1992. évi XXXVIII. törvény és egyes kapcsolódó törvények módosításáról
- 2006. évi LXVI. törvény az államháztartásról szóló 1992. évi XXXVIII. törvény, valamint a köztisztviselők jogállásáról szóló 1992. évi XXIII. törvény módosításáról
- 2006. évi LXVII. törvény a polgármesteri tisztség ellátásának egyes kérdéseiről és az önkormányzati képviselők tiszteletdíjáról szóló 1994. évi LXIV. törvény módosításáról
- 2006. évi LXVIII. törvény a földgázellátásról szóló 2003. évi XLII. törvény módosításáról
- 2006. évi LXIX. törvény az európai szövetkezetről
- 2006. évi LXX. törvény az életüktől és a szabadságuktól politikai okból jogtalanul megfosztottak kárpótlásáról szóló törvényben meghatározott határidők ismételt megnyitásáról és a kárpótlás lezárásáról szóló 2006. évi XLVII. törvény módosításáról
- 2006. évi LXXI. törvény a közoktatásról szóló 1993. évi LXXIX. törvény módosításáról
- 2006. évi LXXII. törvény a közszférában foglalkoztatottak jogviszonyáról szóló törvények módosításáról
- 2006. évi LXXIII. törvény a felsőoktatásról szóló 2005. évi CXXXIX. törvény módosításáról
- 2006. évi LXXIV. törvény a mezőgazdasági és vidékfejlesztési támogatásokhoz és egyéb intézkedésekhez kapcsolódó eljárás egyes kérdéseiről és az ezzel összefüggő törvénymódosításokról szóló 2003. évi LXXIII. törvény módosításáról
- 2006. évi LXXV. törvény az ENSZ Élelmezési és Mezőgazdasági Szervezete (FAO) keretében 1951. december 6-án létrehozott és 1952. április 3-án hatályba lépett Nemzetközi Növényvédelmi Egyezménynek a FAO-konferencia 1997. novemberi, huszonkilencedik ülésszakán elfogadott, 2005. október 2-án hatályba lépett módosításaival egységes szerkezetben történő kihirdetéséről
- 2006. évi LXXVI. törvény a Magyar Köztársaság és a Portugál Köztársaság között, Budapesten, 2002. november 4. napján aláírt Konzuli Egyezmény kihirdetéséről
- 2006. évi LXXVII. törvény a Bernben, 1980. május 9-én kelt, Nemzetközi Vasúti Fuvarozási Egyezmény (COTIF) módosításáról Vilniusban elfogadott, 1999. június 3-án kelt Jegyzőkönyv kihirdetéséről
- 2006. évi LXXVIII. törvény 	 az 1949. augusztus 12-én aláírt Genfi Egyezmények egy további megkülönböztető jelvény elfogadásáról szóló, Genfben, 2006. június 19-én aláírt Kiegészítő Jegyzőkönyvének (III. Jegyzőkönyv) kihirdetéséről
- 2006. évi LXXIX. törvény a Magyar Köztársaság és a Koreai Köztársaság között a szociális biztonságról szóló, Budapesten, 2006. május 12-én aláírt Egyezmény kihirdetéséről
- 2006. évi LXXX. törvény az Európa Tanácsnak az emberi lény emberi jogainak és méltóságának a biológia és az orvostudomány alkalmazására tekintettel történő védelméről szóló, Oviedóban, 1997. április 4-én kelt Egyezményéhez kapcsolódó, az emberi eredetű szervek és szövetek átültetéséről szóló, Genfben, 2005. május 4-én aláírt Kiegészítő Jegyzőkönyv kihirdetéséről
- 2006. évi LXXXI. törvény az Európa Tanácsnak az emberi lény emberi jogainak és méltóságának a biológia és az orvostudomány alkalmazására tekintettel történő védelméről szóló, Oviedóban, 1997. április 4-én kelt Egyezményéhez kapcsolódó, az orvosbiológiai kutatásokról szóló, Genfben, 2005. szeptember 28-án aláírt Kiegészítő Jegyzőkönyv kihirdetéséről
- 2006. évi LXXXII. törvény a nukleáris fegyverek elterjedésének megakadályozásáról szóló szerződés III. cikk (1) és (4) bekezdésének végrehajtásáról szóló biztosítéki megállapodás és jegyzőkönyv, valamint a megállapodáshoz csatolt kiegészítő jegyzőkönyv kihirdetéséről
- '2006. évi LXXXIII. törvény az Európai Védelmi Ügynökség és annak személyzete részére biztosított kiváltságokról és mentességekről szóló, az Európai Unió tagállamai kormányainak a Tanács keretében ülésező képviselői határozatának kihirdetéséről
- 2006. évi LXXXIV. törvény a Magyar Köztársaság és az Osztrák Köztársaság között a közös államhatár láthatóságának biztosításáról és az ezzel összefüggő kérdések szabályozásáról, a Magyar Népköztársaság és az Osztrák Köztársaság által 1964. október 31-én aláírt és 1987. április 29-én módosított és kiegészített Szerződés módosításáról és kiegészítéséről szóló, Budapesten, 2002. április 8-án aláírt Szerződés kihirdetéséről
- 2006. évi LXXXV. törvény a Magyar Köztársaság és Románia között a magyar-román államhatár rendjéről, az együttműködésről és a kölcsönös segítségnyújtásról szóló, Bukarestben, 2005. október 20-án aláírt Szerződés kihirdetéséről
- 2006. évi LXXXVI. törvény a Magyar Tudományos Akadémiáról szóló 1994. évi XL. törvény módosításáról
- 2006. évi LXXXVII. törvény egyes törvények mentelmi jogra vonatkozó rendelkezéseinek módosításáról
- 2006. évi LXXXVIII. törvény a nemzeti agrárkár-enyhítési rendszerről
- 2006. évi LXXXIX. törvény az Európai Unióról szóló szerződés K.3 cikke alapján létrehozott, a vámigazgatási szervek közötti kölcsönös segítségnyújtásról és együttműködésről szóló, Brüsszelben, 1997. december 18-án kelt Egyezmény kihirdetéséről
- 2006. évi XC. törvény a Magyar Köztársaság Kormánya és a Bosznia-Hercegovinai Köztársaság Kormánya között a terrorizmus, a kábítószer tiltott forgalma és a szervezett bűnözés elleni harcban történő együttműködésről szóló, Budapesten, 1996. április 21-én aláírt Megállapodás kihirdetéséről
- 2006. évi XCI. törvény a Magyar Köztársaság és a Szlovák Köztársaság között a határokat átlépő bűnözés megelőzésében és a szervezett bűnözés elleni harcban folytatott együttműködésről szóló, Pozsonyban, 2006. október 2-án aláírt Egyezmény kihirdetéséről
- 2006. évi XCII. törvény a prémiumévek programról és a különleges foglalkoztatási állományról szóló 2004. évi CXXII. törvény módosításáról
- 2006. évi XCIII. törvény a légi közlekedésről szóló 1995. évi XCVII. törvény módosításáról
- 2006. évi XCIV. törvény a tűz elleni védekezésről, a műszaki mentésről és a tűzoltóságról szóló 1996. évi XXXI. törvény módosításáról
- 2006. évi XCV. törvény az Országos Területrendezési Tervről szóló 2003. évi XXVI. törvény, valamint a Balaton Kiemelt Üdülőkörzet Területrendezési Tervének elfogadásáról és a Balatoni Területrendezési Szabályzat megállapításáról szóló 2000. évi CXII. törvény módosításáról
- 2006. évi XCVI. törvény az Országos Rádió és Televízió Testület 2005. évi költségvetésének végrehajtásáról
- 2006. évi XCVII. törvényaz egészségügyben működő szakmai kamarákról
- 2006. évi XCVIII. törvény [Gyftv.] a biztonságos és gazdaságos gyógyszer- és gyógyászatisegédeszköz-ellátás, valamint a gyógyszerforgalmazás általános szabályairól
- 2006. évi XCIX. törvény a Magyar Köztársaság 2005. évi költségvetésének végrehajtásáról
- 2006. évi C. törvény a külföldi bizonyítványok és oklevelek elismeréséről szóló 2001. évi C. törvény módosításáról
- 2006. évi CI. törvény az Egyesült Nemzetek keretében, Palermóban, 2000. december 14-én létrejött, a nemzetközi szervezett bűnözés elleni Egyezmény kihirdetéséről
- 2006. évi CII. törvény az Egyesült Nemzetek keretében, Palermóban, 2000. december 14-én létrejött, a nemzetközi szervezett bűnözés elleni Egyezménynek az emberkereskedelem, különösen a nők és gyermekek kereskedelme megelőzéséről, visszaszorításáról és büntetéséről szóló Jegyzőkönyve kihirdetéséről
- 2006. évi CIII. törvény az Egyesült Nemzetek keretében, Palermóban, 2000. december 14-én létrejött, a nemzetközi szervezett bűnözés elleni Egyezménynek a migránsok szárazföldön, légi úton és tengeren történő csempészete elleni fellépésről szóló Jegyzőkönyve kihirdetéséről
- 2006. évi CIV. törvény az egyenlő bánásmódról és az esélyegyenlőség előmozdításáról szóló 2003. évi CXXV. törvény módosításáról
- 2006. évi CV. törvény a gazdasági reklámtevékenységről szóló 1997. évi LVIII. törvény módosításáról
- 2006. évi CVI. törvény a társadalombiztosítási nyugellátásról szóló 1997. évi LXXXI. törvény, valamint egyes kapcsolódó törvények módosításáról
- 2006. évi CVII. törvény a géntechnológiai tevékenységről szóló 1998. évi XXVII. törvény módosításáról
- 2006. évi CVIII. törvény a Magyar Köztársaság és a Szlovén Köztársaság között a bűnüldöző szervek határokon átnyúló együttműködéséről szóló, Brdoban, 2006. október 25-én aláírt Megállapodás kihirdetéséről
- 2006. évi CIX. törvény a kormányzati szervezetalakítással összefüggő törvénymódosításokról
- 2006. évi CX. törvény a közlekedéssel összefüggő egyes törvények módosításáról
- 2006. évi CXI. törvény a Magyar Köztársaság 2006. évi költségvetéséről szóló 2005. évi CLIII. törvény módosításáról
- 2006. évi CXII. törvény a jelzálog-hitelintézetről és a jelzáloglevélről szóló 1997. évi XXX. törvény módosításáról
- 2006. évi CXIII. törvény a foglalkoztatás elősegítéséről és a munkanélküliek ellátásáról szóló 1991. évi IV. törvény módosításáról
- 2006. évi CXIV. törvény egyes szakképzési és felnőttképzési tárgyú törvények módosításáról
- 2006. évi CXV. törvény egyes, az egészségügyet érintő törvényeknek az egészségügyi reformmal kapcsolatos módosításáról
- 2006. évi CXVI. törvény az egészségbiztosítás hatósági felügyeletéről
- 2006. évi CXVII. törvény egyes szociális tárgyú törvények módosításáról
- 2006. évi CXVIII. törvény a fegyveres szervek hivatásos állományú tagjainak szolgálati viszonyáról szóló 1996. évi XLIII. törvény és a büntetőeljárásról szóló 1998. évi XIX. törvény módosításáról
- 2006. évi CXIX. törvény a társadalombiztosítási nyugellátásról szóló 1997. évi LXXXI. törvény módosításáról
- 2006. évi CXX. törvény az egyes építésüggyel kapcsolatos törvények módosításáról
- 2006. évi CXXI. törvény a Magyar Köztársaság 2007. évi költségvetését megalapozó egyes törvények módosításáról
- 2006. évi CXXII. törvény az illetékekről szóló 1990. évi XCIII. törvény módosításáról, valamint a hiteles tulajdonilap-másolat igazgatási szolgáltatási díjáról szóló 1996. évi LXXXV. törvény módosításáról
- 2006. évi CXXIII. törvény a büntető ügyekben alkalmazható közvetítői tevékenységről
- 2006. évi CXXIV. törvény az Országos Rádió és Televízió Testület 2007. évi költségvetéséről
- 2006. évi CXXV. törvény az Európai Közösség és annak tagállamai, másrészről a Svájci Államszövetség közötti, a személyek szabad mozgásáról szóló 1999. június 21-ei megállapodás, valamint az ahhoz csatolt, a Cseh Köztársaságnak, az Észt Köztársaságnak, a Ciprusi Köztársaságnak, a Lett Köztársaságnak, a Litván Köztársaságnak, a Magyar Köztársaságnak, a Máltai Köztársaságnak, a Lengyel Köztársaságnak, a Szlovén Köztársaságnak és a Szlovák Köztársaságnak az Európai Unióhoz történő csatlakozása következtében a megállapodásban szerződő félként való részvételéről szóló jegyzőkönyv kihirdetéséről
- 2006. évi CXXVI. törvény a Cseh Köztársaságnak, az Észt Köztársaságnak, a Ciprusi Köztársaságnak, a Lett Köztársaságnak, a Litván Köztársaságnak, a Magyar Köztársaságnak, a Máltai Köztársaságnak, a Lengyel Köztársaságnak, a Szlovén Köztársaságnak és a Szlovák Köztársaságnak az Európai Gazdasági Térségben való részvételéről szóló Megállapodás, valamint az Európai Gazdasági Térségről szóló Megállapodás kihirdetéséről
- 2006. évi CXXVII. törvény a Magyar Köztársaság 2007. évi költségvetéséről
- 2006. évi CXXVIII. törvény az Európai Unió és az Amerikai Egyesült Államok között az utas-nyilvántartási adatállomány (PNR) adatainak a légi fuvarozók általi feldolgozásáról és az Amerikai Egyesült Államok Belbiztonsági Minisztériuma részére történő továbbításáról szóló Megállapodás kihirdetéséről, valamint a légi közlekedésről szóló 1995. évi XCVII. törvény módosításáról
- 2006. évi CXXIX. törvény a munkavédelemről szóló 1993. évi XCIII. törvény módosításáról
- 2006. évi CXXX. törvény a regisztrációs adó részleges visszatérítéséről
- 2006. évi CXXXI. törvény egyes pénzügyi tárgyú törvények módosításáról
- 2006. évi CXXXII. törvény az egészségügyi ellátórendszer fejlesztéséről
- 2006. évi CXXXIII. törvény a fővárosi önkormányzat és a kerületi önkormányzatok közötti forrásmegosztásról
- 2006. évi CXXXIV. törvény a Szülőföld Alapról szóló 2005. évi II. törvény módosításáról
- 2006. évi CXXXV. törvény a közbeszerzésekről szóló 2003. évi CXXIX. törvény módosításáról

### Kormányrendeletek
- 1/2006. (I. 4.) Korm. rendelet 	 a Magyar Köztársaság és a Bolgár Köztársaság között a szociális biztonságról szóló, Szófiában, 2005. november 30-án aláírt Egyezmény végrehajtására szolgáló igazgatási megállapodás kihirdetéséről
- 2/2006. (I. 4.) Korm. rendelet 	 egyes kormányrendeletek fogyasztóvédelemmel összefüggő jogharmonizációs célú módosításáról
- 3/2006. (I. 13.) Korm. rendelet 	 a hajózási hatóságok feladat- és hatásköréről, valamint illetékességéről szóló 237/2002. (XI. 8.) Korm. rendelet módosításáról
- 4/2006. (I. 13.) Korm. rendelet 	 a légiközlekedési kötelező felelősségbiztosításról szóló 39/2001. (III. 5.) Korm. rendelet módosításáról
- 5/2006. (I. 13.) Korm. rendelet 	 az Igazságügyi Hivatalról szóló 144/2005. (VII. 27.) Korm. rendelet módosításáról
- 6/2006. (I. 13.) Korm. rendelet 	 a kiegészítő gyermekvédelmi támogatásról
- 7/2006. (I. 13.) Korm. rendelet 	 a 2006. évi decentralizált fejlesztési programok előirányzatainak régiók és megyék közötti felosztásáról, valamint a terület- és régiófejlesztési célelőirányzat felhasználásának részletes szabályairól szóló 90/2004. (IV. 25.) Korm. rendelet és a decentralizált helyi önkormányzati fejlesztési támogatási programok előirányzatai, valamint a vis maior tartalék felhasználásának részletes szabályairól szóló 295/2005. (XII. 23.) Korm. rendelet módosításáról
- 8/2006. (I. 13.) Korm. rendelet 	 a vasúti piacfelügyeleti bírság mértékére és alkalmazására vonatkozó részletes szabályokról
- 9/2006. (I. 18.) Korm. rendelet 	 az Európai Közösség és annak tagállamai, valamint Izrael Állam között a polgári globális navigációs műholdrendszerekről (GNSS) szóló Együttműködési Megállapodás kihirdetéséről
- 10/2006. (I. 18.) Korm. rendelet 	 a decentralizált helyi önkormányzati fejlesztési támogatási programok előirányzatai, valamint a vis maior tartalék felhasználásának részletes szabályairól szóló 295/2005. (XII. 23.) Korm. rendelet módosításáról
- 11/2006. (I. 20.) Korm. rendelet 	 a külföldi kulturális intézetekről szóló 11/2000. (II. 8.) Korm. rendelet módosításáról
- 12/2006. (I. 20.) Korm. rendelet 	 az államtitkot vagy szolgálati titkot, illetőleg alapvető biztonsági, nemzetbiztonsági érdeket érintő vagy különleges biztonsági intézkedést igénylő beszerzések sajátos szabályairól szóló 143/2004. (IV. 29.) Korm. rendelet módosításáról
- 13/2006. (I. 20.) Korm. rendelet 	 a védelem terén alapvető biztonsági érdeket érintő, kifejezetten katonai, rendvédelmi, rendészeti célokra szánt áruk beszerzésére, illetőleg szolgáltatások megrendelésére vonatkozó sajátos szabályokról szóló 228/2004. (VII. 30.) Korm. rendelet módosításáról
- 14/2006. (I. 26.) Korm. rendelet 	 a Magyar Köztársaság Kormánya és a Szerbia és Montenegró Minisztertanácsa közötti gazdasági együttműködési megállapodás kihirdetéséről
- 15/2006. (I. 26.) Korm. rendelet 	 a géntechnológiai tevékenység engedélyezési eljárási rendjéről, valamint az eljárás során az Európai Bizottsággal való kapcsolattartásról szóló 132/2004. (IV. 29.) Korm. rendelet módosításáról
- 16/2006. (I. 26.) Korm. rendelet 	 a termőföld állam által életjáradék fizetése ellenében történő megszerzéséről szóló 210/2004. (VII. 9.) Korm. rendelet módosításáról
- 17/2006. (I. 26.) Korm. rendelet 	 a területfejlesztési célelőirányzat felhasználásának részletes szabályairól szóló 26/2003. (III. 4.) Korm. rendelet módosításáról
- 18/2006. (I. 26.) Korm. rendelet 	 a veszélyes anyagokkal kapcsolatos súlyos balesetek elleni védekezésről
- 19/2006. (I. 31.) Korm. rendelet 	 a frekvenciasávok nemzeti felosztásának megállapításáról szóló 346/2004. (XII. 22.) Korm. rendelet módosításáról
- 20/2006. (I. 31.) Korm. rendelet 	 a helyi önkormányzatok címzett és céltámogatási igénybejelentéséhez kapcsolódó megvalósíthatósági tanulmány tartalmáról és értékelésének rendjéről szóló 104/1998. (V. 22.) Korm. rendelet módosításáról
- 21/2006. (I. 31.) Korm. rendelet 	 a nagyvízi medrek, a parti sávok, a vízjárta, valamint a fakadó vizek által veszélyeztetett területek használatáról és hasznosításáról, valamint a nyári gátak által védett területek értékének csökkenésével kapcsolatos eljárásról
- 22/2006. (II. 3.) Korm. rendelet 	 a fiatalok lakáskölcsönéhez kapcsolódó állami kezesség vállalásának és érvényesítésének részletes szabályairól szóló 4/2005. (I. 12.) Korm. rendelet és a lakáscélú állami támogatásokról szóló 12/2001. (I. 31.) Korm. rendelet módosításáról
- 23/2006. (II. 3.) Korm. rendelet 	 a bányafelügyelet hatáskörébe tartozó egyes nyomástartó berendezések hatósági felügyeletéről
- 24/2006. (II. 3.) Korm. rendelet 	 a veszélyes áruk közúti szállításának ellenőrzésére vonatkozó egységes eljárásról szóló 1/2002. (I. 11.) Korm. rendelet módosításáról
- 25/2006. (II. 3.) Korm. rendelet 	 egyes festékek, lakkok és járművek javító fényezésére szolgáló termékek szerves oldószer tartalmának szabályozásáról
- 26/2006. (II. 7.) Korm. rendelet 	 a gazdálkodó szervezetek 2006. évi egyedi termelési támogatásáról
- 27/2006. (II. 7.) Korm. rendelet 	 a vizek mezőgazdasági eredetű nitrátszennyezéssel szembeni védelméről
- 28/2006. (II. 7.) Korm. rendelet 	 a műszaki tartalmú jogszabálytervezeteknek az Európai Bizottsággal és az Európai Unió tagállamaival való egyeztetéséről szóló 94/2004. (IV. 27.) Korm. rendelet módosításáról
- 29/2006. (II. 7.) Korm. rendelet 	 a vízi árufuvarozásról szóló egyes rendeletek hatályon kívül helyezéséről
- 30/2006. (II. 8.) Korm. rendelet 	 a Nemzeti Települési Szennyvíz-elvezetési és -tisztítási Megvalósítási Programról szóló 25/2002. (II. 27.) Korm. rendelet módosításáról
- 31/2006. (II. 8.) Korm. rendelet 	 a Nemzeti Települési Szennyvíz-elvezetési és -tisztítási Megvalósítási Programmal összefüggő szennyvíz-elvezetési agglomerációk lehatárolásáról szóló 26/2002. (II. 27.) Korm. rendelet módosításáról
- 32/2006. (II. 15.) Korm. rendelet 	 a mezőgazdasági termelők kibontakozási hitelkonstrukciójáról és a gazdahitel programról szóló 30/2000. (III. 10.) Korm. rendelet módosításáról
- 33/2006. (II. 15.) Korm. rendelet 	 a Kulturális Örökségvédelmi Hivatal létrehozásáról szóló 190/2001. (X. 18.) Korm. rendelet és az ezzel összefüggő kormányrendeletek módosításáról
- 34/2006. (II. 16.) Korm. rendelet 	 a Magyar Köztársaság Kormánya és Québec Kormánya között a szociális biztonságról szóló, Ottawában, 2004. május 12-én aláírt megállapodás végrehajtásáról szóló igazgatási megállapodás kihirdetéséről
- 35/2006. (II. 16.) Korm. rendelet 	 a Magyar Népköztársaság Kormánya és a Csehszlovák Szocialista Köztársaság Kormánya közötti postai és távközlési együttműködésről szóló Egyezmény megszüntetéséről
- 36/2006. (II. 20.) Korm. rendelet 	 a levegő védelmével kapcsolatos egyes szabályokról szóló 21/2001. (II. 14.) Korm. rendelet módosításáról
- 37/2006. (II. 20.) Korm. rendelet 	 a csomagolásról és a csomagolási hulladék kezelésének részletes szabályairól szóló 94/2002. (V. 5.) Korm. rendelet módosításáról
- 38/2006. (II. 20.) Korm. rendelet 	 a termőföld állam által életjáradék fizetése ellenében történő megszerzéséről szóló 210/2004. (VII. 9.) Korm. rendelet módosításáról
- 39/2006. (II. 20.) Korm. rendelet 	 a decentralizált helyi önkormányzati fejlesztési támogatási programok előirányzatai, valamint a vis maior tartalék felhasználásának részletes szabályairól szóló 295/2005. (XII. 23.) Korm. rendelet módosításáról
- 40/2006. (II. 27.) Korm. rendelet 	 a személyes gondoskodást nyújtó szociális ellátások térítési díjáról szóló 29/1993. (II. 17.) Korm. rendelet módosításáról
- 41/2006. (II. 27.) Korm. rendelet 	 a nyugellátások és baleseti nyugellátások, valamint a nyugdíjszerű rendszeres szociális ellátások emeléséről szóló 187/1997. (X. 31.) Korm. rendelet módosításáról
- 42/2006. (II. 27.) Korm. rendelet 	 a Nemzeti Információs Infrastruktúra Fejlesztési Program működtetéséről szóló 95/1999. (VI. 23.) Korm. rendelet módosításáról
- 43/2006. (II. 27.) Korm. rendelet 	 az egészségügyi szolgáltatások Egészségbiztosítási Alapból történő finanszírozásának részletes szabályairól szóló 43/1999. (III. 3.) Korm. rendelet módosításáról szóló 329/2005. (XII. 29.) Korm. rendelet módosításáról
- 44/2006. (II. 28.) Korm. rendelet 	 a Közoktatási Fejlesztési Célelőirányzat működésének részletes szabályairól
- 45/2006. (II. 28.) Korm. rendelet 	 a közforgalmú személyszállítási utazási kedvezményekről szóló 287/1997. (XII. 29.) Korm. rendelet módosításáról
- 46/2006. (III. 7.) Korm. rendelet 	 a terület- és régiófejlesztési célelőirányzat felhasználásának részletes szabályairól szóló 90/2004. (IV. 25.) Korm. rendelet módosításáról
- 47/2006. (III. 7.) Korm. rendelet 	 a lakás-előtakarékosság állami támogatásáról szóló 215/1996. (XII. 23.) Korm. rendelet és a lakás-takarékpénztárak általános szerződési feltételeiről szóló 47/1997. (III. 12.) Korm. rendelet módosításáról
- 48/2006. (III. 7.) Korm. rendelet 	 a fiatalok lakáskölcsönéhez kapcsolódó állami kezesség vállalásának és érvényesítésének részletes szabályairól szóló 4/2005. (I. 12.) Korm. rendelet és a lakáscélú állami támogatásokról szóló 12/2001. (I. 31.) Korm. rendelet módosításáról szóló 22/2006. (II. 3.) Korm. rendelet módosításáról
- 49/2006. (III. 10.) Korm. rendelet 	 a földgázellátásról szóló 2003. évi XLII. törvény egyes rendelkezéseinek végrehajtásáról szóló 111/2003. (VII. 29.) Korm. rendelet módosításáról
- 50/2006. (III. 14.) Korm. rendelet 	 a helyi önkormányzatok által 2004. évben jogtalanul igénybe vett közműfejlesztési támogatás visszafizetésének ütemezéséről
- 51/2006. (III. 14.) Korm. rendelet 	 a Felsőoktatási Regisztrációs Központról és eljárásának részletes szabályairól
- 52/2006. (III. 14.) Korm. rendelet 	 a felsőoktatási intézmények képzési és fenntartási normatíva alapján történő finanszírozásáról szóló 8/2005. (I. 19.) Korm. rendelet módosításáról
- 53/2006. (III. 14.) Korm. rendelet 	 a közalkalmazottak jogállásáról szóló 1992. évi XXXIII. törvény felsőoktatásban való végrehajtásáról és a felsőoktatási intézményekben történő foglalkoztatás egyes kérdéseiről
- 54/2006. (III. 14.) Korm. rendelet köztisztviselők képesítési előírásairól szóló 9/1995. (II. 3.) Korm. rendelet módosításáról
- 55/2006. (III. 14.) Korm. rendelet 	 a mezőgazdasági szövetkezeti, szakszövetkezeti járadékok, valamint a mezőgazdasági szakszövetkezeti tagok növelt összegű járadékának kiegészítő emeléséről, továbbá a társadalombiztosítási nyugellátásról szóló 1997. évi LXXXI. törvény végrehajtásáról rendelkező 168/1997. (X. 6.) Korm. rendelet módosításáról
- 56/2006. (III. 14.) Korm. rendelet 	 a növényvédelmi közérdekű védekezés költségei megállapításának és igénylésének részletes szabályairól szóló 160/2005. (VIII. 16.) Korm. rendelet módosításáról
- 57/2006. (III. 21.) Korm. rendelet 	 a gyámhatóságokról, valamint a gyermekvédelmi és gyámügyi eljárásról szóló 149/1997. (IX. 10.) Korm. rendelet módosításáról
- 58/2006. (III. 21.) Korm. rendelet 	 a kábítószer előállítására alkalmas növények termesztésének, forgalmazásának és felhasználásának rendjéről szóló 162/2003. (X. 16.) Korm. rendelet módosításáról
- 59/2006. (III. 21.) Korm. rendelet 	 a frekvenciasávok nemzeti felosztásának megállapításáról szóló 346/2004. (XII. 22.) Korm. rendelet módosításáról
- 60/2006. (III. 23.) Korm. rendelet 	 a szomszédos államokban élő magyarokról szóló 2001. évi LXII. törvény pedagógusokat és oktatókat érintő rendelkezéseinek végrehajtásáról szóló 206/2003. (XII. 10.) Korm. rendelet módosításáról
- 61/2006. (III. 23.) Korm. rendelet 	 a biológiai anyagok szabadalmi eljárás céljából való letétbe helyezéséről és kezeléséről
- 62/2006. (III. 27.) Korm. rendelet 	 az egyes pénzbeli szociális ellátások elszámolásának szabályairól
- 63/2006. (III. 27.) Korm. rendelet 	 a pénzbeli és természetbeni szociális ellátások igénylésének és megállapításának, valamint folyósításának részletes szabályairól
- 64/2006. (III. 27.) Korm. rendelet 	 az áruk és a szolgáltatások biztonságosságáról és az ezzel kapcsolatos piacfelügyeleti eljárásról szóló 79/1998. (IV. 29.) Korm. rendelet módosításáról
- 65/2006. (III. 27.) Korm. rendelet 	 az egészségügyi szakellátási kapacitásmódosítások szakmai feltételeiről, eljárási rendjének és az új szolgáltatók befogadásának szabályairól szóló 50/2002. (III. 26.) Korm. rendelet módosításáról
- 66/2006. (III. 27.) Korm. rendelet 	 a 2005–2007 közötti időszakban az üvegházhatású gázok kibocsátási egységeinek kereskedelmére vonatkozó Nemzeti Kiosztási Terv és Nemzeti Kiosztási Lista kihirdetéséről, valamint a kibocsátási egységek kiosztásának részletes szabályairól
- 67/2006. (III. 27.) Korm. rendelet 	 az életüktől és szabadságuktól politikai okból jogtalanul megfosztottak kárpótlásáról szóló törvényben meghatározott határidők ismételt megnyitásáról és a kárpótlás lezárásáról szóló 2006. évi XLVII. törvény végrehajtásáról
- 68/2006. (III. 28.) Korm. rendelet 	 a Felsőoktatási és Tudományos Tanácsról
- 69/2006. (III. 28.) Korm. rendelet 	 a Magyar Felsőoktatási Akkreditációs Bizottságról
- 70/2006. (III. 28.) Korm. rendelet 	 a közoktatásról szóló 1993. évi LXXIX. törvény végrehajtásáról rendelkező 20/1997. (II. 13.) Korm. rendelet módosításáról
- 71/2006. (IV. 3.) Korm. rendelet 	 a honvédelemről és a Magyar Honvédségről szóló 2004. évi CV. törvény egyes rendelkezéseinek végrehajtásáról
- 72/2006. (IV. 3.) Korm. rendelet 	 a végelszámolás számviteli feladatairól
- 73/2006. (IV. 3.) Korm. rendelet 	 az ikerintézményi (twinning) program fejlesztési tevékenységének ellátásáról
- 74/2006. (IV. 3.) Korm. rendelet 	 a 2006. évi új fejlesztési célú pályázati felhívások közzétételének és egyedi fejlesztési támogatási döntések meghozatalának egyes szabályairól
- 75/2006. (IV. 3.) Korm. rendelet 	 az Országos Közoktatási Értékelési és Vizsgaközpontról szóló 105/1999. (VII. 6.) Korm. rendelet módosításáról
- 76/2006. (IV. 3.) Korm. rendelet veszélyhelyzet kihirdetéséről és a veszélyhelyzet során teendő intézkedésekről
- 77/2006. (IV. 4.) Korm. rendelet 	 az Útravaló Ösztöndíjprogramról szóló 152/2005. (VIII. 2.) Korm. rendelet módosításáról
- 78/2006. (IV. 4.) Korm. rendelet 	 a frekvenciahasználati jogosultság megszerzését szolgáló árverés és pályázat szabályairól
- 79/2006. (IV. 5.) Korm. rendelet 	 a felsőoktatásról szóló 2005. évi CXXXIX. törvény egyes rendelkezéseinek végrehajtásáról
- 80/2006. (IV. 6.) Korm. rendelet 	 a Magyar Köztársaság Kormánya és Ukrajna Miniszteri Kabinetje között a katonai és műszaki együttműködésről Budapesten, 2006. január 20-án aláírt Egyezmény kihirdetéséről
- 81/2006. (IV. 6.) Korm. rendelet 	 az Egyetemes Elektronikus Hírközlési Támogatási Kassza működésére, felügyeletére, felhasználására, megszüntetésére és forrásaira vonatkozó részletes szabályokról szóló 134/2004. (IV. 29.) Korm. rendelet módosításáról
- 82/2006. (IV. 6.) Korm. rendelet 	 a 2006. évi rendkívüli árvízi védekezés költségvetési forrásának biztosításáról
- 83/2006. (IV. 7.) Korm. rendelet 	 a pénzbeli és természetbeni szociális ellátások igénylésének és megállapításának, valamint folyósításának részletes szabályairól szóló 63/2006. (III. 27.) Korm. rendelet módosításáról
- 84/2006. (IV. 7.) Korm. rendelet 	 a közalkalmazottakról szóló 1992. évi XXXIII. törvény végrehajtásáról a közoktatási intézményekben tárgyú 138/1992. (X. 8.) Korm. rendelet módosításáról
- 85/2006. (IV. 10.) Korm. rendelet 	 a veszélyhelyzet kihirdetéséről és a veszélyhelyzet során teendő intézkedésekről szóló 76/2006. (IV. 3.) Korm. rendelettel kihirdetett veszélyhelyzet feloldásáról
- 86/2006. (IV. 12.) Korm. rendelet 	 a hallgatói hitelrendszerről és a Diákhitel Központról
- 87/2006. (IV. 14.) Korm. rendelet 	 veszélyhelyzet kihirdetéséről és a veszélyhelyzet során teendő intézkedésekről
- 88/2006. (IV. 18.) Korm. rendelet 	 a Magyar Köztársaság Kormánya és a NATO Repülőgépfedélzeti Korai Előrejelző és Ellenőrző Program Kezelő Szervezete (NAPMO) Igazgató Tanácsa közötti, a NAPMO-hoz történő csatlakozásról szóló nemzetközi megállapodások kihirdetéséről
- 89/2006. (IV. 18.) Korm. rendelet 	 a Hágai Nemzetközi Magánjogi Értekezlet Alapszabályának, valamint a Hágai Nemzetközi Magánjogi Értekezlet Huszadik Ülésszakán, 2005. június 30-án elfogadott módosításának kihirdetéséről
- 90/2006. (IV. 18.) Korm. rendelet 	 az államháztartás működési rendjéről szóló 217/1998. (XII. 30.) Korm. rendelet módosításáról
- 91/2006. (IV. 18.) Korm. rendelet 	 az önkormányzat által szervezett közcélú foglalkoztatás 2006. évi előirányzatának módosítási rendjéről és a többlettámogatás igényléséről
- 92/2006. (IV. 18.) Korm. rendelet 	 a Fogyasztóvédelmi Főfelügyelőség szervezetéről, feladat- és hatásköréről, valamint a fogyasztóvédelmi bírság felhasználásáról szóló 89/1998. (V. 8.) Korm. rendelet módosításáról
- 93/2006. (IV. 18.) Korm. rendelet 	 a környezetvédelmi célú pénzügyi eszközökről (LIFE) szóló, az Európai Parlament és a Tanács 2000. július 17-ei 1655/2000/EK rendelete végrehajtásához szükséges egyes intézkedésekről
- 94/2006. (IV. 18.) Korm. rendelet 	 a megyei (fővárosi) földművelésügyi hivatalról és egyes földművelésügyi szakigazgatási feladatokat megállapító jogszabályok módosításáról szóló 44/1991. (III. 14.) Korm. rendelet módosításáról
- 95/2006. (IV. 18.) Korm. rendelet 	 a veszélyes katonai objektumokkal kapcsolatos hatósági eljárás rendjéről
- 96/2006. (IV. 18.) Korm. rendelet 	 veszélyhelyzet kihirdetéséről és a veszélyhelyzet során teendő intézkedésekről szóló 87/2006. (IV. 14.) Korm. rendelet hatályának kiterjesztéséről
- 97/2006. (IV. 20.) Korm. rendelet 	 a 2006. évi rendkívüli árvízvédekezés költségvetési forrásának biztosításáról
- 98/2006. (IV. 25.) Korm. rendelet 	 a nyugdíjasok távhő-szolgáltatási támogatásáról szóló 212/2005. (X. 5.) Korm. rendelet módosításáról
- 99/2006. (IV. 25.) Korm. rendelet 	 az elektromos és elektronikai berendezések hulladékainak visszavételéről szóló 264/2004. (IX. 23.) Korm. rendelet módosításáról
- '100/2006. (IV. 25.) Korm. rendelet 	 a magánszálláshelyek idegenforgalmi célú hasznosításáról szóló 110/1997. (VI. 25.) Korm. rendelet módosításáról
- 101/2006. (IV. 25.) Korm. rendelet 	 veszélyhelyzet kihirdetéséről és a veszélyhelyzet során teendő intézkedésekről
- 102/2006. (IV. 28.) Korm. rendelet 	 az Európai Unió által nyújtott egyes pénzügyi támogatások felhasználásával megvalósuló, és egyes nemzetközi megállapodások alapján finanszírozott programok monitoring rendszerének kialakításáról és működéséről
- 103/2006. (IV. 28.) Korm. rendelet 	 az építésüggyel kapcsolatos egyes szabályozott szakmák gyakorlásához kapcsolódó szakmai továbbképzési rendszer részletes szabályairól
- 104/2006. (IV. 28.) Korm. rendelet 	 a településtervezési és az építészeti-műszaki tervezési, valamint az építésügyi műszaki szakértői jogosultság szabályairól
- 105/2006. (IV. 28.) Korm. rendelet 	 a gyógyszerek és gyógyászati segédeszközök közbeszerzésének részletes és sajátos szabályairól szóló 130/2004. (IV. 29.) Korm. rendelet módosításáról
- 106/2006. (IV. 28.) Korm. rendelet 	 a helyi önkormányzatok címzett és céltámogatása felhasználásának részletes szabályairól szóló 19/2005. (II. 11.) Korm. rendelet módosításáról
- 107/2006. (V. 2.) Korm. rendelet 	 a Magyar Köztársaság által az Európai Unióhoz történő csatlakozást követően alkalmazandó munkaerőpiaci viszonosság és védintézkedés szabályairól szóló 93/2004. (IV. 27.) Korm. rendelet módosításáról
- 108/2006. (V. 5.) Korm. rendelet 	 a Magyar Köztársaság Kormánya és Izrael Állam Kormánya közötti gazdasági együttműködési megállapodás kihirdetéséről és kötelező hatályának elismeréséről
- 109/2006. (V. 5.) Korm. rendelet 	 az üvegházhatású gázoknak a Magyar Állam kincstári vagyonába tartozó kibocsátási egységeivel való rendelkezés részletes szabályairól
- 110/2006. (V. 5.) Korm. rendelet 	 az állam által vállalt kezesség előkészítésének és a kezesség beváltásának eljárási rendjéről
- 111/2006. (V. 9.) Korm. rendelet 	 a veszélyhelyzet kihirdetéséről és a veszélyhelyzet során teendő intézkedésekről szóló 101/2006. (IV. 25.) Korm. rendelettel kihirdetett veszélyhelyzet feloldásáról
- 112/2006. (V. 12.) Korm. rendelet 	 a szociális foglalkoztatás engedélyezéséről és a szociális foglalkoztatási támogatásról
- 113/2006. (V. 12.) Korm. rendelet 	 a jogosult állatorvos hatásköréről és a működésével kapcsolatos részletes szabályokról
- 114/2006. (V. 12.) Korm. rendelet 	 a felszámolók névjegyzékéről
- 115/2006. (V. 12.) Korm. rendelet 	 a közúti közlekedésbiztonság egyes állami feladatainak teljesítéséhez szükséges pénzügyi forrásokról és azok felhasználásának módjáról szóló 188/1996. (XII. 17.) Korm. rendelet módosításáról
- 116/2006. (V. 12.) Korm. rendelet 	 a mezőgazdaságban felhasznált gázolaj utáni jövedékiadó-visszatérítés feltételeiről és szabályairól szóló 216/1997. (XII. 1.) Korm. rendelet módosításáról
- 117/2006. (V. 12.) Korm. rendelet 	 a Központi Szolgáltatási Főigazgatóságról szóló 272/2003. (XII. 24.) Korm. rendelet módosításáról
- 118/2006. (V. 12.) Korm. rendelet 	 a megváltozott munkaképességű munkavállalókat foglalkoztató munkáltatók akkreditációjának, továbbá az akkreditált munkáltatók ellenőrzésének szabályairól szóló 176/2005. (IX. 2.) Korm. rendelet, valamint a megváltozott munkaképességű munkavállalók foglalkoztatásához nyújtható költségvetési támogatásról szóló 177/2005. (IX. 2.) Korm. rendelet módosításáról
- 119/2006. (V. 15.) Korm. rendelet 	 a közoktatásról szóló 1993. évi LXXIX. törvény végrehajtásáról rendelkező 20/1997. (II. 13.) Korm. rendelet módosításáról
- 120/2006. (V. 17.) Korm. rendelet 	 a Magyar Köztársaság Kormánya és a Szlovák Köztársaság Kormánya között az államhatáron átvezető turistaútvonalakon turisztikai céllal történő államhatár-átlépésről szóló Megállapodás kihirdetéséről
- 121/2006. (V. 19.) Korm. rendelet 	 a Magyar Köztársaság Kormánya és az Indonéz Köztársaság Kormánya között a gazdasági együttműködésről szóló megállapodás kihirdetéséről
- 122/2006. (V. 19.) Korm. rendelet 	 egyes foglalkoztatási célú támogatásokat megállapító kormányrendeleteknek a rendezett munkaügyi kapcsolatok követelményével összefüggő módosításáról
- 123/2006. (V. 19.) Korm. rendelet 	 a közoktatási intézmény tag részvételével működő iskolaszövetkezetekről
- 124/2006. (V. 19.) Korm. rendelet 	 a szövetkezet által létrehozott közösségi alapból nyújtott támogatásokra vonatkozó részletes szabályokról
- '125/2006. (V. 19.) Korm. rendelet 	 az egyes kültéri berendezések zajkibocsátási követelményeiről és megfelelőségük tanúsításáról szóló 140/2001. (VIII. 8.) Korm. rendelet módosításáról
- 126/2006. (V. 22.) Korm. rendelet 	 a Magyar Köztársaság Kormánya és a Brazil Szövetségi Köztársaság Kormánya közötti gazdasági együttműködés kialakításáról szóló Megállapodás kihirdetéséről
- 127/2006. (V. 30.) Korm. rendelet 	 a Magyar Köztársaság Kormánya és a Horvát Köztársaság Kormánya között a környezetvédelem és természetvédelem terén való együttműködésről szóló Egyezmény kihirdetéséről
- 128/2006. (VI. 1.) Korm. rendelet  	 a Magyar Köztársaság Kormánya és a Kubai Köztársaság Kormánya közötti gazdasági együttműködés kialakításáról szóló megállapodás kihirdetéséről és kötelező hatályának elismeréséről
- 129/2006. (VI. 15.) Korm. rendelet 	 a Kormány megalakulásával összefüggésben szükséges egyes kormányrendeletek módosításáról
- 130/2006. (VI. 15.) Korm. rendelet 	 a Nemzeti Fejlesztési Ügynökségről
- 131/2006. (VI. 15.) Korm. rendelet 	 a kötelező egészségbiztosítás ellátásairól szóló 1997. évi LXXXIII. törvény végrehajtásáról szóló 217/1997. (XII. 1.) Korm. rendelet módosításáról
- 132/2006. (VI. 15.) Korm. rendelet 	 az egészségügyi szolgáltatások Egészségbiztosítási Alapból történő finanszírozásának részletes szabályairól szóló 43/1999. (III. 3.) Korm. rendelet módosításáról
- 133/2006. (VI. 15.) Korm. rendelet 	 a pénzbeli és természetbeni szociális ellátások igénylésének és megállapításának, valamint folyósításának részletes szabályairól szóló 63/2006. (III. 27.) Korm. rendelet módosításáról
- 134/2006. (VI. 15.) Korm. rendelet 	 az életüktől és szabadságuktól politikai okból jogtalanul megfosztottak kárpótlásáról szóló 1992. évi XXXII. törvény végrehajtásáról
- 135/2006. (VI. 22.) Korm. rendelet 	 a települési önkormányzat részére szociális nyári gyermekétkeztetés céljából nyújtott támogatás igénylésének, folyósításának és elszámolásának részletes szabályairól
- 136/2006. (VI. 26.) Korm. rendelet 	 az állami vezetők és az államigazgatási szervek köztisztviselői számára biztosított juttatásokról és azok feltételeiről
- 137/2006. (VI. 28.) Korm. rendelet 	 a Magyar Köztársaság Kormánya és a Meteorológiai Műholdak Hasznosításának Európai Szervezete (EUMETSAT) közötti együttműködési megállapodás módosításának kihirdetéséről
- 138/2006. (VI. 29.) Korm. rendelet 	 egyes szociálisan rászorult családok 2006. évi gázár- és távhő-szolgáltatási támogatásáról
- 139/2006. (VI. 29.) Korm. rendelet 	 a közforgalmú személyszállítási utazási kedvezményekről
- 140/2006. (VI. 29.) Korm. rendelet 	 a 2006. évi központi költségvetés céltartalékának felhasználásáról
- 141/2006. (VI. 29.) Korm. rendelet 	 a szociális szövetkezetekről
- 142/2006. (VI. 29.) Korm. rendelet 	 a fővárosi, megyei közigazgatási hivatalokról szóló 191/1996. (XII. 17.) Korm. rendelet módosításáról
- 143/2006. (VI. 29.) Korm. rendelet 	 a Schengen Alap felhasználásának pénzügyi tervezési, lebonyolítási és ellenőrzési rendjének kialakításáról szóló 179/2004. (V. 26.) Korm. rendelet módosításáról
- 144/2006. (VI. 29.) Korm. rendelet 	 a közigazgatási informatikai feladatok irányításában szükséges azonnali változtatásokról
- 145/2006. (VII. 11.) Korm. rendelet 	 a bányászatról szóló 1993. évi XLVIII. törvény végrehajtásáról szóló 203/1998. (XII. 19.) Korm. rendelet módosításáról
- 146/2006. (VII. 11.) Korm. rendelet 	 az egészségügyi szolgáltatások Egészségbiztosítási Alapból történő finanszírozásának részletes szabályairól szóló 43/1999. (III. 3.) Korm. rendelet módosításáról
- 147/2006. (VII. 19.) Korm. rendelet 	 "a Magyar Köztársaság Kormánya és Ukrajna Miniszteri Kabinetje között az V. számú összeurópai közlekedési folyosó közúti csatlakozási pontjairól a magyar-ukrán határszakaszon" című egyezmény kihirdetéséről
- 148/2006. (VII. 21.) Korm. rendelet 	 a NATO Repülőgépfedélzeti Korai Előrejelző és Ellenőrző (NAEW&C) Rendszere korszerűsítésére vonatkozó NATO E-3A Együttműködési Programjának az Észak Atlanti Szövetség védelmi miniszterei közötti Többoldalú Egyetértési Nyilatkozata (MMOU) kiegészítésének harmadik módosítása kihirdetéséről
- 149/2006. (VII. 21.) Korm. rendelet 	 egyes országos hatáskörű államigazgatási szervek megszüntetéséről és jogutódlásáról
- 150/2006. (VII. 21.) Korm. rendelet 	 a budapesti központi szennyvíztisztító telep és kapcsolódó létesítményei projekt, a Zalaegerszeg és térsége szennyvízelvezetési és kezelési projekt és a Veszprém és térsége szennyvízelvezetési és kezelési projekt megvalósításához szükséges egyes közigazgatási hatósági ügyek kiemelt jelentőségű üggyé nyilvánításáról
- 151/2006. (VII. 21.) Korm. rendelet 	 az észak-balatoni hulladékgazdálkodási projekt és a Szabolcs-Szatmár-Bereg megyei hulladékgazdálkodási projekt megvalósításához szükséges egyes közigazgatási hatósági ügyek kiemelt jelentőségű üggyé nyilvánításáról
- 152/2006. (VII. 21.) Korm. rendelet 	 az M3 autópálya Nyíregyháza-Vásárosnamény közötti szakasz megvalósításához szükséges egyes közigazgatási hatósági ügyek kiemelt jelentőségű üggyé nyilvánításáról
- 153/2006. (VII. 21.) Korm. rendelet 	 a bírósági ügyintéző által a büntetőügyekben ellátható feladatokról szóló 34/2003. (III. 27.) Korm. rendelet módosításáról
- 154/2006. (VII. 21.) Korm. rendelet 	 a katonai oktatási intézmények tényleges katonai állományú hallgatói és hozzátartozóik járandóságaival és szociális érdekeinek védelmével kapcsolatos részletes jogosultsági és folyósítási szabályokról szóló 173/2005. (IX. 1.) Korm. rendelet módosításáról
- 155/2006. (VII. 26.) Korm. rendelet 	 Magyarország folyóin 2006 tavaszán kialakult rendkívüli árvíz, valamint az ország egyes területein ezen év első hónapjaiban bekövetkezett jelentős belvíz miatt keletkezett károk enyhítéséről
- '156/2006. (VII. 27.) Korm. rendelet 	 a termőföldre vonatkozó elővásárlási és előhaszonbérleti jog gyakorlásának részletes szabályairól szóló 16/2002. (II. 18.) Korm. rendelet módosításáról
- 157/2006. (VII. 27.) Korm. rendelet 	 a Genfben, 1929. április 20-án aláírt, az 1933. évi XI. törvénycikkel kihirdetett, a pénzhamisítás visszaszorítására irányuló nemzetközi egyezményhez tett nyilatkozat kihirdetéséről
- 158/2006. (VII. 27.) Korm. rendelet 	 a fejlesztési adókedvezményről szóló 275/2003. (XII. 24.) Korm. rendelet módosításáról
- 159/2006. (VII. 27.) Korm. rendelet 	 egyes társadalombiztosítási tárgyú rendeletek módosításáról
- 160/2006. (VII. 28.) Korm. rendelet 	 a Miniszterelnöki Hivatalról, valamint a Miniszterelnöki Hivatalt vezető miniszter feladat- és hatásköréről
- 161/2006. (VII. 28.) Korm. rendelet 	 az egészségügyi miniszter feladat- és hatásköréről
- 162/2006. (VII. 28.) Korm. rendelet 	 a földművelésügyi és vidékfejlesztési miniszter feladat- és hatásköréről
- 163/2006. (VII. 28.) Korm. rendelet 	 a gazdasági és közlekedési miniszter feladat- és hatásköréről
- 164/2006. (VII. 28.) Korm. rendelet 	 az igazságügyi és rendészeti miniszter feladat- és hatásköréről
- 165/2006. (VII. 28.) Korm. rendelet 	 a környezetvédelmi és vízügyi miniszter feladat- és hatásköréről
- 166/2006. (VII. 28.) Korm. rendelet 	 a külügyminiszter feladat- és hatásköréről
- 167/2006. (VII. 28.) Korm. rendelet 	 az oktatási és kulturális miniszter feladat- és hatásköréről
- 168/2006. (VII. 28.) Korm. rendelet 	 az önkormányzati és területfejlesztési miniszter feladat- és hatásköréről
- 169/2006. (VII. 28.) Korm. rendelet 	 a pénzügyminiszter feladat- és hatásköréről
- 170/2006. (VII. 28.) Korm. rendelet 	 a szociális és munkaügyi miniszter feladat- és hatásköréről
- 171/2006. (VII. 28.) Korm. rendelet 	 a miniszterek feladat- és hatásköréről szóló kormányrendeletek deregulációjáról
- 172/2006. (VII. 31.) Korm. rendelet 	 a Nemzeti Gyermek- és Ifjúsági Közalapítványról szóló 81/1990. (IV. 27.) MT rendelet hatályon kívül helyezéséről
- 173/2006. (VIII. 4.) Korm. rendelet 	 az illetékhivatalok kijelöléséről
- 174/2006. (VIII. 11.) Korm. rendelet 	 az állami vezetők és az államigazgatási szervek köztisztviselői számára biztosított juttatásokról és azok feltételeiről szóló 136/2006. (VI. 26.) Korm. rendelet módosításáról
- 175/2006. (VIII. 14.) Korm. rendelet 	 a felsőoktatási hallgatók juttatásairól
- 176/2006. (VIII. 14.) Korm. rendelet 	 a lobbitevékenységről szóló 2006. évi XLIX. törvény végrehajtásáról
- 177/2006. (VIII. 14.) Korm. rendelet 	 az Országos Fogyatékosügyi Tanács szervezetének és működésének részletes szabályairól szóló 67/2001. (IV. 20.) Korm. rendelet módosításáról
- 178/2006. (VIII. 23.) Korm. rendelet 	 a külföldiek beutazásáról és tartózkodásáról szóló 2001. évi XXXIX. törvény végrehajtásáról szóló 170/2001. (IX. 26.) Korm. rendelet módosításáról
- 179/2006. (VIII. 28.) Korm. rendelet 	 az igazságügyi és rendészeti miniszter feladat- és hatáskörének változásával összefüggő egyes kormányrendeletek módosításáról
- 180/2006. (VIII. 28.) Korm. rendelet 	 a Magyar UNESCO Bizottságról szóló 70/1993. (V. 6.) Korm. rendelet módosításáról
- 181/2006. (VIII. 28.) Korm. rendelet 	 az államháztartás működési rendjéről szóló 217/1998. (XII. 30.) Korm. rendelet módosításáról
- 182/2006. (VIII. 28.) Korm. rendelet 	 a környezetvédelmi és vízügyi miniszter irányítása alá tartozó központi és területi államigazgatási szervek feladat- és hatásköréről szóló 276/2005. (XII. 26.) Korm. rendelet módosításáról
- 183/2006. (VIII. 28.) Korm. rendelet 	 a decentralizált helyi önkormányzati fejlesztési támogatási programok előirányzatai, valamint a vis maior tartalék felhasználásának részletes szabályairól szóló 295/2005. (XII. 23.) Korm. rendelet módosításáról
- 184/2006. (VIII. 28.) Korm. rendelet 	 a "Mértéktelen sérülést okozónak vagy megkülönböztetés nélkül hatónak tekinthető egyes hagyományos fegyverek alkalmazásának betiltásáról, illetőleg korlátozásáról" szóló, Genfben, 1980. évi október hó 10. napján kelt Egyezmény mellékletét képező "A háborúból visszamaradt robbanószerkezetekről" intézkedő, Genfben, 2003. november 28-án elfogadott V. kiegészítő Jegyzőkönyv kihirdetéséről
- 185/2006. (VIII. 31.) Korm. rendelet 	 a fontos kombinált nemzetközi szállítási vonalakról és ezek létesítményeiről szóló 1991. évi Európai Megállapodást (AGTC) kiegészítő, a víziutakon történő kombinált szállításról szóló jegyzőkönyv kihirdetéséről
- 186/2006. (VIII. 31.) Korm. rendelet 	 a közalkalmazottakról szóló 1992. évi XXXIII. törvény végrehajtásáról a közoktatási intézményekben tárgyú 138/1992. (X. 8.) Korm. rendelet módosításáról
- 187/2006. (IX. 5.) Korm. rendelet 	 a növényvédelmi bírság tételes mértékéről
- 188/2006. (IX. 5.) Korm. rendelet 	 a csomagolásról és a csomagolási hulladékok kezelésének részletes szabályairól szóló 94/2002. (V. 5.) Korm. rendelet módosításáról
- 189/2006. (IX. 5.) Korm. rendelet 	 a mezőgazdasági és élelmiszer-ipari termékekhez kapcsolódó biztosítékrendszer szabályairól szóló 17/2004. (II. 13.) Korm. rendelet módosításáról
- 190/2006. (IX. 5.) Korm. rendelet 	 az ikerintézményi (twinning) program fejlesztési tevékenységének ellátásáról szóló 73/2006. (IV. 3.) Korm. rendelet módosításáról
- 191/2006. (IX. 14.) Korm. rendelet 	 az egészségügyi szolgáltatások Egészségbiztosítási Alapból történő finanszírozásának részletes szabályairól szóló 43/1999. (III. 3.) Korm. rendelet módosításáról
- 192/2006. (IX. 20.) Korm. rendelet 	 az Európai Unió strukturális alapjaiból és Kohéziós Alapjából származó támogatások hazai felhasználásáért felelős intézményekről szóló 1/2004. (I. 5.) Korm. rendelet módosításáról
- 193/2006. (IX. 25.) Korm. rendelet 	 a pénzbeli és természetbeni szociális ellátások igénylésének és megállapításának, valamint folyósításának részletes szabályairól szóló 63/2006. (III. 27.) Korm. rendelet módosításáról
- 194/2006. (IX. 25.) Korm. rendelet 	 az államháztartás működési rendjéről szóló 217/1998. (XII. 30.) Korm. rendelet módosításáról
- 195/2006. (IX. 25.) Korm. rendelet 	 a nagy távolságra jutó, országhatárokon átterjedő levegőszennyezésről szóló, 1979. évi Genfi Egyezményhez kapcsolódó, a savasodás, az eutrofizáció és a talaj közeli ózon csökkentéséről szóló, 1999. december 1-jén, Göteborgban aláírt Jegyzőkönyv kihirdetéséről
- 196/2006. (IX. 27.) Korm. rendelet 	 a központosított közbeszerzési rendszerről, valamint a központi beszerző szervezet feladat- és hatásköréről szóló 168/2004. (V. 25.) Korm. rendelet módosításáról
- 197/2006. (IX. 27.) Korm. rendelet 	 a külföldre utazásról szóló 1998. évi XII. törvény végrehajtásáról rendelkező 101/1998. (V. 22.) Korm. rendelet módosításáról
- 198/2006. (X. 2.) Korm. rendelet 	 a nyugellátások és a baleseti járadék 2006. évi kiegészítő emeléséről
- 199/2006. (X. 2.) Korm. rendelet 	 a nyugdíjszerű rendszeres szociális ellátások 2006. évi kiegészítő emeléséről
- 200/2006. (X. 2.) Korm. rendelet 	 a járóbeteg-ellátás keretében rendelt gyógyszerek, gyógyászati segédeszközök és gyógyfürdőellátások árához nyújtott támogatások elszámolásáról és folyósításáról szóló 134/1999. (VIII. 31.) Korm. rendelet, valamint a kötelező egészségbiztosítás ellátásairól szóló 1997. évi LXXXIII. törvény végrehajtásáról szóló 217/1997. (XII. 1.) Korm. rendelet módosításáról
- 201/2006. (X. 2.) Korm. rendelet 	 az európai közösségi jelentőségű természetvédelmi rendeltetésű területekről szóló 275/2004. (X. 8.) Korm. rendelet módosításáról
- 202/2006. (X. 5.) Korm. rendelet 	 a Nemzeti Fejlesztési Terv operatív programjai, az EQUAL Közösségi Kezdeményezés program és a Kohéziós Alap projektek támogatásainak fogadásához kapcsolódó pénzügyi lebonyolítási, számviteli és ellenőrzési rendszerek kialakításáról szóló 360/2004. (XII. 26.) Korm. rendelet módosításáról
- 203/2006. (X. 5.) Korm. rendelet 	 a nemzeti filmvagyonba tartozó filmalkotások terjesztésének részletes szabályairól
- 204/2006. (X. 13.) Korm. rendelet 	 a járóbeteg-ellátás keretében rendelt gyógyszerek, gyógyászati segédeszközök és gyógyfürdőellátások árához nyújtott támogatások elszámolásáról és folyósításáról szóló 134/1999. (VIII. 31.) Korm. rendelet, valamint a kötelező egészségbiztosítás ellátásairól szóló 1997. évi LXXXIII. törvény végrehajtásáról szóló 217/1997. (XII. 1.) Korm. rendelet módosításáról szóló 200/2006. (X. 2.) Korm. rendelet és a kötelező egészségbiztosítás ellátásairól szóló 1997. évi LXXXIII. törvény végrehajtásáról szóló 217/1997. (XII. 1.) Korm. rendelet módosításáról
- 205/2006. (X. 16.) Korm. rendelet 	 a Magyar Köztársaság Kormánya és a Vietnami Szocialista Köztársaság Kormánya közötti nemzetközi fejlesztési együttműködésről szóló Megállapodás kihirdetéséről
- 206/2006. (X. 16.) Korm. rendelet 	 a fejlesztési adókedvezményről
- 207/2006. (X. 16.) Korm. rendelet 	 a számítógépes ingatlan-nyilvántartási rendszerből történő szolgáltatás feltételeit tartalmazó szolgáltatási szerződés kötelező elemeiről
- 208/2006. (X. 16.) Korm. rendelet 	 a felszíni vizek minősége védelmének szabályairól szóló 220/2004. (VII. 21.) Korm. rendelet módosításáról
- 209/2006. (X. 17.) Korm. rendelet 	 a polgármester öregségi nyugdíja, valamint közszolgálati járadéka megállapításáról és folyósításáról
- 210/2006. (X. 17.) Korm. rendelet 	 a szociális foglalkoztatás engedélyezéséről és a szociális foglalkoztatási támogatásról szóló 112/2006. (V. 12.) Korm. rendelet módosításáról
- 211/2006. (X. 20.) Korm. rendelet 	 az EU Költségvetéséből 2007-től támogatandó egyedi projektek és komplex fejlesztések előkészítéséhez szükséges decentralizált forrás felhasználásáról
- 212/2006. (X. 27.) Korm. rendelet 	 a "Pályamódosító hitelprogram" keretében nyújtott hitel igénybevételének feltételeiről
- 213/2006. (X. 27.) Korm. rendelet 	 az üvegházhatású gázok kibocsátási egységeinek kereskedelméről szóló 2005. évi XV. törvény végrehajtásának egyes szabályairól
- 214/2006. (X. 31.) Korm. rendelet 	 a környezetvédelmi vezetési és hitelesítési rendszerben (EMAS) részt vevő szervezetek nyilvántartásáról
- 215/2006. (X. 31.) Korm. rendelet 	 a külföldön nyilvántartásba vett adóalany számára adható általános forgalmiadó-visszatérítésről szóló 2/1993. (I. 13.) Korm. rendelet módosításáról
- 216/2006. (X. 31.) Korm. rendelet 	 az egészségügyi szolgáltatások Egészségbiztosítási Alapból történő finanszírozásának részletes szabályairól szóló 43/1999. (III. 3.) Korm. rendelet és az azt módosító 191/2006. (IX. 14.) Korm. rendelet módosításáról
- 217/2006. (XI. 9.) Korm. rendelet 	 az Európai Közösséget létrehozó Szerződés 87. cikkének (1) bekezdése szerinti állami támogatásokkal kapcsolatos eljárásról és a regionális támogatási térképről szóló 85/2004. (IV. 19.) Korm. rendelet módosításáról
- 218/2006. (XI. 9.) Korm. rendelet 	 a Magyar Köztársaság által az Európai Unióhoz történő csatlakozást követően alkalmazandó munkaerőpiaci viszonosság és védintézkedés szabályairól szóló 93/2004. (IV. 27.) Korm. rendelet módosításáról
- 219/2006. (XI. 9.) Korm. rendelet 	 a Magyar Köztársaság Kormánya és az Osztrák Szövetségi Kormány között az államhatáron átvezető turistaútvonalakon történő államhatár-átlépésről szóló Megállapodás kihirdetéséről
- 220/2006. (XI. 15.) Korm. rendelet 	 az ENSZ Biztonsági Tanácsa Líbiával kapcsolatos 883 (1993) számú határozata végrehajtásáról szóló 164/1993. (XI. 30.) Korm. rendelet hatályon kívül helyezéséről
- 221/2006. (XI. 15.) Korm. rendelet 	 a Felsőoktatási Minőségi Díjról
- 222/2006. (XI. 17.) Korm. rendelet 	 a Magyar Köztársaság Kormánya és a Szlovák Köztársaság Kormánya között a közös kapcsolattartási szolgálati helyeken történő együttműködésről szóló Megállapodás kihirdetéséről
- 223/2006. (XI. 20.) Korm. rendelet 	 a nemesfémtárgyak ellenőrzéséről és jelöléséről szóló, Bécsben, 1972. november 15. napján aláírt Egyezmény kihirdetéséről
- 224/2006. (XI. 20.) Korm. rendelet 	 a nyugellátások és a baleseti járadék emeléséről
- 225/2006. (XI. 20.) Korm. rendelet 	 a nyugdíjszerű rendszeres szociális ellátások emeléséről
- 226/2006. (XI. 20.) Korm. rendelet 	 a szociális, gyermekjóléti és gyermekvédelmi szolgáltatók, intézmények ágazati azonosítójáról és országos nyilvántartásáról
- 227/2006. (XI. 20.) Korm. rendelet 	 a pénzforgalmi szolgáltatásokról és az elektronikus fizetési eszközökről
- 228/2006. (XI. 20.) Korm. rendelet 	 a kábítószer előállítására alkalmas növények termesztésének, forgalmazásának és felhasználásának rendjéről szóló 162/2003. (X. 16.) Korm. rendelet módosításáról
- 229/2006. (XI. 20.) Korm. rendelet 	 a 2007. évre vonatkozó Országos Statisztikai Adatgyűjtési Program módosított és új adatgyűjtéseiről
- 230/2006. (XI. 20.) Korm. rendelet 	 miniszterek feladat- és hatásköréről szóló kormányrendeletek módosításáról
- 231/2006. (XI. 22.) Korm. rendelet 	 a lakosság energiafelhasználásának szociális támogatásáról
- 232/2006. (XI. 24.) Korm. rendelet 	 a Területpolitikai Kormányzati Hivatal megszüntetéséről és jogutódlásáról
- 233/2006. (XI. 24.) Korm. rendelet 	 az önkéntes kölcsönös nyugdíjpénztárak befektetési és gazdálkodási szabályairól szóló 281/2001. (XII. 26.) Korm. rendelet módosításáról
- 234/2006. (XI. 24.) Korm. rendelet 	 a magánnyugdíjpénztárak befektetési és gazdálkodási tevékenységéről szóló 282/2001. (XII. 26.) Korm. rendelet módosításáról
- 235/2006. (XI. 24.) Korm. rendelet 	 az önkéntes kölcsönös egészség- és önsegélyező pénztárak egyes gazdálkodási szabályairól szóló 268/1997. (XII. 22.) Korm. rendelet módosításáról
- 236/2006. (XI. 24.) Korm. rendelet 	 a pénztárak központi nyilvántartásával összefüggő egyes feladatokról, a pénztáraknak, valamint a foglalkoztatóknak a pénztártagokra vonatkozó adatszolgáltatási kötelezettségéről szóló 172/1997. (X. 6.) Korm. rendelet módosításáról
- 237/2006. (XI. 27.) Korm. rendelet 	 a felsőoktatási intézmények felvételi eljárásairól
- 238/2006. (XI. 29.) Korm. rendelet nemzeti gyász kihirdetéséről
- 239/2006. (XI. 30.) Korm. rendelet 	 a szociális, gyermekjóléti és gyermekvédelmi szolgáltatások 2007. évi irányított területi kiegyenlítési rendszeréről
- 240/2006. (XI. 30.) Korm. rendelet 	 a társadalmi-gazdasági és infrastrukturális szempontból elmaradott, illetve az országos átlagot jelentősen meghaladó munkanélküliséggel sújtott települések jegyzékéről
- 241/2006. (XI. 30.) Korm. rendelet 	 a Magyarország folyóin 2006 tavaszán kialakult rendkívüli árvíz, valamint az ország egyes területein ezen év első hónapjaiban bekövetkezett jelentős belvíz miatt keletkezett károk enyhítéséről szóló 155/2006. (VII. 26.) Korm. rendelet módosításáról
- 242/2006. (XII. 5.) Korm. rendelet 	 az EGT Finanszírozási Mechanizmus és a Norvég Finanszírozási Mechanizmus végrehajtási rendjéről
- 243/2006. (XII. 5.) Korm. rendelet 	 az INTERREG III Közösségi Kezdeményezés programok végrehajtásának részletes szabályairól szóló 359/2004. (XII. 26.) Korm. rendelet módosításáról
- 244/2006. (XII. 5.) Korm. rendelet 	 az építési műszaki ellenőri, valamint a felelős műszaki vezetői szakmagyakorlási jogosultság részletes szabályairól
- 245/2006. (XII. 5.) Korm. rendelet 	 az építésügyi bírság megállapításának részletes szabályairól
- 246/2006. (XII. 5.) Korm. rendelet 	 az egyes építésügyi tárgyú rendeletek módosításáról
- 247/2006. (XII. 5.) Korm. rendelet 	 a műszaki termékek megfelelőségét vizsgáló, ellenőrző és tanúsító szervezetek kijelöléséről szóló 182/1997. (X. 17.) Korm. rendelet módosításáról
- 248/2006. (XII. 5.) Korm. rendelet 	 az ideiglenes határátkelőhelyek megnyitásának szabályairól, a határátkelőhely területére nem határátlépés céljából történő belépés, tartózkodás, távozás rendjéről, valamint a határterülethez tartozó településekről szóló 184/1997. (X. 28.) Korm. rendelet módosításáról
- 249/2006. (XII. 5.) Korm. rendelet 	 a Program utakról szóló 317/2005. (XII. 25.) Korm. rendelet módosításáról
- 250/2006. (XII. 5.) Korm. rendelet 	 a környezetvédelmi és vízügyi miniszter feladat- és hatásköréről szóló 165/2006. (VII. 28.) Korm. rendelet kiegészítéséről
- 251/2006. (XII. 6.) Korm. rendelet 	 egyes gyermekvédelmi és gyámügyi tárgyú kormányrendeletek módosításáról
- 252/2006. (XII. 7.) Korm. rendelet 	 a településrendezési és az építészeti-műszaki tervtanácsokról
- 253/2006. (XII. 7.) Korm. rendelet 	 az érettségi vizsga vizsgaszabályzatának kiadásáról szóló 100/1997. (VI. 13.) Korm. rendelet és a felsőoktatási intézmények felvételi eljárásairól szóló 237/2006. (XI. 27.) Korm. rendelet módosításáról
- 254/2006. (XII. 7.) Korm. rendelet 	 a többcélú kistérségi társulások közösségi busz beszerzésének 2006. évi támogatásáról
- 255/2006. (XII. 8.) Korm. rendelet 	 a 2007–2013 programozási időszakban az Európai Regionális Fejlesztési Alapból, az Európai Szociális Alapból és a Kohéziós Alapból származó támogatások felhasználásának alapvető szabályairól és felelős intézményeiről
- 256/2006. (XII. 15.) Korm. rendelet 	 a Magyar Köztársaság és Románia között, a szociális biztonságról szóló Egyezmény végrehajtására szolgáló Igazgatási Megállapodás kihirdetéséről
- 257/2006. (XII. 15.) Korm. rendelet 	 a Bátaapátiban létesülő kis és közepes aktivitású radioaktív hulladéktároló projektjéhez kapcsolódó egyes közigazgatási hatósági ügyek kiemelt jelentőségű üggyé nyilvánításáról
- 258/2006. (XII. 15.) Korm. rendelet 	 a Mezőgazdasági és Vidékfejlesztési Hivatalról szóló 81/2003. (VI. 7.) Korm. rendelet módosításáról
- 259/2006. (XII. 19.) Korm. rendelet 	 a Program utakról szóló 317/2005. (XII. 25.) Korm. rendelet módosításáról
- 260/2006. (XII. 20.) Korm. rendelet 	 a Magyar Kereskedelmi Engedélyezési Hivatalról
- 261/2006. (XII. 20.) Korm. rendelet 	 a Magyar Kereskedelmi Engedélyezési Hivatal hatósági jogköreivel összefüggő egyes rendeletek módosításáról
- 262/2006. (XII. 20.) Korm. rendelet 	 a Magyar Kereskedelmi Engedélyezési Hivatal által kiszabható bírság mértékére és alkalmazására vonatkozó részletes szabályokról
- 263/2006. (XII. 20.) Korm. rendelet 	 a Nemzeti Közlekedési Hatóságról
- 264/2006. (XII. 20.) Korm. rendelet 	 egyes közlekedési tárgyú kormányrendeleteknek a Nemzeti Közlekedési Hatóság felállításával kapcsolatos módosításáról
- 265/2006. (XII. 20.) Korm. rendelet 	 a légiközlekedésről szóló 1995. évi XCVII. törvény végrehajtásáról rendelkező 141/1995. (XI. 30.) Korm. rendelet módosításáról
- 266/2006. (XII. 20.) Korm. rendelet 	 a mérésügyről szóló 1991. évi XLV. törvény végrehajtásáról szóló 127/1991. (X. 9.) Korm. rendelet módosításáról
- 267/2006. (XII. 20.) Korm. rendelet 	 a Magyar Bányászati és Földtani Hivatalról
- 268/2006. (XII. 20.) Korm. rendelet 	 a bányászatról szóló 1993. évi XLVIII. törvény végrehajtásáról szóló 203/1998. (XII. 19.) Korm. rendelet módosításáról
- 269/2006. (XII. 20.) Korm. rendelet 	 a Magyar Bányászati és Földtani Hivatal hatósági jogkörével összefüggő egyes rendeletek módosításáról
- 270/2006. (XII. 23.) Korm. rendelet 	 az Európai Közösség és tagállamai, valamint a Marokkói Királyság között a polgári globális navigációs műholdrendszerről (GNSS) szóló Együttműködési Megállapodás kihirdetéséről
- 271/2006. (XII. 23.) Korm. rendelet 	 a Magyar Köztársaság Kormánya és Románia Kormánya közötti gazdasági együttműködési megállapodás kihirdetéséről
- 272/2006. (XII. 23.) Korm. rendelet 	 a Magyar Köztársaság Kormánya és a Thaiföldi Királyság Kormánya között a gazdasági együttműködési megállapodás kihirdetéséről
- 273/2006. (XII. 23.) Korm. rendelet 	 az Adó- és Pénzügyi Ellenőrzési Hivatalról
- 274/2006. (XII. 23.) Korm. rendelet 	 a Mezőgazdasági Szakigazgatási Hivatal létrehozásáról és működéséről
- 275/2006. (XII. 23.) Korm. rendelet 	 a Magyar Vasúti Hivatalról
- 276/2006. (XII. 23.) Korm. rendelet 	 a Közigazgatási és Elektronikus Közszolgáltatások Központi Hivatala létrehozásáról, feladatairól és hatásköréről
- 277/2006. (XII. 23.) Korm. rendelet 	 a Nemzeti Kutatási és Technológiai Hivatalról
- 278/2006. (XII. 23.) Korm. rendelet 	 a Közlekedésbiztonsági Szervezetről
- 279/2006. (XII. 23.) Korm. rendelet 	 a Miniszterelnöki Hivatalról, valamint a Miniszterelnöki Hivatalt vezető miniszter feladat- és hatásköréről szóló 160/2006. (VII. 28.) Korm. rendelet, valamint más kormányrendeletek módosításáról
- 280/2006. (XII. 23.) Korm. rendelet 	 a minősített adat kezelésének rendjéről szóló 79/1995. (VI. 30.) Korm. rendelet módosításáról
- 281/2006. (XII. 23.) Korm. rendelet 	 a 2007–2013. programozási időszakban az Európai Regionális Fejlesztési Alapból, az Európai Szociális Alapból és a Kohéziós Alapból származó támogatások fogadásához kapcsolódó pénzügyi lebonyolítási és ellenőrzési rendszerek kialakításáról
- 282/2006. (XII. 23.) Korm. rendelet 	 az államháztartási szervek és a közvállalkozások közötti pénzügyi kapcsolatok átláthatóságáról, valamint az egyes vállalkozásokon belüli pénzügyi átláthatóságról szóló 105/2003. (VII. 18.) Korm. rendelet módosításáról
- 283/2006. (XII. 23.) Korm. rendelet 	 a tudomány- és innováció-politikával összefüggő egyes jogszabályok módosításáról
- 284/2006. (XII. 23.) Korm. rendelet 	 a légiközlekedési kötelező felelősségbiztosításról szóló 39/2001. (III. 5.) Korm. rendelet módosításáról
- 285/2006. (XII. 23.) Korm. rendelet 	 az üzletek működéséről és a belkereskedelmi tevékenység folytatásának feltételeiről szóló 4/1997. (I. 22.) Korm. rendelet módosításáról
- 286/2006. (XII. 23.) Korm. rendelet 	 a hulladékká vált gépjárművekről szóló 267/2004. (IX. 23.) Korm. rendelet módosításáról
- 287/2006. (XII. 23.) Korm. rendelet 	 a várólista alapján nyújtható ellátások részletes szabályairól
- 288/2006. (XII. 23.) Korm. rendelet 	 a járóbeteg-ellátás keretében rendelt gyógyszerek, gyógyászati segédeszközök és gyógyfürdőellátások árához nyújtott támogatások elszámolásáról és folyósításáról szóló 134/1999. (VIII. 31.) Korm. rendelet, valamint a kötelező egészségbiztosítás ellátásairól szóló 1997. évi LXXXIII. törvény végrehajtásáról szóló 217/1997. (XII. 1.) Korm. rendelet módosításáról
- 289/2006. (XII. 23.) Korm. rendelet 	 az Országos Nyugdíjbiztosítási Főigazgatóságról
- 290/2006. (XII. 23.) Korm. rendelet 	 a közalkalmazottakról szóló 1992. évi XXXIII. törvény végrehajtásáról a közoktatási intézményekben tárgyú 138/1992. (X. 8.) Korm. rendelet módosításáról
- 291/2006. (XII. 23.) Korm. rendelet 	 az Állami Foglalkoztatási Szolgálatról
- 292/2006. (XII. 23.) Korm. rendelet 	 a Nemzeti Szakképzési és Felnőttképzési Intézetről
- 293/2006. (XII. 23.) Korm. rendelet 	 a gazdálkodó szervezetek 2006. évi egyedi termelési támogatásáról szóló 26/2006. (II. 7.) Korm. rendelet módosításáról
- 294/2006. (XII. 23.) Korm. rendelet 	 a felnőttképzést folytató intézmények és a felnőttképzési programok akkreditációjának szabályairól szóló 22/2004. (II. 16.) Korm. rendelet módosításáról
- 295/2006. (XII. 23.) Korm. rendelet 	 az Országos Munkavédelmi és Munkaügyi Főfelügyelőségről
- 296/2006. (XII. 23.) Korm. rendelet 	 a Magyar Köztársaság Kormánya és az Albán Köztársaság Kormánya között Budapesten, 1996. január 24-én aláírt, a nemzetközi közúti személyszállításról és árufuvarozásról szóló Egyezmény módosításáról szóló, jegyzékváltás útján létrejött Megállapodás kihirdetéséről
- 297/2006. (XII. 23.) Korm. rendelet 	 a közigazgatási hivatalokról
- 298/2006. (XII. 23.) Korm. rendelet 	 a Központi Szolgáltatási Főigazgatóságról szóló 272/2003. (XII. 24.) Korm. rendelet módosításáról
- 299/2006. (XII. 23.) Korm. rendelet 	 a biztonsági okmányok védelmének rendjéről szóló 86/1996. (VI. 14.) Korm. rendelet módosításáról
- 300/2006. (XII. 23.) Korm. rendelet 	 a Magyar Szabadalmi Hivatalról szóló 86/2000. (VI. 15.) Korm. rendelet módosításáról
- 301/2006. (XII. 23.) Korm. rendelet 	 a köztisztviselői teljesítményértékelés és jutalmazás szabályairól
- 302/2006. (XII. 23.) Korm. rendelet 	 a védett foglalkoztatók részére fenntartott közbeszerzések részletes szabályairól
- 303/2006. (XII. 23.) Korm. rendelet 	 az Igazságügyi Hivatalról
- 304/2006. (XII. 23.) Korm. rendelet 	 az Igazságügyi Szakértői és Kutató Intézetekről
- 305/2006. (XII. 23.) Korm. rendelet 	 a Szervezett Bűnözés Elleni Koordinációs Központról
- 306/2006. (XII. 23.) Korm. rendelet 	 a védjegybejelentések elektronikus úton való benyújtására vonatkozó részletes szabályokról
- 307/2006. (XII. 23.) Korm. rendelet 	 az Oktatási Hivatalról
- 308/2006. (XII. 23.) Korm. rendelet 	 a Kulturális Örökségvédelmi Hivatalról
- 309/2006. (XII. 23.) Korm. rendelet 	 a Balassi Intézet létrehozásáról
- 310/2006. (XII. 23.) Korm. rendelet 	 a pénzügyminiszter feladat- és hatásköréről szóló 169/2006. (VII. 28.) Korm. rendelet módosításáról
- 311/2006. (XII. 23.) Korm. rendelet 	 a Magyar Államkincstárról
- 312/2006. (XII. 23.) Korm. rendelet 	 a Kormányzati Ellenőrzési Hivatalról
- 313/2006. (XII. 23.) Korm. rendelet 	 a Kincstári Vagyoni Igazgatóságról
- 314/2006. (XII. 23.) Korm. rendelet 	 a Vám- és Pénzügyőrség szervezetéről, valamint egyes szervek kijelöléséről
- 315/2006. (XII. 23.) Korm. rendelet 	 a fejlesztési adókedvezményről szóló 206/2006. (X. 16.) Korm. rendelet, valamint az Európai Közösséget létrehozó Szerződés 87. cikkének (1) bekezdése szerinti állami támogatásokkal kapcsolatos eljárásról és a regionális támogatási térképről szóló 85/2004. (IV. 19.) Korm. rendelet módosításáról
- 316/2006. (XII. 23.) Korm. rendelet 	 a gépjármű üzemben tartójának kötelező felelősségbiztosításáról szóló 190/2004. (VI. 8.) Korm. rendelet módosításáról
- 317/2006. (XII. 23.) Korm. rendelet 	 az Országos Egészségbiztosítási Pénztárról
- 318/2006. (XII. 23.) Korm. rendelet 	 az egészségügyi szolgáltatások Egészségbiztosítási Alapból történő finanszírozásának részletes szabályairól szóló 43/1999. (III. 3.) Korm. rendelet módosításáról
- 319/2006. (XII. 23.) Korm. rendelet 	 a kötelező egészségbiztosítás ellátásairól szóló 1997. évi LXXXIII. törvény végrehajtásáról szóló 217/1997. (XII. 1.) Korm. rendelet módosítása
- 320/2006. (XII. 23.) Korm. rendelet 	 a térítési díj ellenében igénybe vehető egyes egészségügyi szolgáltatások térítési díjáról szóló 284/1997. (XII. 23.) Korm. rendelet módosításáról
- 321/2006. (XII. 23.) Korm. rendelet 	 a Nemzeti Civil Alapprogramról szóló 2003. évi L. törvény végrehajtásáról rendelkező 160/2003. (X. 7.) Korm. rendelet, valamint egyes szociális tárgyú kormányrendeletek módosításáról
- 322/2006. (XII. 23.) Korm. rendelet 	 az Országos Mentőszolgálatról
- 323/2006. (XII. 23.) Korm. rendelet 	 az Országos Vérellátó Szolgálatról
- 324/2006. (XII. 23.) Korm. rendelet 	 az Állami Népegészségügyi és Tisztiorvosi Szolgálat közreműködését, valamint az egyes hatósági engedélyek kiadását érintő jogszabályok módosításáról, valamint egyes jogszabályi rendelkezések hatályon kívül helyezéséről
- 325/2006. (XII. 23.) Korm. rendelet 	 a személyes gondoskodást nyújtó szociális intézmény és a falugondnoki szolgálat működésének engedélyezéséről, továbbá a szociális vállalkozás engedélyezéséről szóló 188/1999. (XII. 16.) Korm. rendelet, valamint a személyes gondoskodást nyújtó szociális ellátások térítési díjáról szóló 29/1993. (II. 17.) Korm. rendelet módosításáról
- 326/2006. (XII. 23.) Korm. rendelet 	 a pénzbeli és természetbeni ellátások igénylésének és megállapításának, valamint folyósításának részletes szabályairól szóló 63/2006. (III. 27.) Korm. rendelet módosításáról
- 327/2006. (XII. 23.) Korm. rendelet 	 a társadalombiztosítási nyugellátásról szóló 1997. évi LXXXI. törvény végrehajtásáról rendelkező 168/1997. (X. 6.) Korm. rendelet módosításáról
- 328/2006. (XII. 23.) Korm. rendelet 	 a társadalombiztosítás ellátásaira és a magánnyugdíjra jogosultakról, valamint e szolgáltatások fedezetéről szóló 1997. évi LXXX. törvény végrehajtásáról rendelkező 195/1997. (XI. 5.) Korm. rendelet módosításáról
- 329/2006. (XII. 23.) Korm. rendelet 	 a nyugellátásoknak és a nyugdíjszerű rendszeres szociális ellátásoknak a vizitdíj bevezetésével összefüggő emeléséről
- 330/2006. (XII. 23.) Korm. rendelet 	 az önkéntes kölcsönös egészség- és önsegélyező pénztárak által finanszírozható szolgáltatásokról szóló 263/2003. (XII. 24.) Korm. rendelet módosításáról
- 331/2006. (XII. 23.) Korm. rendelet 	 a gyermekvédelmi és gyámügyi feladat- és hatáskörök ellátásáról, valamint a gyámhatóság szervezetéről és illetékességéről
- 332/2006. (XII. 23.) Korm. rendelet 	 az Egyenlő Bánásmód Hatóságról és eljárásának részletes szabályairól szóló 362/2004. (XII. 26.) Korm. rendelet módosításáról
- 333/2006. (XII. 23.) Korm. rendelet 	 a Mezőgazdasági és Vidékfejlesztési Hivatalról szóló 81/2003. (VI. 7.) Korm. rendelet módosításáról
- 334/2006. (XII. 23.) Korm. rendelet 	 az állatvédelmi hatóság kijelöléséről
- 335/2006. (XII. 23.) Korm. rendelet 	 a növényvédelmi igazgatás szervezetéről
- 336/2006. (XII. 23.) Korm. rendelet 	 a Nemzeti Földalap kezeléséért felelős szerv kijelöléséről
- 337/2006. (XII. 23.) Korm. rendelet 	 a Fogyasztóvédelmi Főfelügyelőség szervezetéről, feladat- és hatásköréről, valamint a fogyasztóvédelmi bírság felhasználásáról szóló 89/1998. (V. 8.) Korm. rendelet kormányzati szervezetalakítással összefüggő módosításáról
- 338/2006. (XII. 23.) Korm. rendelet 	 a földhivatalokról, a Földmérési és Távérzékelési Intézetről, a Földrajzinév Bizottságról és az ingatlan-nyilvántartási eljárás részletes szabályairól
- 339/2006. (XII. 23.) Korm. rendelet 	 a Termékpálya Bizottságok általános működési rendjének meghatározásáról, valamint a piaci árinformációs rendszer működtetéséért felelős szerv kijelöléséről
- 340/2006. (XII. 23.) Korm. rendelet 	 a magyar FAO/WHO Codex Alimentarius munka szakmai irányítását végző szerv kijelöléséről és működési rendjéről, valamint a Magyar Élelmiszerkönyv kiadásának rendjéről
- 341/2006. (XII. 23.) Korm. rendelet 	 a Magyar Takarmánykódex kiadásának rendjéről
- 342/2006. (XII. 23.) Korm. rendelet 	 az önkormányzati és területfejlesztési miniszter feladat- és hatásköréről szóló 168/2006. (VII. 28.) Korm. rendelet módosításáról
- 343/2006. (XII. 23.) Korm. rendelet 	 az építésügyi és az építésfelügyeleti hatóságok kijelöléséről és működési feltételeiről
- 344/2006. (XII. 23.) Korm. rendelet 	 a honvédelemről és a Magyar Honvédségről szóló 2004. évi CV. törvény egyes rendelkezéseinek végrehajtásáról szóló 71/2006. (IV. 3.) Korm. rendelet módosításáról
- 345/2006. (XII. 23.) Korm. rendelet 	 a Honvédelmi Minisztérium Katonai Légügyi Hivatalról
- 346/2006. (XII. 23.) Korm. rendelet 	 a polgári légiközlekedés védelmének szabályairól és a Légiközlekedés Védelmi Bizottság jogköréről, feladatairól és működésének rendjéről szóló 104/2004. (IV. 27.) Korm. rendelet módosításáról
- 347/2006. (XII. 23.) Korm. rendelet 	 a környezetvédelmi, természetvédelmi, vízügyi hatósági és igazgatási feladatokat ellátó szervek kijelöléséről
- 348/2006. (XII. 23.) Korm. rendelet 	 a védett állatfajok védelmére, tartására, hasznosítására és bemutatására vonatkozó részletes szabályokról
- 349/2006. (XII. 23.) Korm. rendelet 	 a levegő védelmével kapcsolatos egyes szabályokról szóló 21/2001. (II. 14.) Korm. rendelet módosításáról
- 350/2006. (XII. 23.) Korm. rendelet 	 a Magyar Tudományos Akadémia hazai tagjai és a Magyar Tudományos Akadémia Doktora címmel rendelkező személyek tiszteletdíjáról, illetve az akadémikus elhalálozása esetén megállapítható hozzátartozói ellátásokról szóló 4/1995. (I. 20.) Korm. rendelet módosításáról
- 351/2006. (XII. 23.) Korm. rendelet 	 a közszolgálati műsorszolgáltatók létszámcsökkentésének költségvetési támogatásáról
- 352/2006. (XII. 23.) Korm. rendelet 	 a Schengen Alap felhasználásának pénzügyi tervezési, lebonyolítási és ellenőrzési rendjének kialakításáról szóló 179/2004. (V. 26.) Korm. rendelet módosításáról
- 353/2006. (XII. 23.) Korm. rendelet 	 a gáz- és távhőszolgáltatók által a 2007. évben igénybe vehető előlegről
- 354/2006. (XII. 23.) Korm. rendelet 	 a Bolgár Köztársaságnak és Romániának az Európai Unióhoz történő csatlakozását követően a Magyar Köztársaság által alkalmazandó, a munkavállalók szabad áramlására vonatkozó átmeneti szabályokról
- 355/2006. (XII. 27.) Korm. rendelet 	 a Szülőföld Alapról szóló 2005. évi II. törvény végrehajtásáról
- 356/2006. (XII. 27.) Korm. rendelet 	 az államháztartás működési rendjéről szóló 217/1998. (XII. 30.) Korm. rendelet módosításáról
- 357/2006. (XII. 27.) Korm. rendelet 	 a számviteli törvényhez kapcsolódó, sajátos számviteli szabályokat tartalmazó kormányrendeletek módosításáról
- 358/2006. (XII. 27.) Korm. rendelet 	 a magánnyugdíjpénztárak, az önkéntes nyugdíjpénztárak, valamint az önkéntes kölcsönös egészség- és önsegélyező pénztárak beszámolókészítési és könyvvezetési kötelezettségének sajátosságairól szóló kormányrendeletek módosításáról
- 359/2006. (XII. 27.) Korm. rendelet 	 az államháztartás szervezetei beszámolási és könyvvezetési kötelezettségének sajátosságairól szóló 249/2000. (XII. 24.) Korm. rendelet, valamint a kincstári elszámolások beszámolási és könyvvezetési kötelezettségének sajátosságairól szóló 240/2003. (XII. 17.) Korm. rendelet módosításáról
- 360/2006. (XII. 28.) Korm. rendelet 	 a Magyar Köztársaság Kormánya és Románia Kormánya között a Magyar Köztársaság és Románia között a közúti és a vasúti határforgalom ellenőrzéséről szóló, Bukarestben, 2004. április hó 27. napján aláírt Egyezmény végrehajtásáról szóló Megállapodás kihirdetéséről
- 361/2006. (XII. 28.) Korm. rendelet 	 az egészségügyi ellátórendszer fejlesztéséről szóló 2006. évi CXXXII. törvény végrehajtásáról
- 362/2006. (XII. 28.) Korm. rendelet 	 az Állami Népegészségügyi és Tisztiorvosi Szolgálatról és a gyógyszerészeti államigazgatási szerv kijelöléséről
- 363/2006. (XII. 28.) Korm. rendelet 	 a magyarországi nemzeti és etnikai kisebbségekkel kapcsolatos állami feladatok ellátásáról és az ehhez kapcsolódó intézményrendszer átalakításáról
- 364/2006. (XII. 28.) Korm. rendelet 	 a határon túli magyarsággal összefüggő kormányzati feladatok ellátásáról és az ehhez kapcsolódó intézményrendszer átalakításáról
- 365/2006. (XII. 28.) Korm. rendelet 	 az egészségbiztosítási felügyeleti hatóság kijelöléséről
- 366/2006. (XII. 28.) Korm. rendelet 	 a közigazgatási hivatalokat érintő egyes kormányrendeletek módosításáról
- 367/2006. (XII. 28.) Korm. rendelet 	 az orvosszakértői szerv kijelöléséről
- 368/2006. (XII. 29.) Korm. rendelet 	 a szociális és munkaügyi miniszter feladat- és hatásköréről szóló 170/2006. (VII. 28.) Korm. rendelet, valamint az ezzel összefüggő, miniszteri feladat- és hatásköröket megállapító egyes kormányrendeletek módosításáról

### Országgyűlési határozatok  (63)
- 1/2006. (I. 31.) OGY határozat     az Országgyűlés bizottságainak létrehozásáról, tisztségviselőinek és tagjainak megválasztásáról szóló 20/2002. (V. 16.) OGY határozat módosításáról
- 2/2006. (II. 8.) OGY határozat     az Alkotmánybíróság egy tagjának megválasztásáról
- 3/2006. (II. 8.) OGY határozat     az Országos Választási Bizottság tagjainak megválasztásáról
- 4/2006. (II. 8.) OGY határozat     az Egészség Évtizedének Johan Béla Nemzeti Programjáról szóló 46/2003. (IV. 16.) OGY határozat módosításáról
- 5/2006. (II. 16.) OGY határozat     az Országgyűlés bizottságainak létrehozásáról, tisztségviselőinek és tagjainak megválasztásáról szóló 20/2002. (V. 16.) OGY határozat módosításáról
- 6/2006. (II. 16.) OGY határozat     dr. Dobó László országgyűlési képviselő mentelmi ügyében
- 7/2006. (II. 16.) OGY határozat Rogán Antal országgyűlési képviselő mentelmi ügyében
- 8/2006. (II. 16.) OGY határozat Wintermantel Zsolt országgyűlési képviselő mentelmi ügyében
- 9/2006. (II. 16.) OGY határozat     a NATO irányítású koszovói békefenntartásban részt vevő nemzetközi erőkben (KFOR) történő magyar katonai részvételről szóló beszámoló elfogadásáról
- 10/2006. (II. 16.) OGY határozat     az új Országos Fogyatékosügyi Programról
- 11/2006. (II. 16.) OGY határozat     az Országgyűlés felhatalmazásának megadásáról az államháztartásról szóló 1992. évi XXXVIII. törvény 22. §-a alapján a Program Út Szolgáltatási Szerződés megkötéséhez
- 12/2006. (II. 16.) OGY határozat     a nemzeti és etnikai kisebbségi szervezetek költségvetési támogatásáról
- 13/2006. (V. 16.) OGY határozat     az Országgyűlés tisztségviselőinek megválasztásáról
- 14/2006. (V. 31.) OGY határozat     az Országgyűlés bizottságainak létrehozásáról, tisztségviselőinek és tagjainak megválasztásáról
- 16/2006. (VI. 9.) OGY határozat     az Országgyűlés tisztségviselőinek megválasztásáról szóló 13/2006. (V. 16.) OGY határozat kiegészítéséről
- 17/2006. (VI. 9.) OGY határozat     az Interparlamentáris Unió Magyar Nemzeti Csoportjának megalakulásáról
- 18/2006. (VI. 19.) OGY határozat     az Országgyűlés bizottságainak létrehozásáról, tisztségviselőinek és tagjainak megválasztásáról szóló 14/2006. (V. 31.) OGY határozat módosításáról
- 19/2006. (VI. 27.) OGY határozat Császár Antal László országgyűlési képviselő mentelmi ügyében
- 20/2006. (VI. 27.) OGY határozat     dr. Kerényi János országgyűlési képviselő mentelmi ügyében
- 21/2006. (VI. 27.) OGY határozat Lasztovicza Jenő országgyűlési képviselő mentelmi ügyében
- 22/2006. (VI. 27.) OGY határozat Tasó László országgyűlési képviselő mentelmi ügyében
- 23/2006. (VI. 27.) OGY határozat     Tasó László országgyűlési képviselő mentelmi ügyében
- 24/2006. (VI. 27.) OGY határozat     Tasó László országgyűlési képviselő mentelmi ügyében
- 25/2006. (VI. 27.) OGY határozat     a Magyar Televízió Közalapítvány Ellenőrző Testülete elnökének és tagjainak választásáról
- 26/2006. (VI. 27.) OGY határozat     az Országgyűlés bizottságainak létrehozásáról, tisztségviselőinek és tagjainak megválasztásáról szóló 14/2006. (V. 31.) OGY határozat módosításáról
- 27/2006. (VI. 27.) OGY határozat     az Állami Számvevőszék alelnökeit jelölő eseti bizottság felállításáról
- 28/2006. (VII. 5.) OGY határozat     az Országgyűlés bizottságainak létrehozásáról, tisztségviselőinek és tagjainak megválasztásáról szóló 14/2006. (V. 31.) OGY határozat módosításáról
- 29/2006. (VII. 5.) OGY határozat     az Országos Rádió és Televízió Testület egy tagjának megválasztásáról
- 30/2006. (VII. 11.) OGY határozat     a 2006. évi önkormányzati és kisebbségi választások pénzügyi támogatásáról
- 31/2006. (VII. 19.) OGY határozat     dr. Böhm András országgyűlési képviselő mentelmi ügyében
- 32/2006. (VII. 19.) OGY határozat     Kuzma László országgyűlési képviselő mentelmi ügyében
- 33/2006. (VII. 19.) OGY határozat     az Országgyűlés bizottságainak létrehozásáról, tisztségviselőinek és tagjainak megválasztásáról szóló 14/2006. (V. 31.) OGY határozat módosításáról
- 34/2006. (VII. 19.) OGY határozat     a Magyar Rádió Közalapítvány Kuratóriuma Elnöksége és a Hungária Televízió Közalapítvány Kuratóriuma Elnöksége tisztségviselőinek és tagjainak választásáról szóló 2/2004. (III. 2.) OGY határozat kiegészítéséről
- 35/2006. (VII. 19.) OGY határozat     a Magyar Televízió Közalapítvány Kuratóriuma Elnöksége tisztségviselőinek és tagjainak választásáról szóló 21/2003. (III. 13.) OGY határozat kiegészítéséről
- 36/2006. (VII. 19.) OGY határozat     a Magyar Távirati Iroda Rt. Tulajdonosi Tanácsadó Testülete tisztségviselőinek és tagjainak, valamint felügyelő bizottsága elnökének és egy tagjának megválasztásáról szóló 61/2005. (VI. 28.) OGY határozat kiegészítéséről
- 37/2006. (IX. 20.) OGY határozat     az Országgyűlés bizottságainak létrehozásáról, tisztségviselőinek és tagjainak megválasztásáról szóló 14/2006. (V. 31.) OGY határozat módosításáról
- 38/2006. (X. 6.) OGY határozat     a Kormány iránti bizalom kinyilvánításáról
- 39/2006. (X. 10.) OGY határozat     a legfőbb ügyész megválasztásáról
- 40/2006. (X. 10.) OGY határozat     az Országgyűlés bizottságainak létrehozásáról, tisztségviselőinek és tagjainak megválasztásáról szóló 14/2006. (V. 31.) OGY határozat módosításáról
- 41/2006. (X. 10.) OGY határozat     dr. Salamon László országgyűlési képviselő mentelmi ügyében
- 42/2006. (X. 10.) OGY határozat     a Magyar Rádió Közalapítvány Ellenőrző Testülete és a Hungária Televízió Közalapítvány Ellenőrző Testülete elnökeinek és tagjainak választásáról szóló 3/2004. (III. 2.) OGY határozat módosításáról
- 43/2006. (X. 10.) OGY határozat     a Magyar Televízió Közalapítvány Ellenőrző Testülete elnökének és tagjainak választásáról szóló 25/2006. (VI. 27.) OGY határozat módosításáról
- 44/2006. (X. 10.) OGY határozat     az ENSZ libanoni békefenntartó missziójában (UNIFIL) való magyar részvételről
- 45/2006. (X. 19.) OGY határozat     dr. Juhászné Lévai Katalin országgyűlési képviselő mentelmi ügyében
- 46/2006. (X. 27.) OGY határozat     az Országgyűlés bizottságainak létrehozásáról, tisztségviselőinek és tagjainak megválasztásáról szóló 14/2006. (V. 31.) OGY határozat módosításáról
- 47/2006. (X. 27.) OGY határozat     az Állami Számvevőszék 2005. évi tevékenységéről szóló jelentés elfogadásáról
- 48/2006. (X. 27.) OGY határozat     a Közbeszerzések Tanácsának a közbeszerzések tisztaságával és átláthatóságával kapcsolatos tapasztalatairól, valamint a 2005. január 1.-december 31. közötti időszakban végzett tevékenységéről szóló beszámoló elfogadásáról
- 49/2006. (?. ??.) OGY határozat az Országgyűlés bizottságainak létrehozásáról, tisztségviselőinek és tagjainak megválasztásáról szóló 14/2006. (V. 31.) OGY határozat módosításáról
- 50/2006. (XI. 15.) OGY határozat     az agrárgazdaság 2005. évi helyzetéről szóló jelentés elfogadásáról
- 51/2006. (XI. 15.) OGY határozat     az Országos Rádió és Televízió Testület 2005. évi tevékenységéről szóló beszámolóról
- 52/2006. (XI. 15.) OGY határozat     az Országgyűlés bizottságainak létrehozásáról, tisztségviselőinek és tagjainak megválasztásáról szóló 14/2006. (V. 31.) OGY határozat módosításáról
- 53/2006. (XI. 29.) OGY határozat     a géntechnológiai tevékenységgel, annak mezőgazdasági és élelmiszer-előállítási alkalmazásával kapcsolatos egyes kérdésekről és az ezeket érintő magyar stratégiáról
- 54/2006. (XII. 5.) OGY határozat     dr. Kovács Zoltán országgyűlési képviselő mentelmi ügyében
- 55/2006. (XII. 6.) OGY határozat     az Új Magyarország Fejlesztési Terv végrehajtását felügyelő eseti bizottság létrehozásáról
- 56/2006. (XII. 20.) OGY határozat     az Új Magyarország Fejlesztési Terv végrehajtását felügyelő eseti bizottság tisztségviselőinek és tagjainak megválasztásáról
- 57/2006. (XII. 20.) OGY határozat     az Országgyűlés bizottságainak létrehozásáról, tisztségviselőinek és tagjainak megválasztásáról szóló 14/2006. (V. 31.) OGY határozat módosításáról
- 58/2006. (XII. 20.) OGY határozat      az Állami Számvevőszék alelnökeit jelölő eseti bizottság felállításáról szóló 27/2006. (VI. 27.) OGY határozat módosításáról
- 59/2006. (XII. 20.) OGY határozat     a magyar gazdaságban - különösen a közbeszerzések területén - kialakuló vállalkozói „körbetartozások” mérséklése érdekében a társadalmi és szakmai egyeztetések elvégzéséről, valamint a szükséges törvényi szabályozások előkészítéséről
- 60/2006. (XII. 20.) OGY határozat     népi kezdeményezésről
- 61/2006. (XII. 25.) OGY határozat     az állampolgári jogok országgyűlési biztosának és általános helyettesének 2005. évi tevékenységéről szóló beszámoló elfogadásáról
- 62/2006. (XII. 25.) OGY határozat     az adatvédelmi biztos 2005. évi tevékenységéről szóló beszámoló elfogadásáról
- 63/2006. (XII. 25.) OGY határozat     a nemzeti és etnikai kisebbségi jogok országgyűlési biztosának 2005. évi tevékenységéről szóló beszámoló elfogadásáról

### Egyéb fontosabb jogszabályok

#### Miniszteri rendeletek

##### Január
- 1/2006. (I. 6.) BM rendelet A Belügyminisztérium fejezethez tartozó költségvetési szervek gazdálkodási jogkör szerinti besorolásáról, egyes költségvetési szervek középirányító szervként történő elismeréséről, a gazdálkodási jogosítványok megosztási rendjéről szóló 23/2002. (IX. 10.) BM rendelet módosításáról
- 1/2006. (I. 6.) EüM rendelet Az egészségügyi szolgáltatók szakmai felügyeletéről szóló 15/2005. (V. 2.) EüM rendelet módosításáról
- 1/2006. (I. 6.) HM rendelet A katonai légügyi hatósági eljárások díjairól szóló 9/2004. (IV. 16.) HM rendelet módosításáról
- 1/2006. (I. 6.) IM rendelet Az áldozatsegítő támogatások igénybevételének részletes szabályairól
- 2/2006. (I. 13.) BM rendelet Az anyakönyvekről, a házasságkötési eljárásról és a névviselésről szóló 6/2003. (III. 7.) BM rendelet módosításáról
- 2/2006. (I. 13.) IM rendelet A közbeszerzési és tervpályázati hirdetmények, a bírálati összegezések és az éves statisztikai összegezések mintáiról
- 1/2006. (I. 13.) KvVM rendelet A barlangok nyilvántartásáról, a barlangok látogatásának és kutatásának egyes feltételeiről, valamint a barlangok kiépítéséről szóló 13/1998. (V. 6.) KTM rendelet módosításáról
- 2/2006. (I. 13.) KvVM rendelet A Környezetvédelmi és Vízügyi Minisztérium, valamint szervei szolgálati titokkörének megállapításáról szóló 9/2002. (XII. 23.) KvVM rendelet módosításáról
- 3/2006. (I. 13.) KvVM rendelet A környezetvédelmi és a vízügyi előirányzatok felhasználásának és ellenőrzésének szabályairól szóló 3/2004. (II. 24.) KvVM rendelet módosításáról
- 1/2006. (I. 13.) NKÖM rendelet Egyes ingatlanok műemlékké nyilvánításáról, illetve műemléki védettségének megszüntetéséről
- 1/2006. (I. 13.) PM rendelet A közbeszerzési eljárásokhoz kapcsolódó, az adózásra vonatkozó tájékoztatási kötelezettség teljesítésének eljárási szabályairól és díjazásáról
- 1/2006. (I. 13.) TNM rendelet Balatonfőkajár vízpart-rehabilitációs szabályozási követelményekkel érintett területének lehatárolásáról és vízpart-rehabilitációs tanulmánytervének elfogadásáról
- 1/2006. (I. 18.) FVM rendelet A tehéntej termékpálya szabályozásában alkalmazott kvótarendszerről szóló 69/2004. (IV. 29.) FVM rendelet módosításáról
- 2/2006. (I. 18.) FVM rendelet A növényvédő szerek forgalomba hozatalának és felhasználásának engedélyezéséről, valamint a növényvédő szerek csomagolásáról, jelöléséről, tárolásáról és szállításáról szóló 89/2004. (V. 15.) FVM rendelet módosításáról
- 3/2006. (I. 18.) FVM rendelet A 2006. évi iskolatej program első félévének szabályozásáról szóló 115/2005. (XII. 15.) FVM rendelet módosításáról
- 1/2006. (I. 18.) GKM rendelet A távhő- és villamosenergia-termelői engedélyekkel rendelkező engedélyes által közvetlenül vagy közvetve lakossági távhő-szolgáltatási célra értékesített melegített víz és gőz hatósági árának megállapításáról
- 3/2006. (I. 19.) BM rendelet A 2006. április 9. és 23. napjára kitűzött országgyűlési képviselő-választás eljárási határidőinek és határnapjainak megállapításáról
- 2/2006. (I. 19.) PM rendelet A helyi önkormányzatok és a helyi kisebbségi önkormányzatok központi költségvetési kapcsolatokból származó forrásai igénybevétele és elszámolása szabályszerűségének felülvizsgálatáról szóló 16/2002. (IV. 12.) PM rendelet módosításáról
- 4/2006. (I. 20.) BM rendelet A belügyminiszter irányítása alatt álló fegyveres szervek hivatásos állományú tagjai illetményének és egyéb juttatásainak megállapításáról, valamint a folyósítás szabályairól szóló 20/1997. (III.19.) BM rendelet, valamint a belügyminiszter irányítása alá tartozó szervek, valamint az önkormányzati tűzoltóság szolgálati viszonyban álló tagjai szolgálati viszonyának egyes kérdéseiről és a személyügyi igazgatás rendjéről szóló 9/1997. (II. 12.) BM rendelet módosításáról
- 4/2006. (I. 20.) FVM rendelet Az anyakecsketartás támogatásáról
- 5/2006. (I. 20.) FVM–EüM– ICSSZEM együttes rendelet Az élelmiszerek jelöléséről szóló 19/2004. (II. 26.) FVM–ESZCSM–GKM együttes rendelet módosításáról
- 6/2006. (I. 20.) FVM rendelet A halászatról és a horgászatról szóló 1997. évi XLI. törvény végrehajtásának egyes szabályairól szóló 78/1997. (XI. 4.) FM rendelet módosításáról
- 2/2006. (I. 20.) GKM rendelet A Gazdasági és Közlekedési Minisztérium egyes támogatási programjainak részletes szabályairól szóló 19/2004. (II. 27.) GKM rendelet módosításáról
- 5/2006. (I. 26.) BM rendelet A fontos és bizalmas munkakörökről, valamint a biztonsági ellenőrzés szintjéről szóló 34/1997. (V. 30.) BM rendelet módosításáról
- 2/2006. (I. 26.) EüM rendelet A közfürdők létesítésének és üzemeltetésének közegészségügyi feltételeiről szóló 37/1996. (X. 18.) NM rendelet módosításáról
- 3/2006. (I. 26.) EüM rendelet Az Európai Unióban osztályozott veszélyes anyagok jegyzékéről
- 7/2006. (I. 26.) FVM rendelet Az agrároktatási intézmények keretében működő tangazdaságok, tanüzemek címhasználatáról
- 3/2006. (I. 26.) IM rendelet A közvetítői névjegyzékbe történő felvételi eljárás igazgatási szolgáltatási díjáról
- 4/2006. (I. 26.) IM rendelet Az igazságügyi szakértői névjegyzékbe történő felvételi eljárás igazgatási szolgáltatási díjáról
- 3/2006. (I. 26.) PM rendelet A költségvetési viszontgarancia vállalásának és érvényesítésének részletes szabályairól szóló 48/2002. (XII. 28.) PM rendelet módosításáról
- 4/2006. (I. 26.) PM–BM együttes rendelet A helyi önkormányzatokat és a többcélú kistérségi társulásokat 2006. évben egyes központi költségvetési kapcsolatokból megillető forrásokról
- 8/2006. (I. 27.) FVM–PM együttes rendelet A borászati termékek egységes bizonylatolási, nyilvántartási és elszámolási rendjéről szóló 52/2001. (VIII. 2.) FVM–PM együttes rendelet módosításáról
- 2/2006. (I. 30.) HM rendelet A Magyar Honvédség egyes beosztásaihoz kapcsolódó munkaköri követelményekről szóló 20/2002. (IV. 10.) HM rendelet módosításáról

##### Február
- 4/2006. (II. 2.) EüM rendelet Az Országos Tisztifőorvosi Hivatal részére történő egyes költségvetési belső ellenőrzési jogosítványok átruházásáról szóló 8/2005. (III. 30.) EüM rendelet módosításáról
- 1/2006. (II. 2.) FMM rendelet A rendezett munkaügyi kapcsolatok feltételeinek igazolására alkalmas iratokról
- 2/2006. (II. 2.) FMM rendelet Egyes miniszteri rendeleteknek a rendezett munkaügyi kapcsolatok követelményével összefüggő módosításáról
- 3/2006. (II. 2.) HM rendelet Az állami repülések céljára kijelölt légterekben végrehajtott repülések szabályairól
- 4/2006. (II. 2.) KvVM rendelet A szakmai vizsgák szervezésére feljogosított intézményekről
- 5/2006. (II. 2.) KvVM rendelet A környezetvédelmi és vízügyi ágazatba tartozó szakképesítésekkel kapcsolatos egyes rendeletek módosításáról
- 2/2006. (II. 2.) NKÖM rendelet A helyi önkormányzatok részére állatkertek fenntartására, valamint felújítási és beruházási feladataira adható támogatások igénybevételének rendjéről
- 3/2006. (II. 2.) NKÖM rendelet A helyi önkormányzatok színházi pályázati támogatásáról
- 9/2006. (II. 3.) FVM rendelet A borok eredetvédelmi szabályairól szóló 97/2004. (VI. 3.) FVM rendelet módosításáról
- 10/2006. (II. 3.) FVM rendelet A Duna Borvidéki Régió szabályzatáról
- 11/2006. (II. 3.) FVM rendelet Az Izsáki Arany Sárfehér védett eredetű borról
- 12/2006. (II. 3.) FVM rendelet A Nagy-Somlói borvidék védett eredetű borairól
- 5/2006. (II. 3.) IM–PM együttes rendelet A fogvatartottak foglalkoztatására jóváhagyott költségvetési előirányzat felhasználási rendjéről szóló 2/1996. (III. 13.) IM–PM együttes rendelet módosításáról
- 5/2006. (II. 7.) EüM rendelet A mentésről
- 13/2006. (II. 7.) FVM rendelet A 2004. évi nemzeti hatáskörben nyújtott agrár- és vidékfejlesztési támogatások igénybevételének feltételeiről szóló 25/2004. (III. 3.) FVM rendelet módosításáról
- 4/2006. (II. 7.) HM rendelet A hivatásos és szerződéses katonai szolgálat létesítéséről, módosításáról, megszüntetéséről, tartalmáról, valamint az integrált személyügyi igazgatás és egységes nyilvántartás rendjéről szóló 10/2002. (III. 5.) HM rendelet módosításáról
- 6/2006. (II. 7.) IM rendelet A büntetés-végrehajtási szervezet hivatásos állományú tagjai illetményének és illetményjellegű juttatásainak megállapításáról és folyósításáról szóló 15/1997. (IV. 22.) IM rendelet módosításáról
- 6/2006. (II. 7.) KvVM rendelet A 2006. évi lakossági víz- és csatornaszolgáltatás támogatás igénylésének és elbírálásának részletes feltételeiről, valamint az egészséges ivóvízzel való ellátás ideiglenes módozatainak ellentételezéséről
- 5/2006. (II. 7.) PM rendelet A biztosítók belső adatszolgáltatásának rendjéről és tartalmáról
- 6/2006. (II. 8.) BM rendelet A pincerendszerek, természetes partfalak és földcsuszamlások veszélyelhárítási munkálatainak 2006. évi költségvetési támogatása igénylésének, döntési rendszerének, folyósításának, felhasználásának és elszámolásának részletes szabályairól
- 7/2006. (II. 8.) IM rendelet A fogyasztói érdekek védelme érdekében a jogsértés megszüntetésére irányuló eljárásokról szóló 98/27/EK irányelv mellékletében meghatározott irányelvekkel összeegyeztethetőséget teremtő jogszabályok felsorolásáról szóló 13/2004. (IV. 16.) IM rendelet módosításáról
- 7/2006. (II. 8.) KvVM–GKM együttes rendelet Az egyes kültéri berendezések zajkibocsátásának korlátozásáról és a zajkibocsátás mérési módszeréről szóló 29/2001. (XII. 23.) KöM–GM együttes rendelet módosításáról
- 8/2006. (II. 8.) KvVM rendelet A Liget-patak menti Természetvédelmi Terület létesítéséről
- 4/2006. (II. 8.) NKÖM rendelet A helyi önkormányzatok részére a hivatásos önkormányzati zenekarok és énekkarok működésére adható támogatások igénybevételének rendjéről
- 7/2006. (II. 10.) BM rendelet A hivatásos önkormányzati tűzoltóságok készenlétben tartandó legkisebb gépjármű és technikai eszköz állományáról
- 9/2006. (II. 10.) KvVM rendelet A Nagycenki hársfasor Természetvédelmi Terület kezelési tervéről
- 6/2006. (II. 10.) PM rendelet A Vámtarifa Magyarázatról szóló 23/1990. (XII. 3.) PM rendelet módosításáról
- 1/2006. (II. 15.) MNB rendelet A magyar törvényes fizetőeszköz és az euró utánzatáról
- 2/2006. (II. 15.) MNB rendelet A tőkepiacról szóló törvény szerinti elszámolóházi tevékenységet végző szervezet üzletszabályzatára és szabályzataira vonatkozó követelményekről
- 3/2006. (II. 15.) GKM–PM együttes rendelet A Magyar Energia Hivatal igazgatási szolgáltatási díjairól és a felügyeleti díj fizetésének szabályairól szóló 19/2002. (XI. 5.) GKM–PM együttes rendelet módosításáról
- 14/2006. (II. 16.) FVM–EüM–ICSSZEM együttes rendelet A kistermelői élelmiszer-termelés, -előállítás és -értékesítés feltételeiről
- 4/2006. (II. 16.) GKM rendelet A Nemzeti Akkreditáló Testület eljárásaiért fizetendő igazgatási szolgáltatási díjakról
- 2/2006. (II. 17.) OM rendelet az Országos szakértői, az Országos vizsgáztatási, az Országos szakmai szakértői és az Országos szakmai vizsgaelnöki névjegyzékről, valamint a szakértői tevékenységről szóló 31/2004. (XI. 13.) OM rendelet és a kerettantervek kiadásának és jóváhagyásának rendjéről, valamint egyes oktatási jogszabályok módosításáról szóló 17/2004. (V. 20.) OM rendelet módosításáról
- 6/2006. (II. 20.) EüM rendelet Az emberi reprodukcióra irányuló különleges eljárások végzésére vonatkozó, valamint az ivarsejtekkel és embriókkal való rendelkezésre és azok fagyasztva tárolására vonatkozó részletes szabályokról szóló 30/1998. (VI. 24.) NM rendelet, az Egészségügyi Tudományos Tanácsról szóló 34/2003. (VI. 7.) ESZCSM rendelet, valamint a magzati élet védelméről szóló 1992. évi LXXIX. törvény végrehajtásáról szóló 32/1992. (XII. 23.) NM rendelet módosításáról
- 5/2006. (II. 20.) GKM rendelet A kedvezményes gázellátás igénybevételéről szóló 50/2003. (VIII. 14.) GKM rendelet módosításáról
- 3/2006. (II. 22.) MNB rendelet A „Ford T-modell” emlékérme kibocsátásáról
- 8/2006. (II. 22.) BM rendelet A 2006. évi országgyűlési képviselő választás költségeinek normatíváiról, tételeiről, elszámolási és belső ellenőrzési rendjéről
- 15/2006. (II. 22.) FVM rendelet A földművelésügyi ágazathoz tartozó szakképesítésekre szervezhető mesterképzés szakmai és vizsgakövetelményeinek kiadásáról szóló 27/1996. (X. 4.) FM rendelet módosításáról
- 8/2006. (II. 22.) IM rendelet Az egészségügyi területen működő igazságügyi szakértői testület szervezetéről és működéséről
- 3/2006. (II. 22.) OM rendelet A kerettantervek kiadásának és jóváhagyásának rendjéről, valamint egyes oktatási jogszabályok módosításáról szóló 17/2004. (V.20.) OM rendelet módosításáról
- 2/2006. (II. 23.) TNM rendelet A regionális fejlesztésért és felzárkóztatásért felelős tárca nélküli miniszter felügyelete alá tartozó egyes előirányzatokkal kapcsolatos eljárási rendről
- 16/2006. (II. 24.) FVM rendelet A növényegészségügyi feladatok végrehajtásának részletes szabályairól szóló 7/2001. (I. 17.) FVM rendelet módosításáról
- 6/2006. (II. 24.) GKM–BM– KvVM e. r. A gépkocsik környezetvédelmi felülvizsgálatáról és ellenőrzéséről szóló 7/2002. (VI. 29.) GKM–BM–KvVM együttes rendelet módosításáról
- 10/2006. (II. 24.) KvVM–FVM– NKÖM–BM együttes rendelet A veszélyes állatokról és tartásuk engedélyezésének részletes szabályairól szóló 8/1999. (VIII. 13.) KöM–FVM–NKÖM–BM együttes rendelet módosításáról
- 11/2006. (II. 24.) KvVM rendelet A környezetvédelmi és vízügyi miniszter irányítása, illetve felügyelete alá tartozó szervek fontos és bizalmas munkaköreinek megállapításáról és a nemzetbiztonsági ellenőrzés szintjéről
- 5/2006. (II. 24.) NKÖM rendelet A helyi önkormányzatok által fenntartott múzeumok szakmai támogatásáról
- 4/2006. (II. 24.) OM rendelet A 2006/2007. tanév rendjéről
- 5/2006. (II. 24.) OM rendelet Egyes felsőoktatási ösztöndíjakról szóló miniszteri rendeletek módosításáról
- 8/2006. (II. 27.) GKM rendelet a mérőeszközökre vonatkozó egyedi előírásokról
- 9/2006. (II. 27.) IM rendelet az igazságügyi szakértői területekről, valamint az azokhoz kapcsolódó képesítési és egyéb szakmai feltételekről

##### Március
- 13/2006. (III. 3.) KvVM rendelet A Pintér-kert Természetvédelmi Terület természetvédelmi kezeléséről
- 1/2006. (III. 3.) KüM rendelet A Külügyminisztérium fejezetnél a határon túli magyarok támogatásával kapcsolatos fejezeti kezelésű előirányzatok felhasználásának, ellenőrzésének szabályairól szóló 4/2005. (V. 10.) KüM rendelet módosításáról
- 7/2006. (III. 7.) OM rendelet az érettségi vizsga részletes követelményeiről szóló 40/2002. (V. 24.) OM rendelet módosításáról
- 5/2006. (III. 23.) MNB rendelet Új biztonsági elemekkel ellátott 1000 forintos címletű bankjegy kibocsátásáról
- 12/2006. (III. 23.) EüM rendelet Az azbeszttel kapcsolatos kockázatoknak kitett munkavállalók védelméről
- 13/2006. (III. 23.) EüM–FMM együttes rendelet A munkahelyek kémiai biztonságáról szóló 25/2000. (IX. 30.) EüM–SZCSM együttes rendelet módosításáról
- 22/2006. (III. 23.) FVM rendelet A zöldség-gyümölcs termelői értékesítő szervezetek támogatásáról szóló 36/2005. (IV. 22.) FVM rendelet módosításáról
- 23/2006. (III. 23.) FVM rendelet A 2004. évi nemzeti hatáskörben nyújtott agrár- és vidékfejlesztési támogatások igénybevételének feltételeiről szóló 25/2004. (III.3.) FVM rendelet módosításáról
- 9/2006. (III. 23.) HM rendelet A kedvezményes üdültetés rendjéről szóló 35/2002. (V. 10.) HM rendelet módosításáról
- 12/2006. (III. 23.) IM rendelet Az Igazságügyi Hivatal tevékenységével kapcsolatos egyes igazságügy-miniszteri rendeletek módosításáról
- 8/2006. (III. 23.) OM rendelet A szakképzés megkezdésének és folytatásának feltételeiről, valamint a Térségi integrált szakképző központ tanácsadó testületéről
- 9/2006. (III. 23.) PM rendelet A Rendkívüli beruházási tartalék előirányzat átcsoportosításának rendjéről
- 14/2006. (III. 27.) EüM rendelet A külföldiek magyarországi tartózkodásának engedélyezésével összefüggő közegészséget veszélyeztető betegségekről, valamint az egészségügyi ellátás fedezetének igazolásáról szóló 48/2001. (XII. 27.) EüM rendelet módosításáról
- 15/2006. (III. 27.) EüM rendelet A pszichiátriai betegek intézeti felvételének és az ellátásuk során alkalmazható korlátozó intézkedések szabályairól szóló 60/2004. (VII. 6.) ESZCSM rendelet módosításáról
- 16/2006. (III. 27.) EüM rendelet Az orvostechnikai eszközökről
- 4/2006. (III. 27.) FMM rendelet Az igazságügyi munkabiztonsági szakértői tevékenység folytatásához szükséges szakmai gyakorlat szakirányú jellege igazolásának rendjéről és eljárási szabályairól
- 14/2006. (III. 27.) GKM rendelet Az Országos Vasúti Szabályzat II. kötetének kiadásáról szóló 18/1998. (VII. 3.) KHVM rendelet módosításáról
- 10/2006. (III. 27.) HM rendelet A Honvédelmi Minisztérium rendelkezése alatt lévő lakások és helyiségek bérletéről, elidegenítéséről, valamint a lakhatás támogatásáról szóló 6/1994. (IV. 30.) HM rendelet módosításáról
- 13/2006. (III. 27.) IM rendelet A Büntetés-végrehajtás Országos Parancsnoksága részére történő egyes belső ellenőrzési jogosítványok átruházásáról szóló 25/2004. (VII. 7.) IM rendelet módosításáról
- 9/2006. (III. 27.) OM rendelet A szakmai vizsgáztatás általános szabályairól és eljárási rendjéről szóló 26/2001. (VII. 27.) OM rendelet módosításáról
- 10/2006. (III. 27.) OM rendelet A tankönyvvé nyilvánítás, a tankönyvtámogatás, valamint az iskolai tankönyvellátás rendjéről szóló 23/2004. (VIII. 27.) OM rendelet módosításáról
- 11/2006. (III. 27.) OM rendelet Az ECDL számítógép-kezelői vizsga és az érettségi és szakmai vizsgák lebonyolítására nyújtott támogatás igénylésének, folyósításának és elszámolásának rendjéről
- 14/2006. (III. 28.) IM rendelet Egyes igazságügy-miniszteri rendeletek módosításáról
- 1/2006. (III. 28.) MeHVM rendelet A polgári nemzetbiztonsági szolgálatok hivatásos állományú tagjainak illetményéről, valamint egyéb pénzbeli és természetbeni ellátásáról szóló 4/1997. (II. 28.) TNM rendelet módosításáról
- 12/2006. (III. 28.) OM rendelet a közoktatás minőségbiztosításáról és minőség-fejlesztéséről szóló 3/2002. (II. 15.) OM rendelet módosításáról
- 24/2006. (III. 31.) FVM rendelet Az Európai Mezőgazdasági Orientációs és Garancia Alap Garancia Részlegéből finanszírozott egységes területalapú támogatás 2006. évi igénybevételével kapcsolatos egyes kérdésekről
- 25/2006. (III. 31.) FVM rendelet Az Európai Mezőgazdasági Orientációs és Garancia Alap Garancia Részlegéből finanszírozott egységes területalapú támogatásokhoz kapcsolódó 2006. évi kiegészítő nemzeti támogatás igénybevételével kapcsolatos egyes kérdésekről
- 15/2006. (III. 31.) GKM rendelet A Közlekedési Miniszterek Európai Konferenciája által létrehozott közlekedési engedélyek használatának szabályairól szóló 56/2005. (VII. 7.) GKM rendelet módosításáról
- 16/2006. (III. 31.) KvVM rendelet A Babócsai Basa-kert Természetvédelmi Terület kezelési tervéről
- 17/2006. (III. 31.) KvVM rendelet A Dévaványai, a Vértesi Tájvédelmi Körzet, a Balatonkenesei tátorjános Természetvédelmi Terület bővítéséről, valamint a Bodrogszegi Várhegy és Szendrőládi-rét természeti terület védetté nyilvánításáról és természetvédelmi kezelő megnevezéséről szóló 6/1990. (VI. 18.) KöM rendelet módosításáról
- 18/2006. (III. 31.) KvVM rendelet Az Uzsai Csarabos erdő Természetvédelmi Terület természetvédelmi kezeléséről
- 19/2006. (III. 31.) KvVM rendelet Az éti csiga gyűjtéséről és hasznosításáról
- 13/2006. (III. 31.) OM rendelet A nemzetiségi nevelési, oktatási feladatokhoz nyújtott kiegészítő támogatás igénylésének, folyósításának és elszámolásának rendjéről

##### Április
- 3/2006. (IV. 3.) KüM rendelet A Külügyminisztérium fejezetnél az egyes fejezeti kezelésű előirányzatok felhasználásának, ellenőrzésének szabályairól
- 14/2006. (IV. 3.) OM rendelet a szakiskola és a szakközépiskola kilencedik évfolyamán a gyakorlati oktatás támogatásának igényléséről, folyósításáról és elszámolásának rendjéről
- 15/2006. (IV. 3.) OM rendelet Az alap- és mesterképzési szakok képzési és kimeneti követelményeiről
- 3/2006. (IV. 3.) TNM–GKM–KvVM együttes rendelet Az építőipari kivitelezési, valamint a felelős műszaki vezetői tevékenység gyakorlásának részletes szakmai szabályairól és az építési naplóról szóló 51/2000. (VIII. 9.) FVM–GM–KöViM együttes rendelet módosításáról
- 26/2006. (IV. 4.) FVM rendelet A rizs intervenciójáról
- 27/2006. (IV. 4.) FVM rendelet A tehéntej termékpálya szabályozásában alkalmazott kvótarendszerről szóló 69/2004. (IV. 29.) FVM rendelet módosításáról
- 20/2006. (IV. 5.) KvVM rendelet A hulladéklerakással, valamint a hulladéklerakóval kapcsolatos egyes szabályokról és feltételekről
- 21/2006. (IV. 5.) KvVM rendelet Egyes védett természeti területek természetvédelmi kezelőjének megállapításáról
- 16/2006. (IV. 6.) BM rendelet A közfeladatot ellátó szerveknél alkalmazható iratkezelési szoftverek megfelelőségét tanúsító szervezetek kijelölésének részletes szabályairól
- 17/2006. (IV. 6.) BM rendelet Az államháztartáson kívüli szervezetek támogatását szolgáló BM fejezeti kezelésű előirányzatok felhasználásának szabályairól szóló 34/2005. (VII. 18.) BM rendelet módosításáról
- 18/2006. (IV. 6.) BM rendelet A tűzoltóság tűzoltási és műszaki mentési tevékenységének szabályairól szóló 1/2003. (I. 9.) BM rendelet módosításáról
- 16/2006. (IV. 6.) GKM rendelet Az egyes hajózási tárgyú jogszabályok módosításáról
- 16/2006. (IV. 6.) OM rendelet A külföldön kiállított, idegennyelv-tudást igazoló nyelvvizsga-bizonyítványok Magyarországon történő honosításáról szóló 26/2000. (VIII. 31.) OM rendelet módosításáról
- 10/2006. (IV. 6.) PM rendelet A prémiumévek programmal, valamint a különleges foglalkoztatási állománnyal kapcsolatos egyes munkáltatói költségek költségvetési megtérítésének eljárási szabályairól szóló 8/2005. (II. 8.) PM rendelet módosításáról
- 28/2006. (IV. 7.) FVM rendelet Az állatlétszámhoz kötött támogatási jogosultságról szóló 82/2005. (IX. 15.) FVM rendelet módosításáról
- 15/2006. (IV. 7.) IM rendelet A felszámolási eljárás iránti kérelem benyújtását megelőző fizetési felszólítás formai és tartalmi kellékeiről
- 16/2006. (IV. 7.) IM rendelet A felszámolót a zálogtárgy értékesítésével összefüggésben megillető díjról
- 17/2006. (IV. 7.) IM rendelet A Tanács fizetésképtelenségi eljárásokról szóló 1346/2000/EK rendeletének 40. cikkében előírt értesítés formai és tartalmi kellékeiről
- 29/2006. (IV. 10.) FVM rendelet A talajtani szakvélemény készítésének részletes szabályairól
- 11/2006. (IV. 10.) HM rendelet Az élelmiszer-utalvánnyal való ellátásról szóló 15/2000. (VI. 20.) HM rendelet módosításáról
- 12/2006. (IV. 10.) HM rendelet A Honvédelmi Minisztérium fejezetéhez tartozó szervezetek állománya élelmezési pénznormáinak megállapításáról szóló 18/2004. (VII. 7.) HM rendelet módosításáról
- 11/2006. (IV. 10.) PM rendelet A Pénzügyminisztérium és a pénzügyminiszter irányítása alá tartozó szervezetek fontos és bizalmas munkaköreinek megállapításáról szóló 34/1996. (XII. 21.) PM rendelet módosításáról
- 4/2006. (IV. 10.) TNM rendelet Az ikerintézményi (twinning) program fejlesztési tevékenységének ellátásáról szóló 73/2006. (IV. 3.) Korm. rendelet végrehajtásáról
- 6/2006. (IV. 12.) MNB rendelet A „Munkácsi vár” emlékérme kibocsátásáról
- 19/2006. (IV. 12.) BM rendelet A belügyminiszter hatáskörébe tartozó szakképesítések megszerzésére irányuló szakmai vizsga szervezésére feljogosított intézményekről
- 30/2006. (IV. 12.) FVM rendelet Az állatlétszámhoz kötött támogatási jogosultság országos tartalékból való igénylésének feltételeiről
- 18/2006. (IV. 12.) IM rendelet A Magyar Szabadalmi Hivatal által vezetett önkéntes műnyilvántartás részletes szabályairól
- 12/2006. (IV. 12.) PM rendelet A kincstári rendszer működésével kapcsolatos pénzügyi szolgáltatások teljesítésének rendjéről szóló 36/1999. (XII. 27.) PM rendelet módosításáról
- 17/2006. (IV. 14.) GKM–HM–KvVM együttes rendelet A magyar légtér légiközlekedés céljára történő kijelöléséről szóló 14/1998. (VI. 24.) KHVM–HM–KTM együttes rendelet módosításáról
- 2/2006. (IV. 14.) ICSSZEM rendelet A személyes gondoskodást nyújtó szociális intézmények szakmai feladatairól és működésük feltételeiről szóló 1/2000. (I. 7.) SZCSM rendelet módosításáról
- 22/2006. (IV. 14.) KvVM rendelet A környezetvédelmi és vízügyi ágazatba tartozó közigazgatási hatósági eljárásban közreműködő tolmácsok, jeltolmácsok díjazásáról
- 17/2006. (IV. 14.) OM rendelet a közoktatási intézmények elhelyezésének és kialakításának építészeti-műszaki követelményeiről szóló 19/2002. (V. 8.) OM rendelet módosításáról
- 20/2006. (IV. 19.) BM rendelet A belügyminiszter irányítása alá tartozó szervek, valamint a hivatásos önkormányzati tűzoltóságok egyenruha-ellátásra jogosult személyi állományának ruházati és öltözködési szabályzatáról
- 17/2006. (IV. 19.) EüM rendelet A kozmetikai termékek biztonságosságáról, gyártási, forgalmazási feltételeiről és közegészségügyi ellenőrzéséről szóló 40/2001. (XI. 23.) EüM rendelet módosításáról
- 18/2006. (IV. 19.) EüM rendelet Az Egészségügyi Tudományos Tanácsról szóló 34/2003. (VI. 7.) ESZCSM rendelet módosításáról
- 19/2006. (IV. 19.) EüM rendelet' A társadalombiztosítási támogatással rendelhető, illetve kölcsönözhető gyógyászati segédeszközökről, a támogatás összegéről és mértékéről, valamint a rendelés, forgalmazás, kölcsönzés és javítás szakmai követelményeiről szóló 19/2003. (IV. 29.) ESZCSM rendelet módosításáról
- 18/2006. (IV. 19.) GKM rendelet A polgári légiforgalmi szolgálat szakszemélyzetének szakszolgálati engedélyéről és képzéséről szóló 3/2004. (I. 13.) GKM rendelet módosításáról
- 19/2006. (IV. 19.) GKM rendelet A közúti járművek műszaki megvizsgálásáról szóló 5/1990. (IV. 12.) KöHÉM rendelet módosításáról
- 20/2006. (IV. 19.) GKM rendelet A közúti járművek forgalomba helyezésének és forgalomban tartásának műszaki feltételeiről szóló 6/1990. (IV. 12.) KöHÉM rendelet módosításáról
- 21/2006. (IV. 19.) GKM rendelet A Magyar Kereskedelmi Engedélyezési Hivatal által lefolytatott egyes eljárások igazgatási szolgáltatási díjáról szóló 101/2005. (XI. 24.) GKM rendelet módosításáról
- 22/2006. (IV. 19.) GKM rendelet A Gazdasági Minisztérium vállalkozási cél-előirányzatainak szabályozásáról szóló 1/2001. (I. 5.) GM rendelet módosításáról
- 13/2006. (IV. 19.) HM rendelet A katonák illetményéről és illetményjellegű juttatásairól, valamint a közalkalmazottak jutalmazásáról szóló 3/2002. (I. 25.) HM rendelet, továbbá a fokozottan veszélyes, valamint az egészségkárosító beosztások köréről, az azokhoz kapcsolódó részletes, valamint a csökkentett napi szolgálati időre vonatkozó szabályokról szóló 30/2004. (XII. 6.) HM rendelet módosításáról
- 4/2006. (IV. 19.) IHM rendelet A Nemzeti Hírközlési Hatóságnak az elektronikus aláírással összefüggő nyilvántartással kapcsolatos tevékenységéért fizetendő díjakról
- 21/2006. (IV. 20.) BM rendelet Az egyes szakképesítések szakmai és vizsgakövetelményeinek kiadásáról szóló 16/2003. (IV. 18.) BM rendelet módosításáról
- 14/2006. (IV. 20.) HM rendelet A béketámogató műveletek keretében teljesített külföldi szolgálat ellátása során felmerült fegyelmi kérdésekkel kapcsolatos különös szabályokról
- 23/2006. (IV. 20.) KvVM rendelet A Hévízi-tó Természetvédelmi Terület bővítéséről
- 19/2006. (IV. 29.) OM rendelet a nevelési-oktatási intézmények névhasználatáról szóló 31/2005. (XII. 22.) OM rendelet módosításáról

##### Május
- 32/2006. (V. 2.) FVM rendelet a 2003. évben fagykárt és aszálykárt szenvedett mezőgazdasági termelők kárenyhítő támogatására felvett hitelek futamidejének meghosszabbításáról
- 33/2006. (V. 2.) FVM rendelet A Nemzeti Vidékfejlesztési Terv alapján a központi költségvetés, valamint az Európai Mezőgazdasági Orientációs és Garancia Alap Garancia Részlege társfinanszírozásában megvalósuló, az Európai Unió környezetvédelmi, állatjóléti és -higiéniai előírásainak való megfeleléshez nyújtott támogatás igénybevételének részletes szabályairól szóló 139/2004. (IX. 24.) FVM rendelet módosításáról
- 25/2006. (V. 2.) GKM rendelet A közforgalmú, közútpótló folyami révek, kompok és az azokhoz szükséges parti létesítmények, kiszolgáló utak fenntartási, felújítási támogatása igénybevételének részletes szabályairól
- 4/2006. (V. 2.) KüM rendelet A Külügyminisztérium fejezetnél a határon túli magyarok támogatásával kapcsolatos fejezeti kezelésű előirányzatok felhasználásának, ellenőrzésének szabályairól
- 25/2006. (V. 5.) BM rendelet A választási eljárásról szóló 1997. évi C. törvénynek a kisebbségi választói jegyzék összeállítása során történő végrehajtásáról
- 26/2006. (V. 5.) GKM rendelet az autógáztöltő állomás építésének és üzemeltetésének szabályairól
- 27/2006. (V. 5.) GKM rendelet az autógáztöltő állomások építési munkáiról és építésügyi hatósági eljárásairól
- 20/2006. (V. 5.) OM rendelet egyes közoktatási tárgyú jogszabályok módosításáról
- 26/2006. (V. 9.) BM–GKM együttes rendelet Az utasbiztonsági ellenőrzést végzők felügyeletének és szakmai irányításának szabályairól
- 20/2006. (V. 9.) EüM rendelet Az egyes személyazonosításra alkalmatlan ágazati(egészségügyi, szakmai) adatok körének meghatározására, gyűjtésére, feldolgozására vonatkozó részletes szabályokról szóló 76/2004. (VIII. 19.) ESZCSM rendelet módosításáról
- 5/2006. (V. 9.) IHM rendelet Az igazságügyi informatikai és hírközlési szakértői tevékenység folytatásához szükséges szakmai gyakorlat szakirányú jellege igazolásának eljárási rendjéről
- 9/2006. (V. 9.) NKÖM rendelet A Nemzeti Kulturális Alapról szóló 1993. évi XXIII. törvény végrehajtásáról
- 10/2006. (V. 9.) NKÖM rendelet A Kulturális Örökségvédelmi Hivatal eljárásaira vonatkozó szabályokról
- 11/2006. (V. 9.) NKÖM rendelet Egyes ingatlanok műemlékké nyilvánításáról, illetve műemléki védettségének megszüntetéséről
- 5/2006. (V. 12.) FMM rendelet A külföldiek magyarországi foglalkoztatásának engedélyezéséről szóló 8/1999. (XI. 10.) SZCSM rendelet módosításáról
- 34/2006. (V. 12.) FVM rendelet A Magyar Méhészeti Nemzeti Program alapján nyújtható méhészeti támogatások igénybevételének részletes szabályairól szóló 108/2005. (XI. 24.) FVM rendelet módosításáról
- 21/2006. (V. 12.) OM rendelet az oktatási miniszter hatáskörébe tartozó szakképesítések megszerzésére irányuló szakmai vizsga szervezésére feljogosított intézményekről szóló 18/2004. (V. 28.) OM rendelet módosításáról
- 21/2006. (V. 15.) EüM–FVM együttes rendelet A növényekben, a növényi termékekben és a felületükön megengedhető növényvédőszer-maradék mértékéről szóló 5/2002. (II. 22.) EüM–FVM együttes rendelet módosításáról
- 35/2006. (V. 15.) FVM rendelet A gabona intervenciós felvásárlásáról szóló 101/2005. (X. 28.) FVM rendelet módosításáról
- 28/2006. (V. 15.) GKM rendelet A gázszerelők nyilvántartásáról
- 16/2006. (V. 15.) HM rendelet A honvédelmi miniszter által alapítható és adományozható elismerésekről szóló 27/2002. (IV. 17.) HM rendelet módosításáról
- 22/2006. (V. 17.) EüM–FVM–KvVM együttes rendelet A biocid termékek előállításának és forgalomba hozatalának feltételeiről szóló 38/2003. (VII. 7.) ESZCSM–FVM–KvVM együttes rendelet módosításáról
- 6/2006. (V. 17.) FMM rendelet A foglalkoztatáspolitikai és munkaügyi miniszter hatáskörébe tartozó szakképesítések megszerzésére irányuló szakmai vizsga szervezésére feljogosított intézményekről szóló 29/2004. (XII.20.) FMM rendelet módosításáról
- 3/2006. (V. 17.) ICSSZEM rendelet A szociális intézményen belüli foglalkoztatás szakmai követelményeiről, személyi és tárgyi feltételeiről és a személyes gondoskodást nyújtó szociális intézmények szakmai feladatairól és működésük feltételeiről szóló 1/2000. (I. 7.) SZCSM rendelet módosításáról
- 6/2006. (V. 17.) IHM rendelet A rádióamatőr szolgálatról
- 7/2006. (V. 17.) IHM rendelet A távközlési építmények engedélyezéséről és ellenőrzéséről szóló 29/1999. (X. 6.) KHVM rendelet módosításáról
- 8/2006. (V. 17.) IHM rendelet Az informatikai és hírközlési miniszter hatáskörébe tartozó szakképesítések megszerzésére irányuló szakmai vizsga szervezésére feljogosított intézményekről szóló 23/2004. (VIII. 11.) IHM rendelet módosításáról
- 9/2006. (V. 17.) IHM rendelet A védelmi feladatokban részt vevő elektronikus hírközlési, illetve postai szolgáltatók kijelöléséről és felkészülési feladataik meghatározásáról szóló 24/2004. (VIII. 16.) IHM rendelet módosításáról
- 15/2006. (V. 17.) PM rendelet A Magyar Export-Import Bank Részvénytársaság és a Magyar Exporthitel Biztosító Részvénytársaság központi költségvetéssel történő elszámolásának részletes szabályairól szóló 16/1998. (V.20.) PM rendelet módosításáról
- 5/2006. (V. 17.) TNM–GKM–FMM–FVM– KvVM–TNM együttes rendelet Az Európai Unió strukturális alapjaiból finanszírozott operatív programok és a Kohéziós Alap támogatási döntéshozatalában részt vevők, valamint a támogatások felhasználásával való elszámolást végző személyek vagyonnyilatkozat-tételi kötelezettsége lebonyolításának részletes rendjéről
- 23/2006. (V. 18.) EüM rendelet A vizsgálati és terápiás eljárásrend kidolgozásának, szerkesztésének és szakmai egyeztetése lefolytatásának eljárásrendjéről
- 7/2006. (V. 18.) FMM–OM együttes rendelet Az Oktatási Minisztérium Alapkezelési Igazgatósága és az Európai Szociális Alap Nemzeti Programiroda Társadalmi Szolgáltató Közhasznú Társaság közreműködő szervezetté történő kijelöléséről, valamint a 2004–2006. évi Humánerőforrás-fejlesztési Operatív Program közoktatási, szakképzési és felsőoktatási intézkedéseinek végrehajtásáról szóló 22/2004. (VI. 8.) FMM–OM együttes rendelet módosításáról
- 36/2006. (V. 18.) FVM rendelet A termésnövelő anyagok engedélyezéséről, tárolásáról, forgalmazásáról és felhasználásáról
- 37/2006. (V. 18.) FVM rendelet Az „EK-műtrágya”-ként megjelölt műtrágyák forgalomba hozataláról és ellenőrzéséről
- 38/2006. (V. 18.) FVM rendelet A lakások és helyiségek bérletére, valamint az elidegenítésükre vonatkozó egyes szabályokról szóló 1993. évi LXXVIII. törvény végrehajtásáról rendelkező 106/1999. (XII. 28.) FVM rendelet módosításáról
- 21/2006. (V. 18.) IM rendelet A cégbejegyzési eljárás és a cégnyilvántartás egyes kérdéseiről
- 22/2006. (V. 18.) IM rendelet A Cégközlönyben megjelenő közlemények közzétételéről és költségtérítéséről
- 23/2006. (V. 18.) IM rendelet A törvényességi felügyeleti eljárásban közreműködő felügyelőbiztos díjáról
- 24/2006. (V. 18.) IM rendelet Az elektronikus cégbejegyzési eljárás és cégnyilvántartás egyes kérdéseiről
- 25/2006. (V. 18.) IM rendelet Az illeték és a közzétételi költségtérítés elektronikus úton történő megfizetéséről a cégeljárásban és más cégügyekben
- 26/2006. (V. 18.) IM rendelet A bírósági ügyvitel szabályairól szóló 14/2002. (VIII. 1.) IM rendelet módosításáról
- 22/2006. (V. 22.) OM rendelet a Sajátos nevelési igényű gyermekek óvodai nevelésének irányelve és a Sajátos nevelési igényű tanulók iskolai oktatásának irányelve kiadásáról szóló 2/2005. (III. 1.) OM rendelet, valamint a képzési kötelezettségről és a pedagógiai szakszolgálatokról szóló 14/1994. (VI. 24.) MKM rendelet módosításáról
- 23/2006. (V. 24.) OM rendelet az alapfokú művészetoktatás követelményei és tantervi programjának bevezetéséről és kiadásáról szóló 27/1998. (VI. 10.) MKM rendelet módosításáról

##### Június
- 30/2006. (VI. 1.) GKM rendelet az autógáztartályok időszakos ellenőrzéséről
- 45/2006. (VI. 15.) FVM rendelet A szikvíz gyártásának, töltésének, valamint a szikvizes palack és ballon tárolásának és szállításának Biztonsági Szabályzatáról
- 35/2006. (VI. 15.) GKM rendelet A közúti járművek forgalomba helyezésével és forgalomban tartásával, környezetvédelmi felülvizsgálatával és ellenőrzésével, továbbá a gépjárműfenntartó tevékenységgel kapcsolatos egyes közlekedési hatósági eljárások díjáról szóló 91/2004. (VI. 29.) GKM rendelet, valamint a közúti közlekedésben használt menetíró készülékekről szóló, 1985. december 20-i 3821/85/EGK tanácsi rendelet végrehajtásáról szóló 124/2005. (XII. 29.) GKM rendelet módosításáról
- 8/2006. (VI. 19.) MNB rendelet A jegybanki alapkamat mértékéről
- 46/2006. (VI. 19.) FVM rendelet A 2006. évi iskolatej program első félévének szabályozásáról szóló 115/2005. (XII. 15.) FVM rendelet módosításáról
- 17/2006. (VI. 19.) HM rendelet A Honvédelmi Minisztérium, a Honvédelmi Minisztérium szervezetei és a Magyar Honvédség szervezetei jogi képviseletének rendjéről szóló 20/2001. (VIII. 9.) HM rendelet módosításáról
- 1/2006. (VI. 29.) OKM rendelet a kerettantervek kiadásának és jóváhagyásának rendjéről, valamint egyes oktatási jogszabályok módosításáról szóló 17/2004. (V. 20.) OM rendelet módosításáról

##### Július
- 51/2006. (VII. 5.) FVM rendelet A dohánytermeléshez kötött nemzeti támogatási jogosultságról
- 1/2006. (VII. 5.) SZMM rendelet A szakmai és vizsgakövetelmények formai előírásairól
- 28/2006. (VII. 11.) EüM rendelet A Magyar Gyógyszerkönyv VIII. kiadásának alkalmazásáról
- 45/2006. (VII. 11.) GKM rendelet A vasúti társaságok működésének engedélyezéséről
- 46/2006. (VII. 11.) GKM rendelet A belföldi menetrend szerinti személyszállítás ingyenes utazásai után járó fogyasztói árkiegészítés kiutalásáról
- 9/2006. (VII. 14.) MNB rendelet „A nándorfehérvári diadal 550. évfordulója” emlékérme kibocsátásáról
- 3/2006. (VII. 14.) MeHVM rendelet A Miniszterelnöki Hivatalt vezető minisztert helyettesítő államtitkár kijelöléséről
- 3/2006. (VII. 14.) IRM rendelet A büntetés-végrehajtási szervezet katonai nyomozó hatóságairól és a bűncselekmények parancsnoki nyomozásáról szóló 16/2003. (VI. 20.) IM rendelet módosításáról
- 52/2006. (VII. 17.) FVM rendelet A Nemzeti Vidékfejlesztési Terv alapján a központi költségvetés, valamint az Európai Mezőgazdasági Orientációs és Garancia Alap Garancia Részlege társfinanszírozásában megvalósuló támogatások igénybevételének általános szabályairól szóló 131/2004. (IX. 11.) FVM rendelet módosításáról
- 4/2006. (VII. 19.) MeHVM–IRM együttes rendelet A polgári nemzetbiztonsági szolgálatok hivatásos állományú tagjai által elkövetett katonai vétségek parancsnoki nyomozásáról szóló 7/2003. (VI. 27.) MeHVM–IM együttes rendelet módosításáról
- 2/2006. (VII. 19.) OKM rendelet ?
- 47/2006. (VII. 21.) GKM rendelet Az ITD-H Befektetésösztönzési és kereskedelemfejlesztési tanácsadás célelőirányzat felhasználásának és kezelésének szabályozásáról szóló 29/2005. (V. 5.) GKM rendelet módosításáról
- 48/2006. (VII. 21.) GKM rendelet A lakossági fogyasztók részére a közüzemi szolgáltató által szolgáltatott villamos energia árának megállapításáról szóló 58/2002. (XII. 29.) GKM rendelet módosításáról
- 49/2006. (VII. 21.) GKM rendelet A nem lakossági közüzemi fogyasztók részére a közüzemi szolgáltató által szolgáltatott villamos energia árának megállapításáról szóló 59/2002. (XII. 29.) GKM rendelet módosításáról
- 3/2006. (VII. 21.) ÖTM rendelet A helyi önkormányzati képviselők és polgármesterek 2006. október 1. napjára kitűzött választása, valamint a települési kisebbségi önkormányzati képviselők választása eljárási határidőinek és határnapjainak megállapításáról
- 10/2006. (VII. 24.) MNB rendelet A jegybanki alapkamat mértékéről
- 29/2006. (VII. 24.) EüM–KvVM együttes rendelet Az egyes veszélyes anyagokkal, illetve veszélyes készítményekkel kapcsolatos egyes tevékenységek korlátozásáról szóló 41/2000. (XII. 20.) EüM–KöM együttes rendelet módosításáról
- 53/2006. (VII. 24.) FVM rendelet Az Európai Mezőgazdasági Orientációs ésGaranciaAlap Garancia Részlegéből finanszírozottegységes területalapú támogatás 2006.évi igénybevételével kapcsolatos egyeskérdésekről szóló 24/2006. (III. 31.) FVM rendelet, illetve az Európai Mezőgazdasági Orientációs és Garancia Alap Garancia Részlegéből finanszírozott egységes területalapú támogatásokhoz kapcsolódó 2006. évi kiegészítő nemzeti támogatás igénybevételével kapcsolatos egyes kérdésekről szóló 25/2006. (III. 31.) FVM rendelet egyes jogcímeihez kapcsolódó támogatási összegekről
- 19/2006. (VII. 24.) HM–EüM együttes rendelet A Magyar Honvédség feladatával kapcsolatos közegészségügyi-járványügyi követelményekről, azok ellátásának, valamint az Állami Népegészségügyi és Tisztiorvosi Szolgálattal való együttműködésének rendjéről szóló 21/2003. (VI. 24.) HM–ESZCSM együttes rendelet módosításáról
- 4/2006. (VII. 24.) IRM–PM együttes rendelet A pártfogó ügyvéd és a kirendelt védő részére megállapítható díjról és költségekről szóló 7/2002.(III. 30.) IM rendelet módosításáról
- 5/2006. (VII. 24.) IRM rendelet A bíróságon kezelt letétekről szóló 27/2003.(VII.2.)IM rendelet módosításáról
- 3/2006. (VII. 24.) OKM rendelet A 2006/2007. tanév rendjéről szóló 4/2006. (II. 24.) OM rendelet módosításáról
- 4/2006. (VII. 24.) OKM rendelet Egyes ingatlanok műemléki védettségének megszüntetéséről, illetve műemlékké nyilvánításáról
- 5/2006. (VII. 24.) OKM rendelet A kerettantervek kiadásának és jóváhagyásának rendjéről, valamint egyes oktatási jogszabályok módosításáról szóló 17/2004. (V.20.) OM rendelet kiegészítéséről
- 17/2006. (VII. 24.) PM rendelet Az országkockázat tőkekövetelményéről szóló 16/2001.(III.9.) PM rendelet, valamint a befektetési vállalkozások országkockázatának tőkekövetelményéről szóló 8/2002. (II. 20.) PM rendelet módosításáról, valamint a könyvvizsgálók által az Állami Pénz és Tőkepiaci Felügyeletnek évente készítendő külön kiegészítendő jelentés szerkezetéről és tartalmáról szóló 38/1997.(XII.18.) PM rendelet hatályon kívül helyezéséről
- 18/2006. (VII. 24.) PM rendelet  A vám- és pénzügyőrség dolgozóinak lakáscélú munkáltatói, valamint a lakhatási támogatásáról szóló 11/2001.(III.1.) PM rendelet módosításáról
- 6/2006. (VII. 25.) IRM rendelet A kényszergyógykezelés és az ideiglenes kényszergyógykezelés végrehajtásáról, valamint az Igazságügyi Megfigyelő és Elmegyógyító Intézet feladatairól, működéséről szóló 36/2003. (X. 3.) IM rendelet módosításáról
- 7/2006. (VII. 25.) IRM rendelet Az ismeretlen helyen tartózkodó terhelt, illetve a bűncselekmény elkövetésével alaposan gyanúsítható ismeretlen személy tartózkodási helye felkutatásának, lakóhelye, illetőleg személyazonossága megállapításának és körözése elrendelésének részletes szabályairól szóló 1/2003. (III. 7.) IM rendelet módosításáról
- 8/2006. (VII. 25.) IRM rendelet A fogvatartottak egészségügyi ellátásáról szóló 5/1998. (III. 6.) IM rendelet módosításáról
- 9/2006. (VII. 25.) IRM rendelet 	A bírósági eljárásban az eljárási cselekmények jegyzőkönyv helyett más módon való rögzítéséről szóló 14/2003. (VI. 19.) IM rendelet módosításáról
- 10/2006. (VII. 25.) IRM rendelet A szabadságvesztés és az előzetes letartóztatás végrehajtásának szabályairól szóló 6/1996. (VII. 12.) IM rendelet módosításáról
- 11/2006. (VII. 25.) IRM rendelet A büntetőügyekben hozott határozatok végrehajtása során a bíróságokra és egyéb szervekre háruló feladatokról szóló 9/2002. (IV.9.) IM rendelet módosításáról
- 54/2006. (VII. 26.) FVM rendelet A növényvédő szerek forgalomba hozatalának és felhasználásának engedélyezéséről, valamint a növényvédő szerek csomagolásáról, jelöléséről, tárolásáról és szállításáról szóló 89/2004.(V.15.) FVM rendelet módosításáról
- 32/2006. (VII. 26.) KvVM rendelet A környezetvédelmi és vízügyi előirányzatok felhasználásának és ellenőrzésének szabályairól szóló 3/2004. (II. 24.) KvVM rendelet módosításáról
- 33/2006. (VII. 26.) KvVM rendelet A vízkészletjárulék kiszámításáról szóló 43/1999. (XII. 26.) KHVM rendelet módosításáról
- 55/2006. (VII. 27.) FVM rendelet A termőföldre vonatkozó elővásárlási és előhaszonbérleti jog gyakorlásával összefüggő igazgatási szolgáltatási díjról
- 50/2006. (VII. 27.) GKM rendelet A közüzemi célra és elosztó hálózati veszteség pótlására értékesített villamos energia árszabályozásáról, valamint a közüzemi villamos energia nagykereskedő által hatósági áron értékesített villamos energia árainak megállapításáról szóló 4/2005. (I. 21.) GKM rendelet módosításáról
- 51/2006. (VII. 27.) GKM rendelet A távhő- és villamosenergia-termelői engedélyekkel rendelkező engedélyes által közvetlenül vagy közvetve lakossági távhő-szolgáltatási célra értékesített melegített víz és gőz hatósági árának megállapításáról szóló 1/2006. (I. 18.) GKM rendelet módosításáról
- 52/2006. (VII. 31.) GKM rendelet A közúti járművek műszaki megvizsgálásáról szóló 5/1990. (IV. 12.) KöHÉM rendelet módosításáról
- 53/2006. (VII. 31.) GKM rendelet Az átvételi kötelezettség alá eső villamos energia átvételének szabályairól és árainak megállapításáról szóló 56/2002. (XII. 29.) GKM rendelet módosításáról
- 19/2006. (VII. 31.) PM rendelet Az egyes szerencsejátékok engedélyezésével, lebonyolításával és ellenőrzésével kapcsolatos feladatok végrehajtásáról szóló 32/2005. (X. 21.) PM rendelet módosításáról

##### Augusztus
- 11/2006. (VIII. 1.) MNB rendelet A hitelintézeti elszámolóházak üzletszabályzatára és szabályzataira vonatkozó követelményekről
- 56/2006. (VIII. 1.) FVM rendelet A növényegészségügyi feladatok végrehajtásának részletes szabályairól szóló 7/2001. (I. 17.) FVM rendelet módosításáról
- 54/2006. (VIII. 1.) GKM rendelet A villamosenergia-ellátásban alkalmazott általános rendszerhasználati díjak megállapításáról szóló 57/2002. (XII. 29.) GKM rendelet módosításáról
- 34/2006. (VIII. 1.) KvVM rendelet A Soproni Botanikus Kert Természetvédelmi Terület természetvédelmi kezeléséről
- 4/2006. (VIII. 1.) ÖTM rendelet A helyi önkormányzati képviselők és polgármesterek, valamint a kisebbségi önkormányzati képviselők választása költségeinek normatíváiról, tételeiről, elszámolási és belső ellenőrzési rendjéről
- 20/2006. (VIII. 2.) HM rendelet Az Észak-atlanti Szerződés Szervezete Biztonsági Beruházási Programja magyarországi végrehajtási rendjéről és szabályairól szóló 31/2000. (X. 27.) HM rendelet módosításáról
- 30/2006. (VIII. 3.) EüM–FVM együttes rendelet A növényekben, a növényi termékekben és a felületükön megengedhető növényvédőszer-maradék mértékéről szóló 5/2002. (II. 22.) EüM–FVM együttes rendelet módosításáról
- 55/2006. (VIII. 3.) GKM rendelet A cseppfolyós propán-, butángázok és ezek elegyei tartályban vagy palackban történő forgalmazásának szabályairól és hatósági felügyeletéről szóló 94/2003. (XII. 18.) GKM rendelet módosításáról
- 56/2006. (VIII. 3.) GKM rendelet A tőzsdei bevezetésre készülő vállalkozások támogatása fejezeti kezelésű előirányzatból nyújtható támogatások felhasználásával kapcsolatos eljárási rendről
- 57/2006. (VIII. 3.) GKM rendelet A fémjelzési, nemesfémtartalom-vizsgálati és -hitelesítési tevékenységért, valamint az egyenértékűség megállapítási eljárásért fizetendő igazgatási szolgáltatási díjakról
- 12/2006. (VIII. 3.) IRM rendelet A belügyminiszter irányítása alatt álló fegyveres szervek hivatásos állományú tagjai Fegyelmi Szabályzatáról szóló 11/2006. (III.14.) BM rendelet módosításáról
- 13/2006. (VIII. 3.) IRM rendelet A belügyminiszter irányítása alá tartozó szervek katonai nyomozó hatóságairól és a bűncselekmények parancsnoki nyomozásáról szóló 25/2003. (VI. 24.) BM–IM együttes rendelet módosításáról
- 14/2006. (VIII. 3.) IRM rendelet A Határőrség nyomozó hatóságainak hatásköréről és illetékességéről szóló 1/2004. (I. 9.) BM–IM együttes rendelet módosításáról
- 57/2006. (VIII. 4.) FVM rendelet A Magyar Élelmiszerkönyv közösségi előírások átvételét megvalósító kötelező előírásairól szóló 56/2004. (IV. 24.) FVM rendelet módosításáról
- 21/2006. (VIII. 8.) HM rendelet A hadkötelesek rendkívüli állapotban és megelőző védelmi helyzetben történő katonai szolgálatra való behívásának, katonai szolgálatának és leszerelésének rendjéről
- 22/2006. (VIII. 8.) HM rendelet A Magyar Honvédség élelmezési ellátásáról
- 2/2006. (VIII. 8.) SZMM rendelet A szociális és munkaügyi miniszter hatáskörébe tartozó egyes szakképesítések szakmai és vizsgakövetelményeinek kiadásáról
- 5/2006. (VIII. 11.) MeHVM–SZMM együttes  rendeletA 2004–2006. évi Humánerőforrás Fejlesztési Operatív Program 1.1 intézkedése: a munkanélküliség megelőzése és kezelése keretében nyújtható támogatások felhasználásának részletes szabályairól
- 58/2006. (VIII. 11.) FVM rendelet A Magyar Takarmánykódex kötelező előírásairól szóló 44/2003. (IV. 26.) FVM rendelet módosításáról
- 58/2006. (VIII. 11.) GKM rendelet Az egyes fejezeti kezelésű előirányzatokkal kapcsolatos eljárási rendről
- 35/2006. (VIII. 11.) KvVM rendelet Az igazságügyi környezetvédelmi, természetvédelmi és vízügyi területeken szakértői tevékenység folytatásához szükséges szakmai gyakorlat szakirányú jellege igazolásának rendjéről és eljárási szabályairól
- 36/2006. (VIII. 11.) KvVM rendelet A Somlóvásárhelyi Holt-tó Természetvédelmi Terület létesítéséről szóló 18/1993. (IV. 7.) KTM rendelet módosításáról
- 59/2006. (VIII. 14.) FVM–EüM– SZMM együttes rendelet A természetes ásványvíz, a forrásvíz, az ivóvíz, az ásványi anyaggal dúsított ivóvíz és az ízesített víz palackozásának és forgalomba hozatalának szabályairól szóló 65/2004. (IV. 27.) FVM–ESZCSM–GKM együttes rendelet módosításáról
- 15/2006. (VIII. 14.) IRM–PM együttes rendelet A személyes költségmentesség alkalmazásáról a büntetőeljárásban című 9/2003. (V. 6.) IM–BM–PM együttes rendelet módosításáról
- 16/2006. (VIII. 14.) IRM–PM együttes rendelet A büntetőeljárás során keletkezett iratokból másolat adásáról szóló 10/2003. (V. 6.) IM–BM–PM együttes rendelet módosításáról
- 17/2006. (VIII. 14.) IRM rendelet Az Állategészségügyi Igazságügyi Szakértői Testület, valamint az Agrárgazdasági Igazságügyi Szakértői Testület szervezetéről és működéséről
- 60/2006. (VIII. 18.) FVM rendelet A 2006. évi iskolatej program második félévének szabályozásáról
- 18/2006. (VIII. 18.) IRM rendelet A bűnügyi nyilvántartást kezelő szervről, az adatközlés és az adatszolgáltatás rendjéről szóló 7/2000. (II. 16.) BM–IM együttes rendelet módosításáról
- 37/2006. (VIII. 18.) KvVM–FVM együttes rendelet A Vásárhelyi-terv I. ütemében megvalósuló Hanyi-Tiszasülyi és Nagykunsági árvízi tározók területével érintett földrészletek jegyzékéről, valamint az egyszeri térítés, az igénybevétel és a kártalanítás részletes szabályairól
- 12/2006. (VIII. 22.) MNBg rendelet Az „Esztergomi bazilika” emlékérme kibocsátásáról
- 61/2006. (VIII. 22.) FVM rendelet A kerületi állategészségügyi és élelmiszer-ellenőrző hivatalok illetékességi területéről
- 59/2006. (VIII. 22.) GKM rendelet A belföldi közforgalmú menetrend szerinti vasúti személyszállítás legmagasabb díjairól szóló 28/1996. (XII. 20.) KHVM rendelet módosításáról
- 60/2006. (VIII. 22.) GKM rendelet A belföldi helyközi (távolsági) menetrend szerinti autóbusz-közlekedés, valamint a nevelési-oktatási intézmények által rendelt belföldi autóbusz különjáratok legmagasabb díjairól szóló 39/1999. (XII. 20.) KHVM rendelet módosításáról
- 19/2006. (VIII. 22.) IRM rendelet A társadalmi bűnmegelőzéssel összefüggő kiadások, támogatások fejezeti kezelésű előirányzat pályázati úton történő felhasználása szabályozásáról szóló 21/2004. (V. 7.) IM rendelet módosításáról
- 38/2006. (VIII. 22.) KvVM–PM együttes rendelet Az üvegházhatású gázok kibocsátási egységkereskedelmi rendszer működtetésével kapcsolatos felügyeleti díj megfizetésének részletes szabályairól
- 31/2006. (VIII. 23.) EüM rendelet Az egyes emberi felhasználásra és alkalmazásra kerülő gyógyszerekkel és vizsgálati készítményekkel összefüggő egészségügyi miniszteri rendeletek módosításáról
- 32/2006. (VIII. 23.) EüM rendelet Az emberi reprodukcióra irányuló különleges eljárások végzésére vonatkozó, valamint az ivarsejtekkel és embriókkal való rendelkezésre és azok fagyasztva tárolására vonatkozó részletes szabályokról szóló 30/1998. (VI. 24.) NM rendelet és a kötelező egészségbiztosítás keretében igénybe vehető meddőségkezelési eljárásokról szóló 49/1997. (XII. 17.) NM rendelet módosításáról
- 33/2006. (VIII. 23.) EüM rendelet A fertőző betegségek és a járványok megelőzése érdekében szükséges járványügyi intézkedésekről szóló 18/1998. (VI. 3.) NM rendelet módosításáról
- 34/2006. (VIII. 23.) EüM rendelet A fertőző betegségek jelentésének rendjéről szóló 63/1997. (XII.21.) NM rendelet módosításáról
- 13/2006. (VIII. 28.) MNB rendelet A jegybanki alapkamat mértékéről
- 61/2006. (VIII. 28.) GKM rendelet A kedvezményes gázellátás igénybevételéről szóló 50/2003. (VIII. 14.) GKM rendelet módosításáról
- 20/2006. (VIII. 28.) IRM rendelet A kitoloncolás végrehajtásának szabályairól szóló 40/2004. (VII. 2.) BM–IM együttes rendelet módosításáról
- 6/2006. (VIII. 28.) OKM rendelet A Magyar UNESCO Bizottság Titkársága megszüntetéséről
- 62/2006. (VIII. 30.) GKM rendelet Az elektromágneses összeférhetőségről
- 63/2006. (VIII. 30.) GKM rendelet A gazdasági és közlekedési miniszter hatáskörébe tartozó Postai ügyintéző szakképesítés szakmai és vizsgakövetelményeinek kiadásáról
- 23/2006. (VIII. 30.) HM rendelet A munkaügyi ellenőrzések Magyar Honvédségnél történő végrehajtásáról
- 20/2006. (VIII. 30.) PM rendelet A jövedéki adóról és a jövedéki termékek forgalmazásának különös szabályairól szóló 2003. évi CXXVII. törvény egyes rendelkezéseinek végrehajtásáról szóló 8/2004. (III. 10.) PM rendelet módosításáról
- 21/2006. (VIII. 30.) PM rendelet A közösségi vámjog végrehajtásának részletes szabályairól szóló 15/2004. (IV. 5.) PM rendelet módosításáról

##### Szeptember
- 7/2006. (IX. 5.) OKM rendelet A nemzetiségi nevelési, oktatási feladatokhoz nyújtott kiegészítő támogatás igénylésének, folyósításának és elszámolásának rendjéről szóló 13/2006. (III. 31.) OM rendelet módosításáról
- 35/2006. (IX. 7.) EüM rendelet Az egészségügyről szóló 1997. évi CLIV. törvénynek a szerv- és szövetátültetésre, valamint -tárolásra és egyes kórszövettani vizsgálatokra vonatkozó rendelkezései végrehajtásáról szóló 18/1998. (XII. 27.) EüM rendelet módosításáról
- 62/2006. (IX. 7.) FVM rendelet A Balatoni Borvidéki Régió szabályzatáról
- 63/2006. (IX. 7.) FVM rendelet A szőlészeti és borászati adatszolgáltatás rendjéről és a nem hegyközségi településeken a közigazgatási feladatokat ellátó hegyközségek meghatározásáról szóló 96/2004. (VI. 3.) FVM rendelet módosításáról
- 64/2006. (IX. 7.) GKM rendelet Az egyes közlekedési szakképesítések szakmai vizsgáinak szervezésére feljogosított intézményekről
- 24/2006. (IX. 7.) HM–IRM együttes rendelet A Magyar Honvédség katonai nyomozó hatóságairól és a bűncselekmények parancsnoki nyomozásáról szóló 19/2003. (V. 8.) HM–IM együttes rendelet módosításáról
- 8/2006. (IX. 7.) OKM rendelet a felsőoktatási hatósági eljárási díjakról
- 36/2006. (IX. 11.) EüM–SZMM együttes rendelet Az egészségügyi, szociális és gyermekvédelmi tevékenység végzéséhez szükséges oklevelek, bizonyítványok és a képesítés megszerzéséről szóló egyéb tanúsítványok elismeréséről, továbbá az ideiglenes működési nyilvántartásba vétel, valamint az oklevelek, bizonyítványok és egyéb tanúsítványok külföldi elismertetéséhez szükséges igazolások kiadásának egyes eljárási szabályairól szóló 31/2004. (IV. 26.) ESZCSM rendelet módosításáról
- 64/2006. (IX. 11.) FVM rendelet A baromfihús- és tojáságazat rendkívüli piactámogatási intézkedéseiről
- 65/2006. (IX. 11.) FVM rendelet A kedvező gabonatermésből származó előnyök kihasználása érdekében az agrártermelők részére érvényesíthető állami segítség feltételeiről szóló 149/2004. (X. 1.) FVM rendelet módosításáról
- 21/2006. (IX. 11.) IRM rendelet A belügyminiszter irányítása alá tartozó nyomozó hatóságok nyomozásának részletes szabályairól és a nyomozási cselekmények jegyzőkönyv helyett más módon való rögzítésének szabályairól szóló 23/2003. (VI. 24.) BM–IM együttes rendelet módosításáról
- 14/2006. (IX. 14.) MNB rendelet A Magyar Vöröskereszt fennállásának 125. évfordulója alkalmából 50 forintos címletű érme kibocsátásáról
- 66/2006. (IX. 15.) FVM rendelet Az állati eredetű élelmiszerekre vonatkozó egyes élelmiszer-higiéniai szabályokról
- 67/2006. (IX. 15.) FVM rendelet Az egyszerűsített területalapú támogatások és a vidékfejlesztési támogatások igényléséhez teljesítendő „Helyes Mezőgazdasági és Környezeti Állapot”, illetve a „Helyes Gazdálkodási Gyakorlat” feltételrendszerének meghatározásáról szóló 4/2004. (I. 13.) FVM rendelet módosításáról
- 65/2006. (IX. 15.) GKM rendelet A közutak igazgatásáról szóló 19/1994. (V. 31.) KHVM rendelet módosításáról
- 39/2006. (IX. 15.) KvVM rendelet A környezetvédelmi termékdíjról, továbbá egyes termékek környezetvédelmi termékdíjáról szóló 1995. évi LVI. törvény végrehajtásáról szóló 10/1995. (IX. 28.) KTM rendelet módosításáról
- 22/2006. (IX. 15.) PM rendelet A Vám- és Pénzügyőrségről szóló törvény végrehajtásáról szóló 24/2004. (IV. 23.) PM rendelet módosításáról
- 3/2006. (IX. 15.) SZMM rendelet A rendezett munkaügyi kapcsolatok feltételeinek igazolására alkalmas iratokról szóló 1/2006. (II. 2.) FMM rendelet módosításáról
- 66/2006. (IX. 20.) GKM rendelet A vendéglátó üzletek kategóriába sorolásáról, valamint ártájékoztatásáról szóló 43/1998. (VI. 24.) IKIM rendelet módosításáról
- 15/2006. (IX. 25.) MNB rendelet A jegybanki alapkamat mértékéről
- 68/2006. (IX. 25.) FVM rendelet A szárított takarmány kvótával szabályozott támogatása 2004/2005. gazdasági évtől történő igénylésének általános feltételeiről szóló 61/2004. (IV. 27.) FVM rendelet módosításáról
- 69/2006. (IX. 25.) FVM rendelet A szőlőfeldolgozás és a borkészítés során keletkező melléktermékek lepárlásáról és kivonásáról szóló 75/2004. (V. 4.) FVM rendelet módosításáról
- 67/2006. (IX. 25.) GKM rendelet Az egyetemes és engedélyes postai szolgáltatók számviteli nyilvántartásai elkülönített vezetésének, valamint a költségek számításának részletes szabályairól szóló 17/2004. (IV. 28.) IHM rendelet módosításáról
- 22/2006. (IX. 25.) IRM rendelet A Fiatalkorúak Regionális Büntetés-végrehajtási Intézete (Pécs) alapításáról
- 9/2006. (IX. 25.) OKM rendelet Egyes ingatlanok műemlékké, valamint műemléki jelentőségű területté nyilvánításáról
- 10/2006. (IX. 25.) OKM rendelet a szakirányú továbbképzés szervezésének általános feltételeiről
- 37/2006. (IX. 27.) EüM rendelet Az egészségügyi szakellátás társadalombiztosítási finanszírozásának egyes kérdéseiről szóló 9/1993. (IV. 2.) NM rendelet módosításáról
- 38/2006. (IX. 27.) EüM rendelet A társadalombiztosítási támogatással rendelhető gyógyszerekről és a támogatás összegéről szóló 1/2003. (I. 21.) ESZCSM rendelet módosításáról
- 70/2006. (IX. 27.) FVM rendelet A növényfajták állami elismeréséről és a szaporítóanyagok előállításáról és forgalomba hozataláról szóló egyes miniszteri rendeletek jogharmonizációs célú módosításáról
- 68/2006. (IX. 27.) GKM–KvVM–PM együttes rendelet Az egyes folyékony tüzelő- és fűtőanyagok kéntartalmának csökkentéséről szóló 17/2003. (IV. 4.) GKM–KvVM–PM együttes rendelet módosításáról
- 69/2006. (IX. 27.) GKM rendelet A közlekedési és az ipari területeken végzett igazságügyi szakértői tevékenység folytatásához szükséges szakmai gyakorlat szakirányú jellege igazolásának rendjéről és eljárási szabályairól
- 70/2006. (IX. 27.) GKM rendelet Az autópályák használatának díjáról szóló 110/2005. (XII. 23.) GKM rendelet módosításáról

23/2006. (IX. 27.) IRM rendelet A külföldre utazásról szóló 1998. évi XII. törvény végrehajtásáról szóló 37/1998. (VIII. 18.) BM rendelet módosításáról
- 6/2006. (IX. 27.) MeHVM rendelet Az ikerintézményi (twinning) program fejlesztési tevékenységének ellátásáról szóló 73/2006. (IV. 3.) Korm. rendelet végrehajtásáról szóló 4/2006. (IV. 10.) TNM rendelet módosításáról
- 23/2006. (IX. 27.) PM rendelet A Vámtarifa Magyarázatról szóló 23/1990. (XII. 3.) PM rendelet módosításáról
- 71/2006. (IX. 28.) GKM rendelet a közúti járművek forgalomba helyezésének és forgalomban tartásának műszaki feltételeiről szóló 6/1990. (IV. 12.) KöHÉM rendelet módosításáról
- 71/2006. (IX. 28.) FVM rendelet A földművelésügyi és vidékfejlesztési miniszter hatáskörébe tartozó szakképesítések megszerzésére irányuló szakmai vizsga szervezésére feljogosított intézményekről szóló 134/2004. (IX. 15.) FVM rendelet módosításáról
- 71/2006. (IX. 28.) GKM rendelet A közúti járművek forgalomba helyezésének és forgalomban tartásának műszaki feltételeiről szóló 6/1990. (IV. 12.) KöHÉM rendelet módosításáról
- 24/2006. (IX. 28.) PM–IRM együttes rendelet A pénzügyminiszter irányítása alá tartozó nyomozó hatóságok nyomozásának részletes szabályairól és a nyomozási cselekmények jegyzőkönyv helyett más módon való rögzítésének szabályairól szóló 17/2003. (VII. 1.) PM–IM együttes rendelet módosításáról
- 4/2006. (IX. 28.) SZMM rendelet A 2007. évi munkaszüneti napok körüli munkarendről
- 72/2006. (IX. 29.) GKM rendelet a közlekedési hatóság által végzett vasúti hatósági eljárások igazgatási szolgáltatási díjairól
- 73/2006. (IX. 29.) GKM rendelet A Magyar Vasúti Hivatal által végzett vasúti hatósági eljárások igazgatási szolgáltatási díjairól

##### Október
- 5/2006. (X. 2.) KüM rendelet A konzuli védelem részletes szabályairól szóló 17/2001.(XI. 15.) KüM rendelet módosításáról
- 4/2006. (X. 5.) IRM rendelet A „Büntetés-végrehajtásért” Kitüntető Zászlóról
- 25/2006. (X. 5.) IRM rendelet A Szombathelyi Határőr Igazgatóság, a Nagykanizsai Határőr Igazgatóság és a Balassagyarmati Határőr Igazgatóság költségvetési szervek megszüntetéséről
- 26/2006. (X. 5.) IRM rendelet A Határőrség határrendészeti szerveinek és nyomozó hatóságainak illetékességi területéről
- 27/2006. (X. 5.) IRM rendelet Az igazságügyi szakértői alapismeretek oktatásáról és vizsgájáról
- 40/2006. (X. 6.) KvVM rendelet A felszíni vizeket szennyező egyes veszélyes anyagok környezetminőségi határértékeiről és azok alkalmazásáról
- 41/2006. (X. 6.) KvVM rendelet A Természetvédelmi Őrszolgálat Szolgálati Szabályzatáról szóló 9/2000. (V. 19.) KöM rendelet módosításáról
- 42/2006. (X. 6.) KvVM rendelet Az egyes tevékenységek és berendezések illékony szerves vegyület kibocsátásának korlátozásáról szóló 10/2001. (IV. 19.) KöM rendelet módosításáról
- 16/2006. (X. 13.) MNB rendelet „Az 1956-os magyar forradalom és szabadságharc 50.évfordulója” arany emlékérme kibocsátásáról
- 17/2006. (X. 13.) MNB rendelet „Az 1956-os magyar forradalom és szabadságharc 50.évfordulója” bicolor ezüst emlékérme kibocsátásáról
- 39/2006. (X. 13.) EüM rendelet Az emberi felhasználásra kerülő gyógyszerek rendeléséről és kiadásáról szóló 44/2004. (IV. 28.) ESZCSM rendelet módosításáról
- 72/2006. (X. 13.) FVM rendelet A Mezőgazdasági Biztonsági Szabályzat kiadásáról szóló 16/2001. (III. 3.) FVM rendelet módosításáról
- 5/2006. (X. 13.) SZMM rendelet A helyi önkormányzatok részére gyermek- és ifjúsági feladatok ellátása céljából nyújtandó támogatás igénylésének, döntési rendszerének, folyósításának és elszámolásának 2006. évi szabályairól
- 18/2006. (X. 16.) MNB rendelet Az 1956-os magyar forradalom és szabadságharc 50. évfordulója alkalmából 500 forintos címletű bankjegy kibocsátásáról
- 19/2006. (X. 16.) MNB rendelet Az 1956-os magyar forradalom és szabadságharc 50. évfordulója alkalmából 50 forintos címletű érme kibocsátásáról
- 73/2006. (X. 17.) FVM rendelet A mező- és erdőgazdálkodási, valamint az élelmiszer-ipari tevékenységhez kapcsolódó szakterületeken az igazságügyi szakértői tevékenység folytatásához szükséges szakmai gyakorlat szakirányú jellege igazolásának eljárási rendjéről
- 74/2006. (X. 19.) FVM rendelet A növényvédő szerek forgalomba hozatalának és felhasználásának engedélyezéséről, valamint a növényvédő szerek csomagolásáról, jelöléséről, tárolásáról és szállításáról szóló 89/2004. (V. 15.) FVM rendelet módosításáról
- 75/2006. (X. 19.) FVM rendelet Az anyajuhtartás „de minimis” támogatásáról
- 7/2006. (X. 20.) MeHVM rendelet A Regionális Fejlesztés Operatív Program végrehajtásában közreműködő szervezetek kijelöléséről szóló 10/2004. (VI. 12.) TNM rendelet módosításáról
- 8/2006. (X. 20.) MeHVM– PM–FVM együttes rendelet A strukturális alapok és a Kohéziós Alap felhasználásának általános eljárási szabályairól szóló 14/2004. (VIII. 13.) TNM–GKM– FMM–FVM–PM együttes rendelet módosításáról
- 9/2006. (X. 20.) MeHVM rendelet A Miniszterelnöki Hivatalt vezető miniszter által adományozható kitüntetésekről és elismerésekről szóló 1/1998. (X. 28.) MeHVM rendelet módosításáról
- 76/2006. (X. 20.) FVM rendelet A termőföldre vonatkozó elővásárlási és előhaszonbérleti jog gyakorlásával összefüggő igazgatási szolgáltatási díjról szóló 55/2006. (VII. 27.) FVM rendelet módosításáról
- 20/2006. (X. 24.) MNB rendelet A jegybanki alapkamat mértékéről
- 40/2006. (X. 27.) EüM–FVM együttes rendelet A növényekben, a növényi termékekben és a felületükön megengedhető növényvédőszer-maradék mértékéről szóló 5/2002. (II. 22.) EüM–FVM együttes rendelet módosításáról
- 25/2006. (X. 27.) PM rendelet A számla, egyszerűsített számla és nyugta adóigazgatási azonosításáról, valamint a nyugta adását biztosító pénztárgép és taxaméter alkalmazásáról szóló 24/1995. (XI. 22.) PM rendelet módosításáról
- 26/2006. (X. 30.) PM rendelet A közgazdaság, vám- és egyes pénzügyi területeken ellátható igazságügyi szakértői tevékenység folytatásához szükséges szakmai gyakorlat szakirányú jellege igazolásának eljárási rendjéről
- 27/2006. (X. 30.) PM rendelet A pénzügyminiszter ágazatába tartozó szakképesítések szakmai követelményeiről szóló 2/1995. (II. 22.) PM rendelet módosításáról
- 74/2006. (X. 31.) GKM rendelet Az együttműködő földgázhálózat fejlesztéséért szedhető csatlakozási díjról
- 75/2006. (X. 31.) GKM rendelet A víziközlekedés rendjéről szóló 39/2003. (VI. 13.) GKM rendelet módosításáról

##### November
- 77/2006. (XI. 3.) FVM rendelet A vágóállatok levágásának és leölésének állatvédelmi szabályairól szóló 9/1999. (I. 27.) FVM rendelet módosításáról
- 76/2006. (XI. 3.) GKM rendelet A közúti járművek forgalomba helyezésének és forgalomban tartásának műszaki feltételeiről szóló 6/1990. (IV. 12.) KöHÉM rendelet módosításáról
- 10/2006. (XI. 3.) MeHVM–SZMM– FVM–GKM–KvVM–PM együttes rendelet Az Európai Unió strukturális alapjaiból, valamint Kohéziós Alapjából származó támogatásokhoz kapcsolódó költségvetési előirányzatok felhasználásának részletes szabályairól szóló 6/2005. (III. 23.) TNM–FMM–FVM–GKM–KvVM–PM–TNM együttes rendelet módosításáról
- 11/2006. (XI. 3.) MeHVM–GKM együttes rendelet A Gazdasági Versenyképesség Operatív Program végrehajtásában közreműködő szervezetek kijelöléséről szóló 15/2004. (II. 16.) GKM–IHM–OM–PM–TNM együttes rendelet módosításáról
- 28/2006. (XI. 6.) PM rendelet A prémiumévek programmal, valamint a különleges foglalkoztatási állománnyal kapcsolatos egyes munkáltatói költségek költségvetési megtérítésének eljárási szabályairól szóló 8/2005. (II. 8.) PM rendelet módosításáról
- 25/2006. (XI. 9.) HM–IRM együttes rendelet A katonák szabadságvesztésének, előzetes letartóztatásának és pártfogó felügyeletének végrehajtásáról szóló 1/1979. (VIII. 25.) HM–IM együttes rendelet módosításáról
- 28/2006. (XI. 9.) IRM–ÖTM együttes rendelet' Az igazságügyi és rendészeti miniszter, illetve az önkormányzati és területfejlesztési miniszter irányítása alá tartozó rendvédelmi szervek és az állami és hivatásos önkormányzati tűzoltóság hivatásos állományú tagjainak nyugellátása, hozzátartozói nyugellátása, valamint baleseti járadéka megállapításának eljárási rendjéről
- 11/2006. (XI. 10.) OKM rendelet A nevelési-oktatási intézmények működéséről szóló 11/1994. (VI. 8.) MKM rendelet, a tankönyvvé nyilvánítás, a tankönyvtámogatás, valamint az iskolai tankönyvellátás rendjéről szóló 23/2004. (VIII. 27.) OM rendelet és a nevelési-oktatási intézmények névhasználatáról szóló 31/2005. (XII. 22.) OM rendelet módosításáról
- 41/2006. (XI. 13.) EüM rendelet A társadalombiztosítási támogatással rendelhető, illetve kölcsönözhető gyógyászati segédeszközökről, a támogatás összegéről és mértékéről, valamint a rendelés, forgalmazás, kölcsönzés és javítás szakmai követelményeiről szóló 19/2003. (IV. 29.) ESZCSM rendelet módosításáról
- 77/2006. (XI. 13.) GKM rendelet A Gazdasági Minisztérium vállalkozási célelőirányzatainak szabályozásáról szóló 1/2001. (I. 5.) GM rendelet módosításáról
- 78/2006. (XI. 13.) GKM rendelet A Gazdasági és Közlekedési Minisztérium egyes támogatási programjainak részletes szabályairól szóló 19/2004. (II. 27.) GKM rendelet módosításáról
- 43/2006. (XI. 13.) KvVM rendelet A Kámoni Arborétum Természetvédelmi Terület bővítéséről és határainak módosításáról szóló 20/2003. (XII. 16.) KvVM rendelet módosításáról
- 9/2006. (XI. 15.) PM rendelet A Vám- és Pénzügyőrségről szóló törvény végrehajtásáról szóló 24/2004. (IV. 23.) PM rendelet módosításáról
- 78/2006. (XI. 17.) FVM rendelet A növényegészségügyi feladatok végrehajtásának részletes szabályairól szóló 7/2001. (I. 17.) FVM rendelet módosításáról
- 79/2006. (XI. 17.) FVM rendelet A Magyar Élelmiszerkönyv közösségi előírások átvételét megvalósító kötelező előírásairól szóló 56/2004. (IV. 24.) FVM rendelet módosításáról
- 26/2006. (XI. 17.) HM rendelet A Honvédelmi Minisztérium fejezetéhez tartozó szervezetek állománya élelmezési pénznormáinak és térítési díjainak megállapításáról
- 44/2006. (XI. 17.) KvVM rendelet A Szeghalmi Kék-tó természetvédelmi terület országos jelentőségű védett természeti területté történő átminősítéséről és természetvédelmi kezeléséről
- 5/2006. (XI. 17.) ÖTM rendelet A hivatásos önkormányzati tűzoltóságok technikai eszközeinek belvízi, árvízi védekezés miatti pótlására, javítására vonatkozó támogatás juttatásának részletes szabályairól szóló 48/2005. (X.31.) BM rendelet módosításáról
- 6/2006. (XI. 20.) ÖTM rendelet A hivatásos önkormányzati tűzoltóságok készenlétben tartandó legkisebb gépjármű és technikai eszköz állományáról szóló 7/2006. (II. 10.) BM rendelet és a tűzoltóság tűzoltási és műszaki mentési tevékenységének szabályairól szóló 1/2003. (I. 9.) BM rendelet módosításáról
- 80/2006. (XI. 23.) FVM rendelet A cukoripar szerkezetátalakítási támogatásának egyes kérdéseiről
- 79/2006. (XI. 23.) GKM rendelet Az autópályák használatának díjáról szóló 110/2005. (XII. 23.) GKM rendelet módosításáról
- 7/2006. (XI. 23.) ÖTM rendelet A Riasztási és Segítségnyújtási Tervről, a hivatásos önkormányzati és az önkéntes tűzoltóságok működési területéről, valamint a tűzoltóságok vonulásaival kapcsolatos költségek megtérítéséről szóló 57/2005. (XI. 30.) BM rendelet módosításáról
- 8/2006. (XI. 23.) ÖTM rendelet Az igazságügyi szakértői tevékenység folytatásához szükséges szakmai gyakorlat szakirányú jellege igazolásának eljárási rendjéről
- 21/2006. (XI. 24.) MNB rendelet A pénzforgalom lebonyolításáról
- 22/2006. (XI. 24.) MNB rendelet A jegybanki információs rendszerhez szolgáltatandó információk köréről, a szolgáltatás módjáról és határidejéről
- 81/2006. (XI. 24.) FVM rendelet A Magyar Méhészeti Nemzeti Program alapján 2006/2007. évi végrehajtási időszakban nyújtható méhészeti támogatások igénybevételének részletes szabályairól
- 80/2006. (XI. 24.) GKM rendelet A villamosenergia-termelői engedélyes által értékesített, közüzemi célra lekötött villamos energia legmagasabb hatósági árainak megállapításáról
- 9/2006. (XI. 24.) ÖTM rendelet A Turisztikai Célelőirányzat felhasználásának és kezelésének részletes szabályairól szóló 14/2002. (XI. 16.) MeHVM rendelet módosításáról
- 81/2006. (XI. 27.) GKM rendelet A Magyar Polgári Repülésért Érdeméremről
- 82/2006. (XI. 29.) FVM rendelet A baromfihús- és tojáságazat rendkívüli piactámogatási intézkedéseiről szóló 64/2006.(IX. 11.)FVM rendelet módosításáról
- 42/2006. (XI. 30.) EüM rendelet A mentésről szóló 5/2006. (II. 7.) EüM rendelet módosításáról
- 83/2006. (XI. 30.) FVM rendelet A zöldség-gyümölcs termelői értékesítő szervezetek nemzeti szabályozásról szóló 60/2005. (VII. 1.) FVM rendelet módosításáról

##### December
- 27/2006. (XII. 5.) HM rendelet A Honvédelmi Minisztérium rendelkezése alatt lévő lakások és helyiségek bérletéről, elidegenítéséről, valamint a lakhatás támogatásáról szóló 6/1994. (IV. 30.) HM rendelet módosításáról
- 12/2006. (XII. 5.) OKM rendelet a szakiskola és szakközépiskola kilencedik évfolyamán a gyakorlati oktatás támogatásának igénylésének, folyósításáról és elszámolásának rendjéről szóló 14/2006. (IV. 3.) OM rendelet módosításáról
- 29/2006. (XII. 7.) IRM rendelet' A Szombathelyi Határőr Igazgatóság, a Nagykanizsai Határőr Igazgatóság és a Balassagyarmati Határőr Igazgatóság költségvetési szervek megszüntetéséről szóló 25/2006. (X. 5.) IRM rendelet, valamint a Határőrség határrendészeti szerveinek és nyomozó hatóságainak illetékességi területéről szóló 26/2006. (X. 5.) IRM rendelet hatályon kívül helyezéséről
- 13/2006. (XII. 7.) OKM rendelet A fontos és bizalmas munkakörök megállapításáról és a biztonsági ellenőrzés szintjéről
- 10/2006. (XII. 7.) ÖTM rendelet A választási eljárásról szóló 1997. évi C. törvény végrehajtásáról a helyi népszavazáson és népi kezdeményezésen című 29/2000. (X. 27.) BM rendelet módosításáról
- 11/2006. (XII. 7.) ÖTM rendelet A területi és országos kisebbségi önkormányzati képviselők 2007. március 4. napjára kitűzött választása eljárási határidőinek és határnapjainak megállapításáról, továbbá a választási eljárásról szóló 1997. évi C. törvénynek a helyi önkormányzati képviselők és polgármesterek, valamint a kisebbségi önkormányzati képviselők választásán történő végrehajtásáról szóló 29/2006. (V. 30.) BM rendelet módosításáról
- 43/2006. (XII. 8.) EüM rendelet Az állati eredetű élelmiszerekben található peszticid-maradék megengedhető mértékéről szóló 34/2004. (IV. 26.) ESZCSM rendelet módosításáról
- 45/2006. (XII. 8.) KvVM rendelet Az európai közösségi jelentőségű természetvédelmi rendeltetésű területekkel érintett földrészletekről
- 84/2006. (XII. 12.) FVM rendelet Az állatlétszámhoz kötött támogatási jogosultságról szóló 82/2005. (IX.15.) FVM rendelet módosításáról
- 30/2006. (XII. 12.) PM rendelet A kötelező gépjármű-felelősségbiztosítás 1991. július 1. előtti rendszere alapján fizetett balesetikártérítési járadékok emeléséről szóló 2/1997.(I.31.) PM rendelet, valamint a gépjármű-szavatossági károk 1971. január 1. előtti rendszere alapján fizetett baleseti kártérítési járadékokról szóló 12/1998. (III. 27.) PM rendelet módosításáról
- 6/2006. (XII. 12.) SZMM rendelet Az egyes szociális szolgáltatásokat végzők képzéséről és vizsga-követelményeiről szóló 81/2004.(IX.18.) ESZCSM rendelet módosításáról
- 82/2006. (XII. 13.) GKM rendelet A meghatározott össztömeget, tengelyterhelést és méretet meghaladó járművek közúti közlekedéséről, a közútkezelői és a hatósági eljárás, valamint a díjfizetés feltételeiről szóló 4/1999. (II. 12.) KHVM rendelet módosításáról
- 83/2006. (XII. 13.) GKM rendelet A légiforgalmi irányító szolgálatot ellátó és a légiforgalmi szakszemélyzet képzését végző szervezetről
- 14/2006. (XII. 13.) OKM rendelet Az alap- és mesterképzési szakok képzési és kimeneti követelményeiről szóló 15/2006. (IV. 3.) OM rendelet módosításáról
- 31/2006. (XII. 13.) PM–ÖTM együttes rendelet A helyi önkormányzatokat 2005. évben megillető normatív állami hozzájárulásokról, normatív, kötött felhasználású támogatásokról, személyi jövedelemadóról, a bérkiadások kiegészítő támogatásáról, a települési önkormányzatok jövedelemdifferenciálódását mérsékelő kiegészítésről, illetve beszámításról, valamint az államháztartási tartalékról szóló 4/2005. (I. 28.) PM–BM együttes rendelet végrehajtásáról
- 84/2006. (XII. 14.) GKM rendelet Az ITD-H Befektetésösztönzési és kereskedelemfejlesztési tanácsadás célelőirányzat felhasználásának és kezelésének szabályozásáról szóló 29/2005. (V. 5.) GKM rendelet, valamint a Gazdasági és Közlekedési Minisztérium egyes előirányzatai felhasználásában, kezelésében részfeladatokat ellátó közreműködő szervezetekről szóló 80/2004. (V. 18.) GKM rendelet módosításáról
- 12/2006. (XII. 14.) MeHVM rendelet A Miniszterelnöki Hivatalt vezető miniszter felügyelete alá, a XIX. EU Integráció fejezetbe a regionális fejlesztésért és felzárkóztatásért felelős tárca nélküli miniszter felügyelete alól átkerült egyes előirányzatok felhasználásának rendjéről
- 85/2006. (XII. 15.) GKM rendelet A belföldi fenntartott postai szolgáltatások legmagasabb hatósági díjairól
- 12/2006. (XII. 18.) ÖTM rendelet A helyi önkormányzatok egységes irattári tervének kiadásáról
- 28/2006. (XII. 19.) HM rendelet A katonák illetményéről és illetményjellegű juttatásairól, valamint a közalkalmazottak jutalmazásáról szóló 3/2002. (I. 25.) HM rendelet módosításáról
- 13/2006. (XII. 19.) MeHVM rendelet A 2007 utáni EU-támogatásokhoz kapcsolódó tervezés és EU-nagyberuházások előkészítése fejezeti kezelésű előirányzat felhasználásának szabályairól szóló 29/2005. (VIII. 22.) TNM rendelet módosításáról
- 14/2006. (XII. 19.) MeHVM–ÖTM együttes rendelet A regionális fejlesztésért és felzárkóztatásért felelős tárca nélküli miniszter felügyelete alá tartozó egyes előirányzatokkal kapcsolatos eljárási rendről szóló 2/2006. (II. 23.) TNM rendelet hatályon kívül helyezéséről
- 13/2006. (XII. 19.) ÖTM–IRM együttes  rendelet A Belügyminisztérium fejezethez tartozó költségvetési szervek gazdálkodási jogkör szerinti besorolásáról, egyes költségvetési szervek középirányító szervként történő elismeréséről, a gazdálkodási jogosítványok megosztási rendjéről szóló 23/2002. (IX. 10.) BM rendelet hatályon kívül helyezéséről
- 7/2006. (XII. 19.) SZMM rendelet A szociális és munkaügyi miniszter hatáskörébe tartozó egyes szakképesítések szakmai és vizsgakövetelményeinek kiadásáról szóló 2/2006. (VIII. 8.) SZMM rendelet módosításáról
- 85/2006. (XII. 20.) FVM rendelet Az Új Magyarország Fejlesztési Terv végrehajtását felügyelő eseti bizottság tisztségviselőinek és tagjainak megválasztásáról
- 30/2006. (XII. 21.) IRM rendelet Az igazságügyi és rendészeti miniszter irányítása alá tartozó igazságügyi szakértői szakterületeken az igazságügyi szakértői tevékenység folytatásához szükséges szakmai gyakorlat szakirányú jellege igazolásának eljárási rendjéről
- 31/2006. (XII. 21.) IRM rendelet Az igazságügyi szakértői szakterületekről, valamint az azokhoz kapcsolódó képesítési és egyéb szakmai feltételekről szóló 9/2006. (II.27.)IM rendelet módosításáról
- 86/2006. (XII. 23.) FVM rendelet A géntechnológiával módosított, a hagyományos, valamint az ökológiai gazdálkodással termesztett növények egymás mellett folytatott termesztéséről
- 46/2006. (XII. 25.) KvVM rendelet Az állami tulajdonú közüzemi vízműből szolgáltatott ivóvízért, illetőleg az állami tulajdonú közüzemi csatornamű használatáért fizetendő díjakról szóló 47/1999. (XII. 28.) KHVM rendelet módosításáról
- 47/2006. (XII. 25.) KvVM rendelet Az árvíz- és belvízvédekezésről szóló 10/1997. (VII. 17.) KHVM rendelet módosításáról
- 15/2006. (XII. 25.) MeHVM rendelet „Az ÚMFT Tanácsadó Hálózat” programról, az Új Magyarország Fejlesztési Terv regionális és helyi szintű pályázati támogató rendszeréről
- 32/2006. (XII. 25.) PM–MeHVM együttes rendelet A bevallási és adatszolgáltatási kötelezettségek elektronikus úton történő teljesítésének szabályairól szóló 13/2006. (IV. 28.) PM–IHM–MeHVM együttes rendelet módosításáról
- 33/2006. (XII. 25.) PM rendelet A jövedéki adóról és a jövedéki termékek forgalmazásának különös szabályairól szóló 2003. évi CXXVII. törvény egyes rendelkezéseinek végrehajtásáról szóló 8/2004. (III. 10.) PM rendelet módosításáról
- 34/2006. (XII. 25.) PM rendelet A jövedéki termékek veszteségnormáiról szóló 43/1997. (XII. 30.) PM rendelet módosításáról
- 35/2006. (XII. 25.) PM rendelet A Start-számlával rendelkező gyermek magasabb összegű állami támogatásra való jogosultságának igazolásáról
- 36/2006. (XII. 25.) PM rendelet Az egyes szerencsejátékok engedélyezésével, lebonyolításával és ellenőrzésével kapcsolatos feladatok végrehajtásáról szóló 32/2005. (X. 21.) PM rendelet módosításáról
- 37/2006. (XII. 25.) PM rendelet A kiemelt adózók kijelöléséről, valamint az adóteljesítmény számítási módjáról és az alkalmazásával megállapított értékhatárokról
- 38/2006. (XII. 25.) PM rendelet A szokásos piaci ár megállapítása iránti kérelem benyújtásának, nyilvántartásának, az éves jelentéstételi kötelezettségnek, a díj kezelésének, nyilvántartásának módjáról és feltételeiről, továbbá az eljárás részletes szabályairól
- 39/2006. (XII. 25.) PM rendelet A feltételes adómegállapítás iránti kérelem benyújtásának, nyilvántartásának, a díj megfizetésének és visszatérítésének módjáról és részletes feltételeiről, valamint a döntési eljárás részletes szabályairól
- 40/2006. (XII. 25.) PM rendelet Az illetékekkel kapcsolatos ügyiratok kezeléséről, valamint az illetékek kiszabásáról, elszámolásáról és könyveléséről
- 41/2006. (XII. 25.) PM rendelet A települési önkormányzat hatáskörébe tartozó adók és adók módjára behajtandó köztartozások nyilvántartásáról, kezeléséről és elszámolásáról szóló 13/1991. (V. 21.) PM rendelet módosításáról
- 42/2006. (XII. 25.) PM rendelet Az önkormányzati adóhatóság hatáskörébe tartozó közterhek nyilvántartását segítő számítógépes programrendszer engedélyezésének igazgatási szolgáltatási díjáról
- 86/2006. (XII. 26.) GKM rendelet A Magyar Bányászati és Földtani Hivatal hatósági jogkörével összefüggő egyes miniszteri rendeletek módosításáról
- 87/2006. (XII. 26.) GKM rendelet A Magyar Kereskedelmi Engedélyezési Hivatal hatósági jogköreivel összefüggő egyes miniszteri rendeletek módosításáról
- 88/2006. (XII. 26.) GKM rendelet A magyar légtér igénybevételéért fizetendő díjról szóló 116/2005. (XII. 27.) GKM rendelet módosításáról
- 89/2006. (XII. 26.) GKM rendelet A közúti járművek műszaki megvizsgálásáról szóló 5/1990. (IV.12.) KöHÉM rendelet módosításáról
- 90/2006. (XII. 26.) GKM rendelet A közúti járművek forgalomba helyezésének és forgalomban tartásának műszaki feltételeiről szóló 6/1990. (IV. 12.) KöHÉM rendelet módosításáról
- 91/2006. (XII. 26.) GKM rendelet A csomagolás környezetvédelmi követelményeknek való megfelelősége igazolásának részletes szabályairól
- 29/2006. (XII. 26.) HM–IRM együttes rendelet A katonák szabadságvesztésének, előzetes letartóztatásának és pártfogó felügyeletének végrehajtásáról szóló 1/1979. (VIII. 25.) HM–IM együttes rendelet módosításáról
- 32/2006. (XII. 26.) IRM rendelet A büntetés-végrehajtási szervek alapító okiratainak kiadásáról, módosításáról szóló 20/1997. (VII. 8.) IM rendelet módosításáról
- 33/2006. (XII. 26.) IRM rendelet A büntetés-végrehajtási intézetek kijelöléséről szóló 21/1994. (XII.30.) IM rendelet módosításáról
- 34/2006. (XII. 26.) IRM rendelet A Komárom-Esztergom Megyei Büntetés-végrehajtási Intézet megszüntetéséről és az Igazságügyi Minisztérium fejezethez tartozó költségvetési szerv középirányító szervként történő elismeréséről, a gazdálkodási jogosítványok megosztási rendjéről és a büntetés-végrehajtási szervek alapító okiratainak módosításáról szóló 32/2002. (XII. 21.) IM rendelet módosításáról
- 35/2006. (XII. 26.) IRM rendeletAz elzárás, illetőleg a pénzbírságot helyettesítő elzárás végrehajtásának részletes szabályairól szóló 7/2000. (III. 29.) IM–BM együttes rendelet módosításáról
- 36/2006. (XII. 26.) IRM rendelet A Bűnügyi Szakértői és Kutatóintézetben a rendőrség és a határőrség hivatásos állományú tagjainak berendelésével betölthető beosztásokról
- 15/2006. (XII. 26.) OKM rendelet A 2006/2007. tanév rendjéről szóló 4/2006. (II. 24.) OM rendelet módosításáról
- 14/2006. (XII. 26.) ÖTM rendelet A helyi önkormányzati képviselők és polgármesterek, valamint a kisebbségi önkormányzati képviselők választása költségeinek normatíváiról, tételeiről, elszámolási és belső ellenőrzési rendjéről szóló 4/2006. (VIII. 1.) ÖTM rendelet módosításáról
- 43/2006. (XII. 26.) PM rendelet Egyes PM rendeleteknek a kormányzati szervezetalakítással összefüggő módosításáról
- 44/2006. (XII. 27.) EüM rendelet Az emberi alkalmazásra kerülő gyógyszerek forgalomba hozataláról szóló 52/2005. (XI. 18.) EüM rendelet módosításáról
- 45/2006. (XII. 27.) EüM rendelet A várólista-sorrend kialakításának és az eltérés lehetőségének egészségügyi szakmai feltételeiről
- 46/2006. (XII. 27.) EüM rendelet A várólista adatainak honlapon történő közzétételére vonatkozó szabályairól
- 47/2006. (XII. 27.) EüM rendelet Az egyes főbb betegségcsoportok finanszírozási eljárásrendjének kidolgozása, szerkesztése és szakmai egyeztetése lefolytatásának egységes szabályairól
- 92/2006. (XII. 27.) GKM rendelet A polgári légiforgalmi szolgálat szakszemélyzetének szakszolgálati engedélyéről és képzéséről szóló 3/2004.(I. 13.) GKM rendelet módosításáról
- 93/2006. (XII. 27.) GKM rendelet A hajózási képesítésekről szóló 15/2001. (IV. 27.) KöViM rendelet módosításáról
- 94/2006. (XII. 27.) GKM rendelet A Vállalkozói Támogatásközvetítő Zártkörűen működő Részvénytársaság közreműködő szervezetként való kijelölésével kapcsolatban szükséges egyes miniszteri rendeletek módosításáról
- 95/2006. (XII. 27.) GKM rendelet Egyes miniszteri rendeleteknek a Nemzeti Közlekedési Hatóság felállításával kapcsolatos módosításáról
- 48/2006. (XII. 27.) KvVM rendelet A légszennyezettségi agglomerációk és zónák kijelöléséről szóló 4/2002. (X. 7.) KvVM rendelet módosításáról
- 49/2006. (XII. 27.) KvVM–EüM–FVM együttes rendelet A légszennyezettségi határértékekről, a helyhez kötött légszennyező pontforrások kibocsátási határértékeiről szóló 14/2001. (V. 9.) KöM–EüM–FVM együttes rendelet módosításáról
- 50/2006. (XII. 27.) KvVM rendelet A légszennyezettség és a helyhez kötött légszennyező források kibocsátásának vizsgálatával, ellenőrzésével, értékelésével kapcsolatos szabályokról szóló 17/2001. (VIII. 3.) KöM rendelet módosításáról
- 51/2006. (XII. 27.) KvVM rendelet A felszín alatti vizek vizsgálatának egyes szabályairól szóló 30/2004. (XII. 30.) KvVM rendelet módosításáról
- 8/2006. (XII. 27.) SZMM rendelet Egyes ifjúsági, szociális és gyermekvédelmi tárgyú miniszteri rendeletek módosításáról
- 9/2006. (XII. 27.) SZMM rendelet A személyes gondoskodást nyújtó szociális intézmények szakmai feladatairól és működésük feltételeiről szóló 1/2000.(I.7.) SZCSM rendelet módosításáról
- 10/2006. (XII. 27.) SZMM rendelet A személyes gondoskodást nyújtó szociális ellátások igénybevételéről szóló 9/1999.(XI.24.)SZCSMrendelet módosításáról
- 11/2006. (XII. 27.) SZMM rendelet Az egészségi állapoton, illetve betegségen alapuló szociális rászorultság igazolásának szabályairól
- 12/2006. (XII. 27.) SZMM rendelet A személyes gondoskodást végző személyek továbbképzéséről és a szociális szakvizsgáról szóló 9/2000. (VIII. 4.) SZCSM rendelet, valamint a személyes gondoskodást végző személyek adatainak működési nyilvántartásáról szóló 8/2000. (VIII. 4.) SZCSM rendelet módosításáról
- 13/2006. (XII. 27.) SZMM rendelet A szakképzési hozzájárulást a saját munkavállalói részére szervezett képzéssel teljesítő hozzájárulásra kötelezett költségei elszámolásának feltételeiről és az elszámolás szabályairól
- 48/2006. (XII. 28.) EüM rendelet A kozmetikai termékek biztonságosságáról, gyártási, forgalmazási feltételeiről és közegészségügyi ellenőrzéséről szóló 40/2001. (XI. 23.) EüM rendelet módosításáról
- 49/2006. (XII. 28.) EüM rendelet Az egészségügyi szakellátás társadalombiztosítási finanszírozásának egyes kérdéseiről szóló 9/1993. (IV. 2.) NM rendelet módosításáról
- 50/2006. (XII. 28.) EüM rendelet A természetes gyógytényezőkről szóló 74/1999. (XII. 25.) EüM rendelet módosításáról
- 51/2006. (XII. 28.) EüM rendelet Az orvosok, fogorvosok, gyógyszerészek és klinikai szakpszichológusok folyamatos továbbképzéséről szóló 52/2003. (VIII. 22.) ESZCSM rendelet módosításáról
- 52/2006. (XII. 28.) EüM rendelet A sürgős szükség körébe tartozó egyes egészségügyi szolgáltatásokról
- 53/2006. (XII. 28.) EüM rendelet A törzskönyvezett gyógyszerek és a különleges táplálkozási igényt kielégítő tápszerek társadalombiztosítási támogatásba való befogadásának szempontjairól és a befogadás vagy a támogatás megváltoztatásáról szóló 32/2004. (IV. 26.) ESZCSM rendelet módosításáról
- 87/2006. (XII. 28.) FVM rendelet A szőlő szaporítóanyagok előállításáról, minősítéséről és forgalomba hozataláról
- 88/2006. (XII. 28.) FVM rendelet A nemzeti agrárkár-enyhítési rendszerről szóló 2006. évi LXXXVIII. törvény végrehajtásának szabályairól
- 96/2006. (XII. 28.) GKM rendelet Az Útpénztár fejezeti kezelésű előirányzat felhasználásának szabályozásáról, valamint az országos közúthálózattal összefüggő feladatok ellátásáról szóló 122/2005. (XII. 28.) GKM rendelet módosításáról
- 97/2006. (XII. 28.) GKM rendelet Egyes hatósági eljárási díjakra vonatkozó miniszteri rendeleteknek a Nemzeti Közlekedési Hatóság felállításával kapcsolatos módosításáról
- 16/2006. (XII. 28.) MeHVM–PM együttes rendelet A 2007–2013 időszakban az Európai Regionális Fejlesztési Alapból, az Európai Szociális Alapból és a Kohéziós Alapból származó támogatások felhasználásának általános eljárási szabályairól
- 17/2006. (XII. 28.) MeHVM–PM együttes rendelet A 2004–2006. évi Humánerőforrás-fejlesztési Operatív Program, valamint az EQUAL Közösségi Kezdeményezés pénzügyi végrehajtásáról szóló 11/2004. (IV. 7.) FMM–PM együttes rendelet módosításáról
- 18/2006. (XII. 28.) MeHVM–GKM együttes rendelet A Kohéziós Alap közreműködő szervezet kijelöléséről
- 19/2006. (XII. 28.) MeHVM–GKM–KvVM együttes rendelet A Környezetvédelem és Infrastruktúra Operatív Program végrehajtásában közreműködő szervezetek kijelöléséről szóló 18/2004. (II. 24.) GKM–KvVM–PM együttes rendelet módosításáról
- 15/2006. (XII. 28.) ÖTM rendelet Egyes építésügyi tárgyú miniszteri rendeletek módosításáról
- 14/2006. (XII. 28.) SZMM rendelet A regionális munkaügyi központok illetékességéről
- 54/2006. (XII. 29.) EüM rendelet A szakellátási kapacitások felosztásának szempontjairól és a szakellátási elérési szabályokról

#### Kormányhatározatok

##### Január (1001−1009)
- 1001/2006. (I. 13.) Korm. határozat A közszolgálat ellenőrzések 2006. évi vizsgálati tárgyköreiről és a vizsgálat alá vont közigazgatási szervekről
- 1002/2006. (I. 13.) Korm. határozat a köztisztviselők jogállásáról szóló 1992. évi XXIII. törvény hatálya alá tartozó szervek jegyzékéről szóló 1085/2004. (VIII. 27.) Korm. határozat módosításáról
- 1003/2006. (I. 13.) Korm. határozat A Magyarországi Cigányokért Közalapítvány Alapító Okiratának módosításáról
- 1004/2006. (I. 13.) Korm. határozat A Mező Ferenc Sportközalapítvány Alapító Okiratának módosításáról
- 1005/2006. (I. 20.) Korm. határozat A lokális, nagy csapadékok okozta veszélyhelyzetekkel kapcsolatos előrejelzési és riasztási rendszerről
- 1006/2006. (I. 20.) Korm. határozat A Habsburg-kori Kutatások Közalapítvány Alapító Okiratának módosításáról
- 1007/2006. (I. 26.) Korm. határozat Az Állami Privatizációs és Vagyonkezelő Részvénytársaság Alapító Okiratának módosításáról
- 1008/2006. (I. 30.) Korm. határozat A Kossuth- és Széchenyi-díj Bizottság tagjainak kinevezéséről
- 1009/2006. (I. 30.) Korm. határozat Államtitkári juttatások biztosításáról

##### Február (1010−1018)
- 1010/2006. (II. 2.) Korm. határozat a pozitron emissziós tomográfia-computer tomográf vagy számítógépes rétegvizsgálat (PET-CT) diagnosztika középtávú fejlesztéséről
- 1011/2006. (II. 3.) Korm. határozat A külföldi megfigyelőknek a 2006. évi országgyűlési választásokra történő meghívásáról
- 1012/2006. (II. 3.) Korm. határozat Az Új Kézfogás Közalapítvány Alapító Okiratának módosításáról
- 1013/2006. (II. 8.) Korm. határozat A volt egyházi ingatlanok tulajdoni rendezése és a kapcsolódó pénzügyi kártalanítás felgyorsításával összefüggésben a Magyarországi Zsidó Hitközségek Szövetsége, illetve a Budai Szerb Ortodox Egyházmegye rendezésére váró ingatlanai végleges jegyzékének elfogadásáról
- 1014/2006. (II. 8.) Korm. határozat Az Állami Privatizációs és Vagyonkezelő Részvénytársaság Igazgatósága elnöke és tagjai megbízatásának meghosszabbításáról szóló 1131/2005. (XII. 23.) Korm. határozat módosításáról
- 1015/2006. (II. 10.) Korm. határozat Ganz Transelektro Villamossági Rt. részére nyújtandó korlátozott költségvetési készfizető kezességvállalásról
- 1016/2006. (II. 10.) Korm. határozat A köztisztviselők jogállásáról szóló 1992. évi XXIII. törvény hatálya alá tartozó szervek jegyzékéről szóló 1085/2004. (VIII. 27.) Korm. határozat módosításáról
- 1017/2006. (II. 15.) Korm. határozat A Bay Zoltán Alkalmazott Kutatási Közalapítvány Alapító Okiratának módosításáról
- 1018/2006. (II. 20.) Korm. határozat A Kölcsönös Segélyegyleteket Támogató Alapítvány megszüntetéséről

##### Március (1019-1029)
- 1019/2006. (III. 10.) Korm. határozat A nemzetgazdasági szempontból kiemelt jelentőségű beruházások megvalósításának gyorsításáról és egyszerűsítéséről szóló törvény egyes rendelkezéseinek megvalósítását biztosító finanszírozás egyes kérdéseiről
- 1020/2006. (III. 14.) Korm. határozat A köztisztviselők jogállásáról szóló 1992. évi XXIII. törvény hatálya alá tartozó szervek jegyzékéről szóló 1085/2004. (VIII. 27.) Korm. határozat kiegészítéséről
- 1021/2006. (III. 14.) Korm. határozat A Ganz Transelektro Villamossági Rt. részére nyújtandó korlátozott költségvetési készfizető kezességvállalásról szóló 1015/2006. (II. 10.) Korm. határozat módosításáról
- 1022/2006. (III. 14.) Korm. határozat A Népegészségügyi Tárcaközi Bizottságról szóló 1063/2005. (VI.23.) Korm. határozat módosításáról
- 1023/2006. (III. 17.) Korm. határozat A Magyar Köztársaság Kiváló Művésze, a Magyar Köztársaság Érdemes Művésze és a Magyar Köztársaság Babérkoszorúja díjak 2006. évi adományozásáról
- 1024/2006. (III. 21.) Korm. határozat Az Átmeneti Támogatás 2006. évi prioritásairól és tárgyalási irányelveiről
- 1025/2006. (III. 23.) Korm. határozat A munkáltatók társadalmi felelősségének erősítéséről és ezt ösztönző intézkedésekről
- 1026/2006. (III. 27.) Korm. határozat Az Európai Szociális Kartában vállalt kötelezettségek teljesüléséről szóló Nemzeti jelentés jóváhagyásáról
- 1027/2006. (III. 27.) Korm. határozat A Demokrácia Központ Közalapítvány Alapító Okiratának módosításáról
- 1028/2006. (III. 28.) Korm. határozat Dr. Karsai József kormánymegbízotti megbízatásának módosításáról
- 1029/2006. (III. 28.) Korm. határozat Az Európai Összehasonlító Kisebbségkutatások Közalapítvány Alapító Okiratának módosításáról

##### Április (1030−1048)
- 1030/2006. (IV. 3.) Korm. határozat A vállalkozói „körbetartozások” kezelésére vonatkozó kormányzati lépésekről
- 1031/2006. (IV. 3.) Korm. határozat Az árvízi védekezéssel kapcsolatos többletköltségek biztosításáról
- 1032/2006. (IV. 4.) Korm. határozat A Kitüntetési Bizottságról és az állami kitüntetések adományozásának rendjéről szóló 1130/2002. (VII. 24.) Korm. határozat módosításáról
- 1033/2006. (IV. 4.) Korm. határozat A Magyar Honvédség Szociálpolitikai Közalapítvány Alapító Okiratának módosításáról
- 1034/2006. (IV. 5.) Korm. határozat Dr. Dudás Ferenc újjáépítési kormánymegbízottá történő kinevezéséről
- 1035/2006. (IV. 5.) Korm. határozat Államtitkári juttatások biztosításáról
- 1036/2006. (IV. 6.) Korm. határozat A szociális földprogram megvalósítása céljából egyes Nemzeti Földalapba tartozó ingatlanok önkormányzatok részére történő átadásáról
- 1037/2006. (IV. 6.) Korm. határozat A Dunán kialakult árvízi veszélyhelyzetben teendő intézkedésekről szóló Cselekvési Program végrehajtásához szükséges intézkedésekről
- 1038/2006. (IV. 7.) Korm. határozat Az Európa Kulturális Fővárosa 2010 program megvalósítása tárgyában Pécs Megyei Jogú Város Önkormányzatával kötendő szerződésről és az annak kapcsán végrehajtandó további feladatokról
- 1039/2006. (IV. 7.) Korm. határozat A 2003. évben fagykárt és aszálykárt szenvedett mezőgazdasági termelők kárenyhítését szolgáló kormányzati intézkedések egyes feltételeinek megállapításáról
- 1040/2006. (IV. 10.) Korm. határozat A volt egyházi ingatlanok tulajdoni rendezése és a kapcsolódó pénzügyi kártalanítás felgyorsításával összefüggésben a Magyar Katolikus Egyház rendezésre váró ingatlanai végleges jegyzékének elfogadásáról
- 1041/2006. (IV. 14.) Korm. határozat A 2006. évi tavaszi rendkívüli árvizek által okozott károk miatt szükséges újjáépítéssel kapcsolatos összefüggő kormányzati feladatok koordinálásáért felelős kormánymegbízott feladatairól, valamint az Újjáépítési Tárcaközi Bizottság létrehozásáról
- 1042/2006. (IV. 14.) Korm. határozat A Dunán kialakult árvízi veszélyhelyzetben teendő intézkedésekről szóló Cselekvési Program végrehajtásához szükséges intézkedések hatályának kiterjesztéséről
- 1043/2006. (IV. 19.) Korm. határozat a Nemzeti Tehetségsegítő Tanács munkájának támogatásáról
- 1044/2006. (IV. 20.) Korm. határozat Az egységes digitális rádió-távközlő rendszer (EDR) kialakításáról és a működtetéséhez szükséges további feladatokról
- 1045/2006. (IV. 25.) Korm. határozat A Magyar Fejlesztési Bank Részvénytársaság 2006. évi forrásbevonási tervéről
- 1046/2006. (IV. 25.) Korm. határozat A Határon Túli Magyar Oktatásért Apáczai Közalapítvány Alapító Okiratának módosításáról
- 1047/2006. (IV. 25.) Korm. határozat A Közalapítvány a Budapesti Német Nyelvű Egyetemért Alapító Okiratának módosításáról
- 1048/2006. (IV. 28.) Korm. határozat Dr. Avarkeszi Dezső kormánymegbízotti megbízatásának módosításáról

##### Május (1049−1054)
- 1049/2006. (V. 9.) Korm. határozat A Holocaust Dokumentációs Központ és Emlékgyűjtemény Közalapítvány Alapító Okiratának módosításáról
- 1050/2006. (V. 15.) Korm. határozat A Munkavédelmi Kutatási Közalapítvány Alapító Okiratának módosításáról
- 1051/2006. (V. 19.) Korm. határozat Az Európai Közösség és azok tagállamai, valamint az Albán Köztársaság, Bosznia-Hercegovina, a Bolgár Köztársaság, a Horvát Köztársaság, az Izlandi Köztársaság, Macedónia Volt Jugoszláv Köztársaság, a Norvég Királyság, Szerbia és Montenegró, Románia és az ENSZ igazgatása alatt álló Koszovó között az Európai Közös Légtér (EKLT) létrehozására irányuló többoldalú Megállapodás szövegének végleges megállapításáról, kihirdetéséről és ideiglenes alkalmazásáról
- 1052/2006. (V. 26.) Korm. határozat A Magyar Köztársaság volt miniszterelnökeinek tanácsadói részvételéről a kormányzati munkában
- 1053/2006. (V. 26.) Korm. határozat A kormánybiztosok, kormánymegbízottak felmentéséről és egyes kormányhatározatok hatályon kívül helyezéséről
- 1054/2006. (V. 26.) Korm. határozat A közigazgatás átalakításának előkészítésével kapcsolatos egyes feladatokról

##### Június (1055−1066)
- 1055/2006. (VI. 7.) Korm. határozat A szociális nyári gyermekétkeztetéssel összefüggő kormányzati feladatokról
- 1056/2006. (VI. 7.) Korm. határozat HELIBOR Helvécia-Izsák-Orgovány Társult Termelői Csoport Italgyártó Kft. részére nyújtandó hitelről
- 1057/2006. (VI. 7.) Korm. határozat A pártok és a pártalapítványok támogatását szolgáló előirányzatoknak az országgyűlési képviselő-választások eredménye alapján történő meghatározásáról
- 1058/2006. (VI. 7.) Korm. határozat A Magyar Nemzeti Múzeum Mélygarázs PPP-konstrukció keretében történő megvalósításárólszóló 1126/2005. (XII. 20.) Korm. határozat módosításáról
- 1059/2006. (VI. 9.) Korm. határozat A polgári nemzetbiztonsági szolgálatokat irányító miniszter kijelöléséről
- 1060/2006. (VI. 15.) Korm. határozat A Kormány megalakulásával összefüggő egyes feladatokról
- 1061/2006. (VI. 15.) Korm. határozat Az államreform előkészítésével és megvalósításával összefüggő egyes szervezeti és személyi kérdésekről
- 1062/2006. (VI. 15.) Korm. határozat A fejlesztéspolitikáért felelős kormánybiztos kinevezéséről és feladatairól
- 1063/2006. (VI. 15.) Korm. határozat A központi közigazgatásban foglalkoztatottak státuszváltozását elősegítő intézkedésekről
- 1064/2006. (VI. 29.) Korm. határozat a Nemzeti Fejlesztési Tanács létrehozásáról
- 1065/2006. (VI. 29.) Korm. határozat A fejlesztéspolitika megvalósításával kapcsolatos egyes szervezeti kérdésekről
- 1066/2006. (VI. 29.) Korm. határozat a közigazgatási informatikáért felelős kormánybiztos kinevezéséről és feladatairól

##### Július (1067−1078)
- 1067/2006. (VII. 11.) Korm. határozat A Konvergencia Tanácsról
- 1068/2006. (VII. 13.) Korm. határozat A Kormány kabinetjeiről
- 1069/2006. (VII. 13.) Korm. határozat A kormányzati (köz)alapítványok felülvizsgálatáról
- 1070/2006. (VII. 21.) Korm. határozat A köztisztviselők jogállásáról szóló 1992. évi XXIII. törvény hatálya alá tartozó szervek jegyzékéről szóló 1085/2004. (VIII. 27.) Korm. határozat módosításáról
- 1071/2006. (VII. 21.) Korm. határozat A 2006. évi kormányzati létszámcsökkentések végrehajtásáról a Köztisztviselői Érdekegyeztető Tanácsban, 2006. július 5-én született megállapodás végrehajtásáról
- 1072/2006. (VII. 24.) Korm. határozat A fejlesztéspolitikáért felelős kormánybiztos kinevezéséről és feladatairól szóló 1062/2006.(VI.15.) Korm. határozat módosításáról
- 1073/2006. (VII. 26.) Korm. határozat A Kormány ügyrendjéről szóló 1088/1994. (IX. 20.) Korm. határozat módosításáról
- 1074/2006. (VII. 27.) Korm. határozat Az Állami Privatizációs és Vagyonkezelő Zrt. vezérigazgatójának felmentéséről és új vezérigazgatójának megbízásáról
- 1075/2006. (VII. 27.) Korm. határozat A MÁV Zrt. üzletviteléhez (a személyszállítás és a pályavasút működtetéséhez) szükséges 55 Mrd Ft hosszú lejáratú forgóeszközpótló hitelhez kapcsolódó állami kezességvállalásról
- 1076/2006. (VII. 27.) Korm. határozat A Tudomány- és Technológiapolitikai Kollégiumról, valamint a tudomány- és technológiapolitikai kormányzati irányítási és végrehajtási rendszerének megújításával kapcsolatos feladatokról szóló 1033/2003. (IV. 18.) Korm. határozat módosításáról
- 1077/2006. (VII. 27.) Korm. határozat A köztisztviselők jogállásáról szóló 1992. évi XXIII. törvény hatálya alá tartozó szervek jegyzékéről szóló 1085/2004. (VIII. 27.) Korm. határozat módosításáról
- 1078/2006. (VII. 31.) Korm. határozat A Nemzeti Gyermek- és Ifjúsági Közalapítvány Alapító Okiratának módosításáról

##### Augusztus (1079−1085)
- 1079/2006. (VIII. 4.) Korm. határozat A Kitüntetési Bizottságról és az állami kitüntetések adományozásának rendjéről szóló 1130/2002. (VII. 24.) Korm. határozat módosításáról
- 1080/2006. (VIII. 4.) Korm. határozat A baromfihús- és tojáságazatban alkalmazható rendkívüli piactámogatási intézkedésekről
- 1081/2006. (VIII. 14.) Korm. határozat A Kormány (köz)alapítványaiért felelősökről
- 1082/2006. (VIII. 18.) Korm. határozat A Fogyatékosok Esélye Közalapítvány Alapító Okiratának módosításáról
- 1083/2006. (VIII. 22.) Korm. határozat A közösségi állami támogatási szabályok szerinti létező támogatások felülvizsgálatáról és a 2007-től működtetni kívánt támogatásokról
- 1084/2006. (VIII. 22.) Korm. határozat A Népművészet Mestere díj 2006. évi adományozásáról
- 1085/2006. (VIII. 28.) Korm. határozat Az „Arany János Közalapítvány a Tudományért” közalapítvány megszüntetéséről

##### Szeptember (1086−1094)
- 1086/2006. (IX. 5.) Korm. határozat A keleti piaci gazdasági kapcsolatok fejlesztéséért felelős kormánybiztos kinevezéséről
- 1087/2006. (IX. 5.) Korm. határozat A szomszédos államokkal kötött nemzetközi szerződések alapján működő kisebbségi vegyes bizottságok magyar társelnökeinek felmentéséről és kinevezéséről
- 1088/2006. (IX. 11.) Korm. határozat A Magyar Köztársaság 2006. szeptemberi aktualizált konvergencia programjáról
- 1089/2006. (IX. 25.) Korm. határozat A Nők és Férfiak Társadalmi Egyenlősége Tanács létrehozásáról
- 1090/2006. (IX. 27.) Korm. határozat A volt egyházi ingatlanok tulajdoni helyzetének rendezésére létrejött egyeztető bizottságok elnökének megbízásáról
- 1091/2006. (IX. 28.) Korm. határozat A NATO iraki Kiképző Missziójában történő magyar katonai részvételről
- 1092/2006. (IX. 29.) Korm. határozat A bűnmegelőzés hatékonyságának növelése érdekében szükséges egyes kormányzati feladatokról szóló 1002/2003. (I. 8.) Korm. határozat módosításáról
- 1093/2006. (IX. 29.) Korm. határozat Az Országos Egészségbiztosítási Pénztár főigazgatójának felmentéséről
- 1094/2006. (IX. 29.) Korm. határozat Az Országos Egészségbiztosítási Pénztár főigazgatójának kinevezéséről

##### Október (1096−1104)
- 1096/2006. (X. 2.) Korm. határozat Bizalmi szavazás kezdeményezéséről
- 1097/2006. (X. 5.) Korm. határozat A Lakossági Pénzügyi Szolgáltatásokat Vizsgáló Szakértői Bizottság létrehozásáról
- 1098/2006. (X. 5.) Korm. határozat A Kereskedelmi Tevékenységet Vizsgáló Szakértői Bizottság létrehozásáról
- 1099/2006. (X. 5.) Korm. határozat A Vezetékes Energiaellátási Tevékenységet Vizsgáló Szakértői Bizottság létrehozásáról
- 1100/2006. (X. 27.) Korm. határozat A Pályamódosító Hitelprogramhoz kapcsolódó árfolyam-garanciáról
- 1101/2006. (X. 27.) Korm. határozat Az Országos Foglalkoztatási Közalapítvány Alapító Okiratának módosításáról
- 1102/2006. (X. 27.) Korm. határozat A Tempus Közalapítvány Alapító Okiratának módosításáról
- 1103/2006. (X. 30.) Korm. határozat Az Új Magyarország Fejlesztési Terv elfogadásáról
- 1104/2006. (X. 31.) Korm. határozat A Magyar Köztársaság közúthálózat fejlesztésének 2006. évi finanszírozása változásával kapcsolatos további feladatokról

##### November (1105−1115)
- 1105/2006. (XI. 6.) Korm. határozat A 2006. szeptember–októberi fővárosi demonstrációkkal, utcai rendzavarásokkal és rendfenntartó intézkedésekkel kapcsolatos eseményeket elemző szakértői munkacsoport létrehozásáról
- 1106/2006. (XI. 15.) Korm. határozat A korkedvezményes nyugdíjrendszerrel összefüggő egyes feladatokról
- 1107/2006. (XI. 15.) Korm. határozat A Magyary Zoltán Felsőoktatási Közalapítvány Alapító Okiratának módosításáról
- 1108/2006. (XI. 20.) Korm. határozat A 2007-ben a felsőoktatásban felvehető, államilag támogatott hallgatói létszámkeretről
- 1109/2006. (XI. 20.) Korm. határozat A helyi önkormányzatok 2007. évi új címzett támogatásáról
- 1110/2006. (XI. 24.) Korm. határozat A köztisztviselők jogállásáról szóló 1992. évi XXIII. törvény hatálya alá tartozó szervek jegyzékéről szóló 1085/2004. (VIII. 27.) Korm. határozat módosításáról
- 1111/2006. (XI. 24.) Korm. határozat A Magyar Mozgókép Közalapítvány Alapító Okiratának módosításáról
- 1112/2006. (XI. 29.) Korm. határozat Egyrészről az Európai Közösség és tagállamai, másrészről a Marokkói Királyság között létrejött euro-mediterrán légiközlekedési Megállapodásszövegének végleges megállapításáról, kihirdetéséről és ideiglenes alkalmazásáról
- 1113/2006. (XI. 30.) Korm. határozat A hágai Nemzetközi Bíróság bős–nagymarosi vízlépcsőrendszerrel kapcsolatos döntéséből adódó kormányzati feladatokról szóló 1122/2003. (XII. 21.) Korm. határozat módosításáról
- 1114/2006. (XI. 30.) Korm. határozat Az Állami Privatizációs és Vagyonkezelő Részvénytársaság Versenyeztetési Szabályzatának jóváhagyásáról szóló 1057/1996. (V.30.) Korm. határozat módosításáról
- 1115/2006. (XI. 30.) Korm. határozat A lóversenyzés helyzetének rendezéséről

##### December (1116−1134)
- 1116/2006. (XII. 5.) Korm. határozat A kincstári vagyonba tartozó, az országos kisebbségi önkormányzatok használatába adott épületeknek, épületrészeknek az országos kisebbségi önkormányzatok ingyenes tulajdonába adásáról
- 1117/2006. (XII. 5.) Korm. határozat A Barankovics István Alapítvány támogatásáról
- 1118/2006. (XII. 5.) Korm. határozat Az Állami Privatizációs és Vagyonkezelő Zrt. vezérigazgatójának kinevezéséről
- 1119/2006. (XII. 7.) Korm. határozat A Magyarországi Református Egyház és a Magyarországi Evangélikus Egyház számára a 2006. évben rendezésre javasolt ingatlanokról és az egyeztető bizottságok 2007. évi működtetési költségének meghatározásáról, valamint egyes, a volt egyházi ingatlanok tulajdoni rendezéséről szóló kormány-határozatok módosításáról
- 1120/2006. (XII. 8.) Korm. határozat Az Új Magyarország Fejlesztési Terv ágazati operatív programjainak elfogadásáról
- 1121/2006. (XII. 12.) Korm. határozat A Kormány–Önkormányzatok Egyeztető Fóruma létrehozásáról
- 1122/2006. (XII. 13.) Korm. határozat A kormányzati fejlesztéspolitika kistérségi szintű képviselőiről
- 1123/2006. (XII. 15.) Korm. határozat Az Európai Unió döntéshozatali tevékenységében való részvételről és az ehhez kapcsolódó kormányzati koordinációról
- 1124/2006. (XII. 20.) Korm. határozat A köztisztviselők jogállásáról szóló 1992. évi XXIII. törvény hatálya alá tartozó szervek jegyzékéről szóló 1085/2004. (VIII. 27.) Korm. határozat módosításáról
- 1125/2006. (XII. 20.) Korm. határozat A közigazgatási informatikáért felelős kormánybiztos kinevezéséről és feladatairól szóló 1066/2006. (VI. 29.) Korm. határozat módosításáról
- 1126/2006. (XII. 20.) Korm. határozat A Magyar Köztársaság Kormánya és az Apostoli Szentszék által 1997. június 20-án aláírt Megállapodás egyes kérdései végrehajtásának áttekintésére létrejövő bizottságba kormányzati képviselők delegálásáról
- 1127/2006. (XII. 25.) Korm. határozat A Budapesti Agglomerációs Fejlesztési Tanácsba a Kormány képviselőjének kinevezéséről
- 1128/2006. (XII. 25.) Korm. határozat A Balaton Fejlesztési Tanácsba a Kormány képviselőjének kinevezéséről
- 1129/2006. (XII. 25.) Korm. határozat A Roma Integrációs Tanács létrehozásáról
- 1130/2006. (XII. 25.) Korm. határozat Az Új Magyarország Fejlesztési Terv operatív programjai keretében 2007. januárban megindítandó támogatási konstrukciókról
- 1131/2006. (XII. 25.) Korm. határozat A Magyar Alkotóművészeti Közalapítvány Alapító Okiratának módosításáról
- 1132/2006. (XII. 25.) Korm. határozat A köztisztviselők jogállásáról szóló 1992. évi XXIII. törvény hatálya alá tartozó szervek jegyzékéről szóló 1085/2004. (VIII. 27.) Korm. határozat módosításáról
- 1133/2006. (XII. 26.) Korm. határozat A köztisztviselők jogállásáról szóló 1992. évi XXIII. törvény hatálya alá tartozó szervek jegyzékéről szóló 1085/2004. (VIII. 27.) Korm. határozat módosításáról
- 1134/2006. (XII. 27.) Korm. határozat A köztisztviselők jogállásáról szóló 1992. évi XXIII. törvény hatálya alá tartozó szervek jegyzékéről szóló 1085/2004. (VIII. 27.) Korm. határozat módosításáról

## Európai Unió

### A Tanács rendeletei
- A TANÁCS 2006/783/IB KERETHATÁROZATA (2006. október 6.) a kölcsönös elismerés elvének a vagyonelkobzást elrendelő határozatokra történő alkalmazásáról